# Littérature néerlandaise à partir de la seconde moitié du XXe siècle
 (indiquez la date de pose grâce au paramètre date).
Cet article traite de la littérature néerlandaise à partir de la seconde moitié du XXe siècle.

## Justification

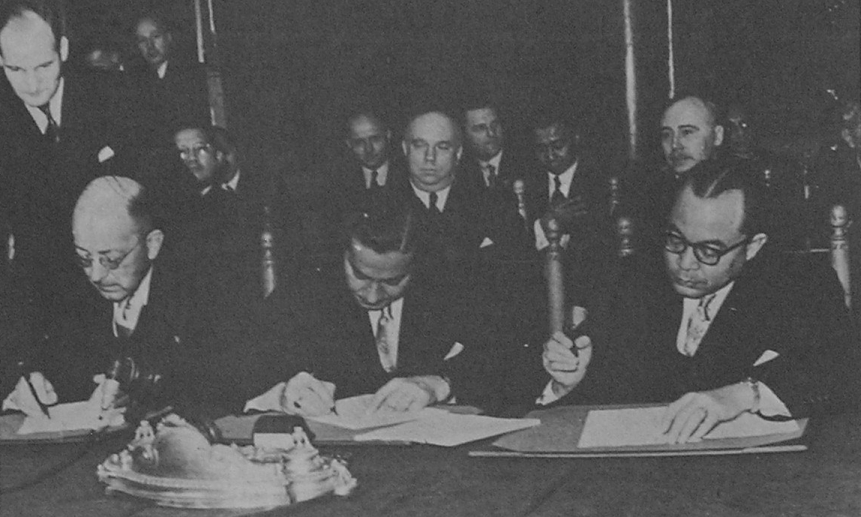
Van Maarseveen, le sultan Hamid II et Hatta signent l'accord impliquant le transfert par les Pays-Bas de la souveraineté sur le territoire des anciennes Indes néerlandaises à la république des États-Unis d'Indonésie en 1949.

La limite initiale, dans le temps, de cet article sera parfois dépassée dans l'intérêt de la cohérence de l'article, conçu comme la suite de celui sur la littérature néerlandaise de la première moitié du XXe siècle. Le choix d'une date qui apparaît de prime abord comme arbitraire, et non comme une rupture, est toutefois justifié du fait des événements qui se produisent vers cette époque, notamment la reconstruction d'après-guerre, l'adoption d'une nouvelle orthographe néerlandaise (en Flandre en 1946 et aux Pays-Bas en 1947), l'effondrement de l'empire colonial néerlandais après le transfert de la souveraineté des Indes orientales néerlandaises à l'Indonésie (le 27 décembre 1949), l'avènement d'une nouvelle génération littéraire, celle des Vijftigers (les « cinquantards »), en 1949 et, pour ce qui est des événements à l'échelle internationale, parmi d'autres faits de l'histoire de l'après-guerre, le début de la guerre froide, qui conduit à la division de l'Europe en deux entités – l'une occidentale et capitaliste, et l'autre orientale et communiste –, un processus illustré par la création de deux États allemands : la République démocratique allemande et la République fédérale d'Allemagne en 1949.
Dans cet article, dans la plupart des cas, la date accompagnant la traduction française du titre d'un ouvrage néerlandais correspond à celle de la publication de la première édition, non pas à celle de la conception de l'œuvre littéraire.

## La littérature néerlandaise à partir de la seconde moitié duXXesiècle

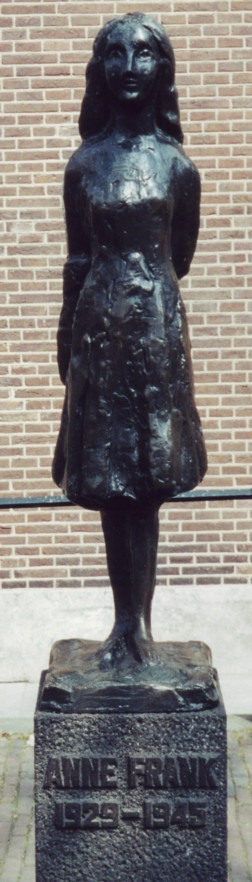
Statue d'Anne Frank (1977) par Mari Andriessen, à l'extérieur de la Westerkerk d'Amsterdam.

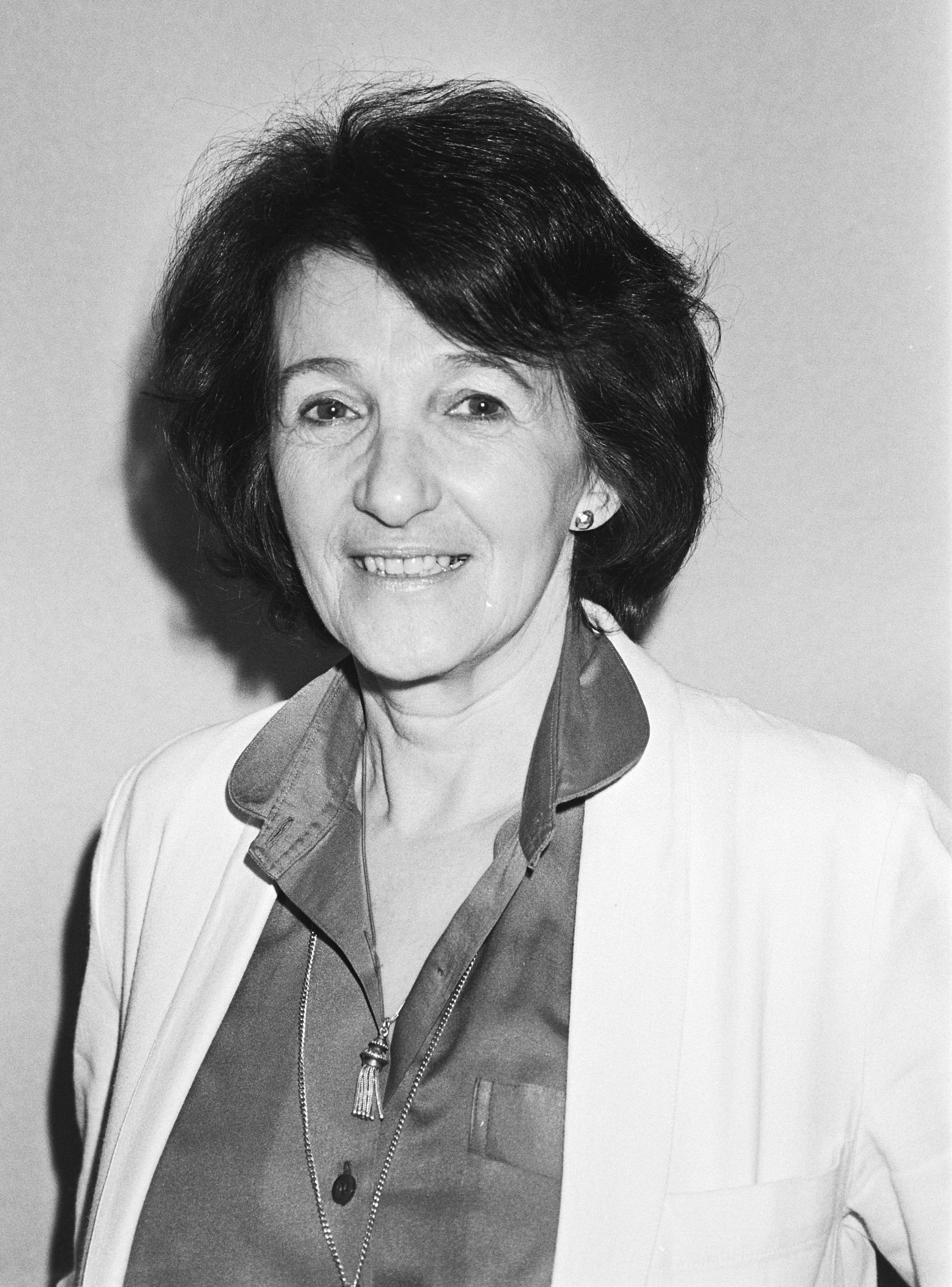
Marga Minco, photographiée en 1981.

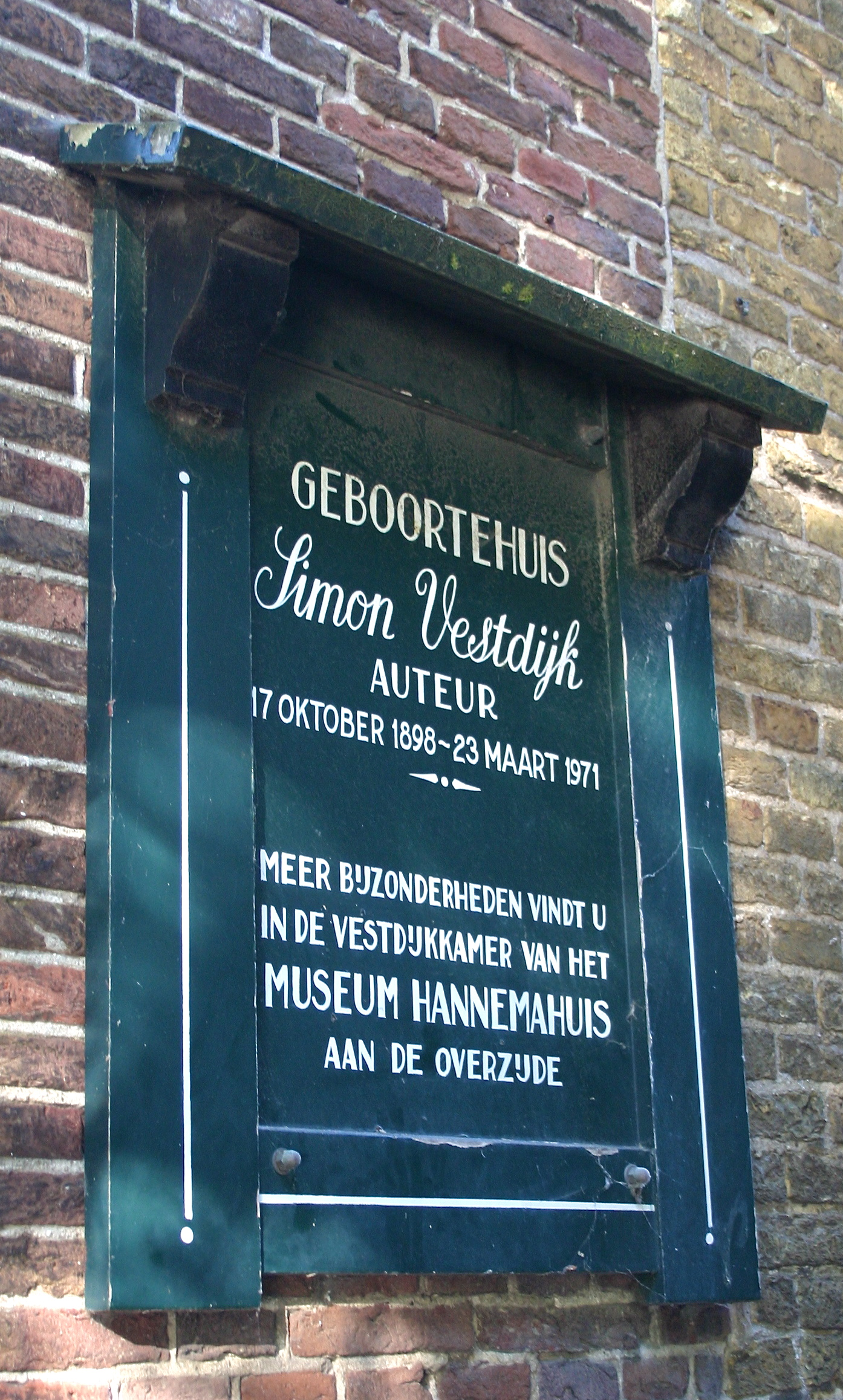
Plaque commémorative, apposée à la façade de la maison natale de Simon Vestdijk à Harlingen.

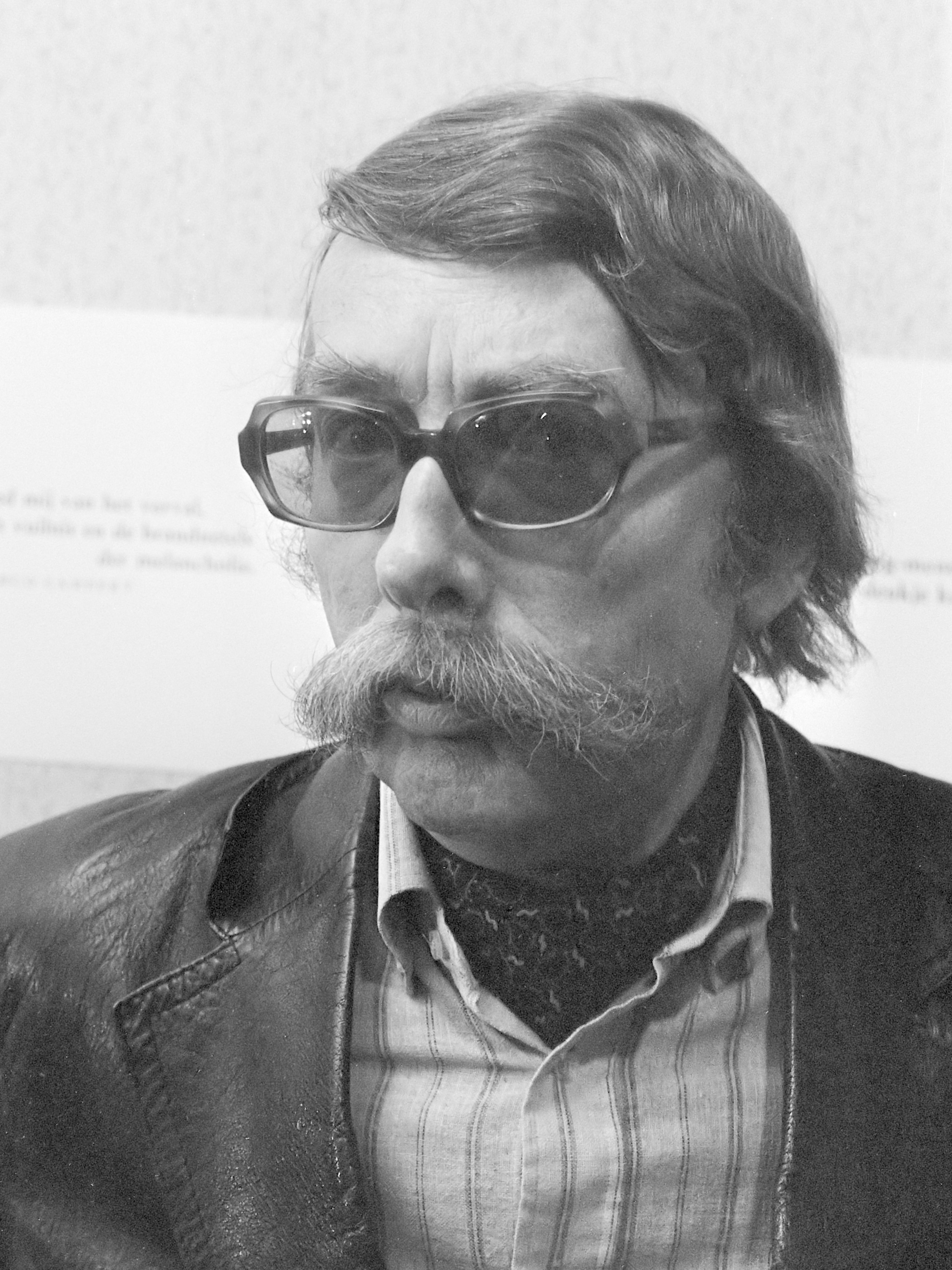
Gerrit Kouwenaar, photographié en 1978.

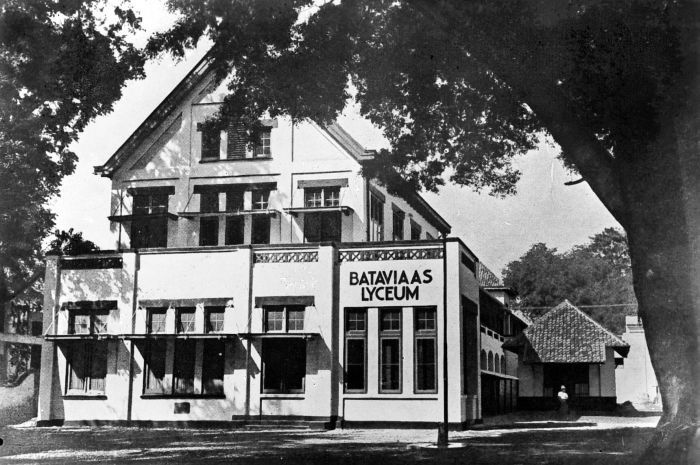
Le lycée de Batavia, fréquenté par Hella S. Haasse dans les années 1930.

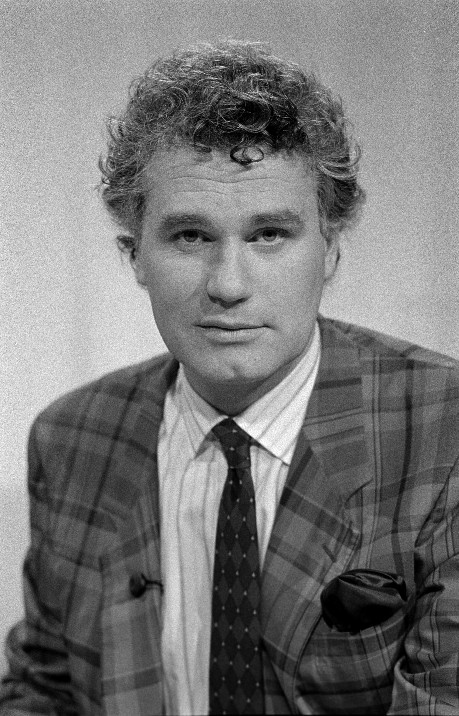
Adriaan van Dis.

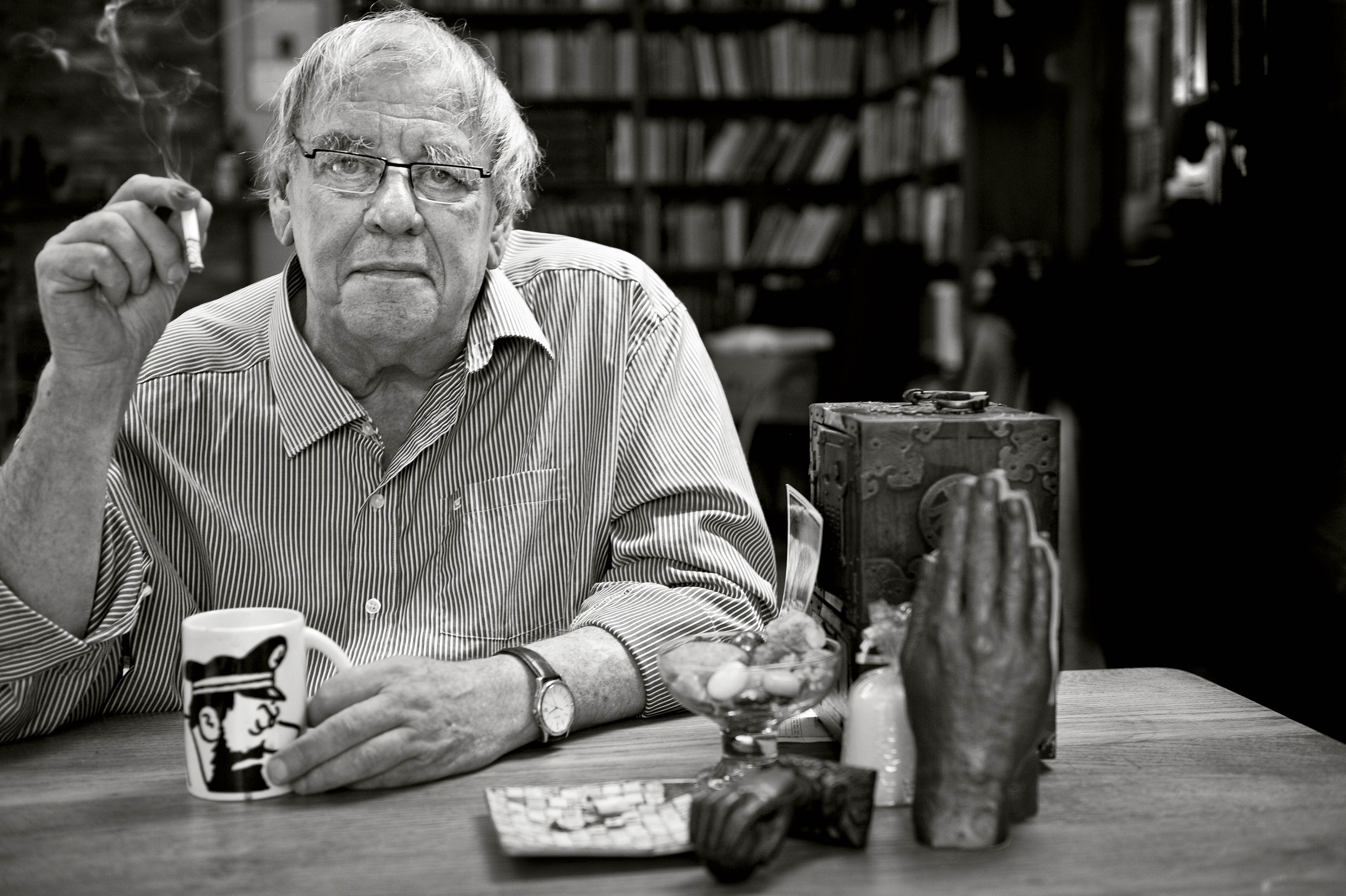
Jeroen Brouwers, photographié par Michiel Hendryckx en 2010.

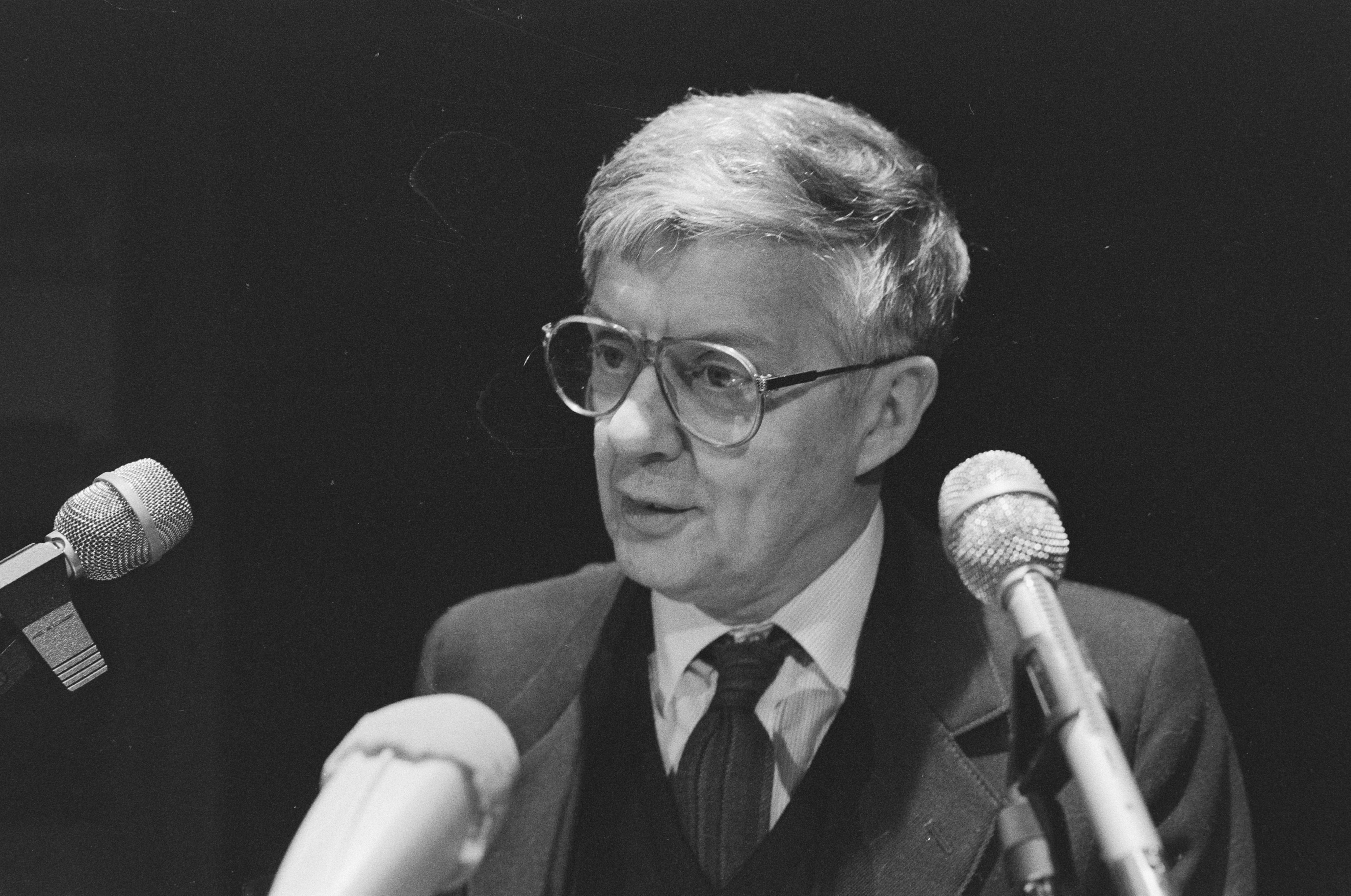
Rudy Kousbroek, photographié en 1987.

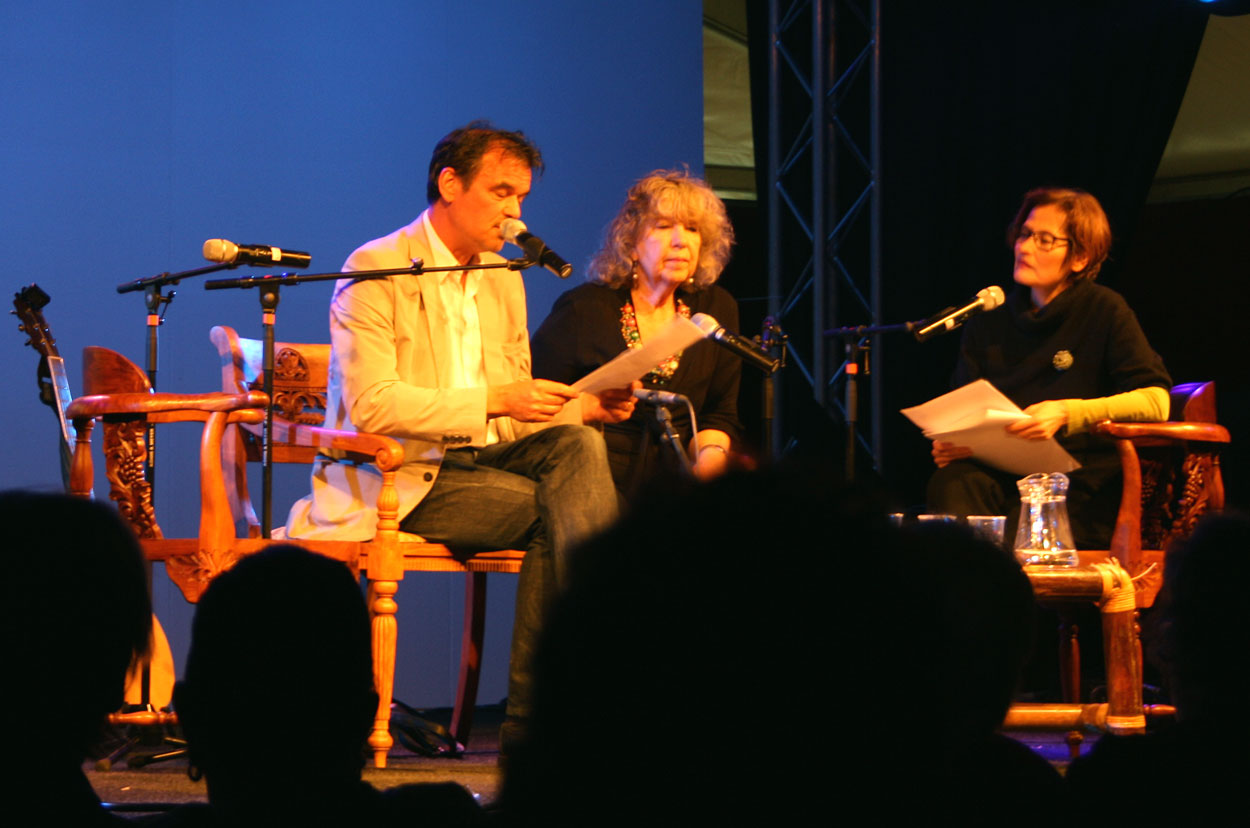
Helga Ruebsamen, au milieu, au congrès de la littérature des Indes néerlandaises à La Haye en 2011.

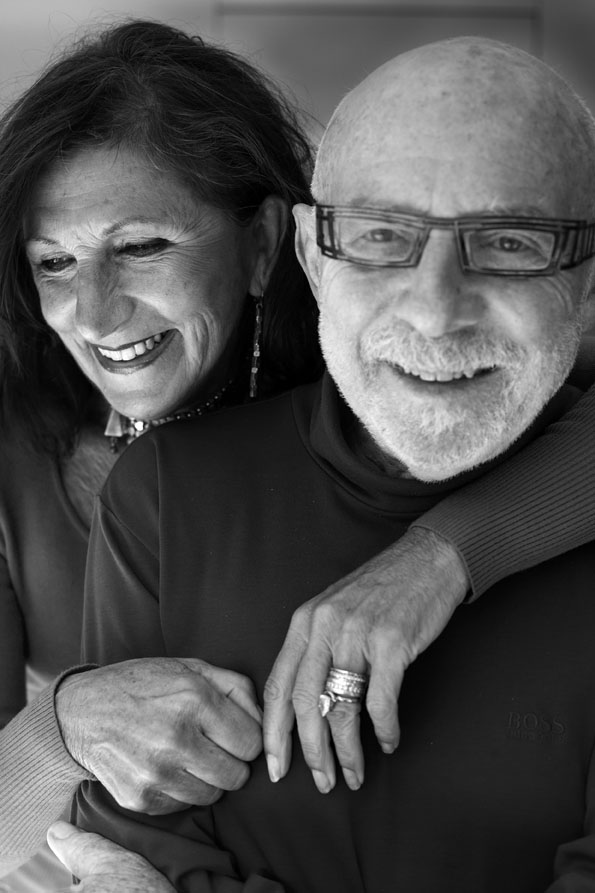
Jef Geeraerts et sa femme, Eleonore Vigenon, photographiés par Koen Broos.

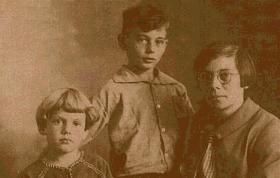
Les frères Van het Reve et leur mère, vers 1929. Gerard (à gauche) deviendra un prosateur et poète ; Karel (au milieu), un philologue, traducteur, essayiste et billetiste.

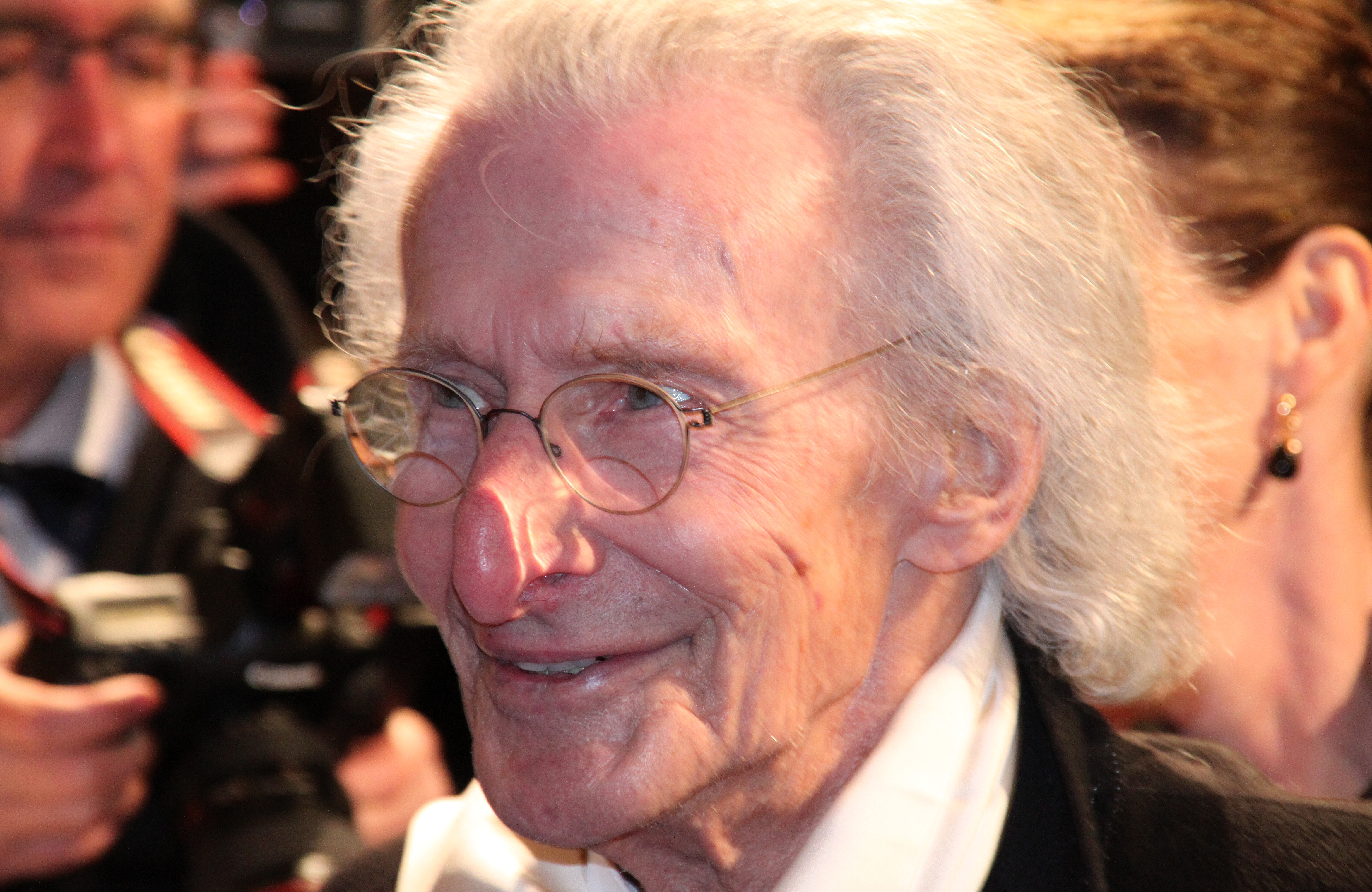
Harry Mulisch.

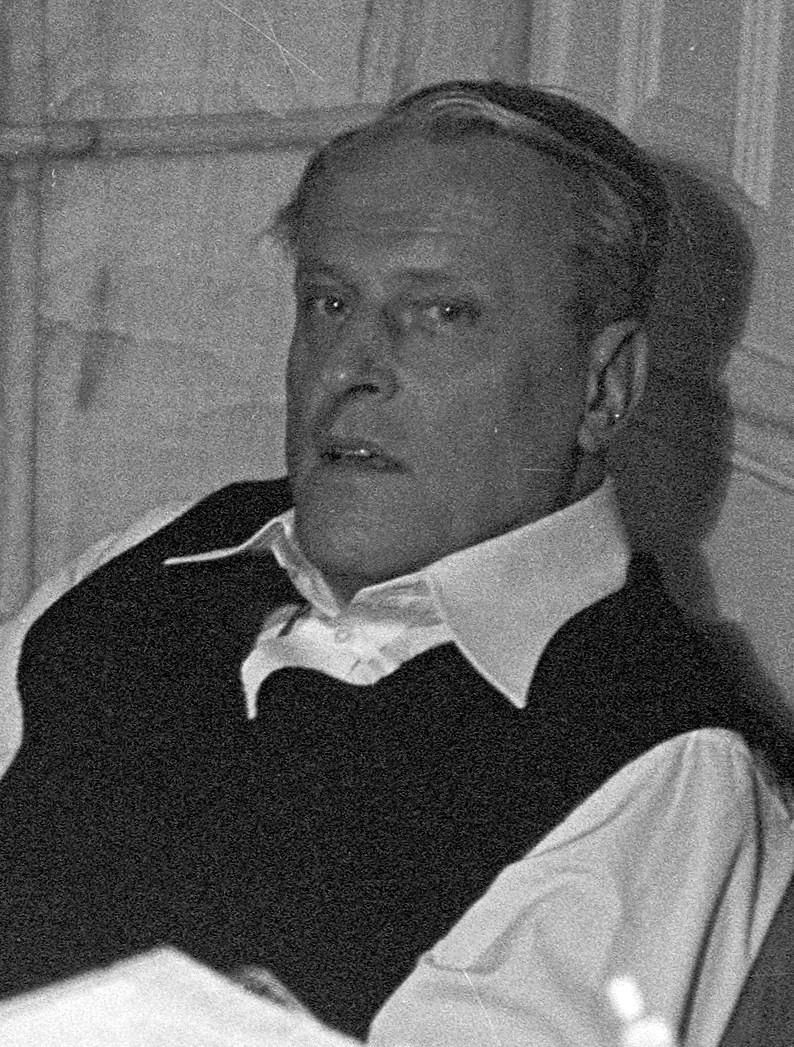
Willem Frederik Hermans, photographié le 12 mai 1977.

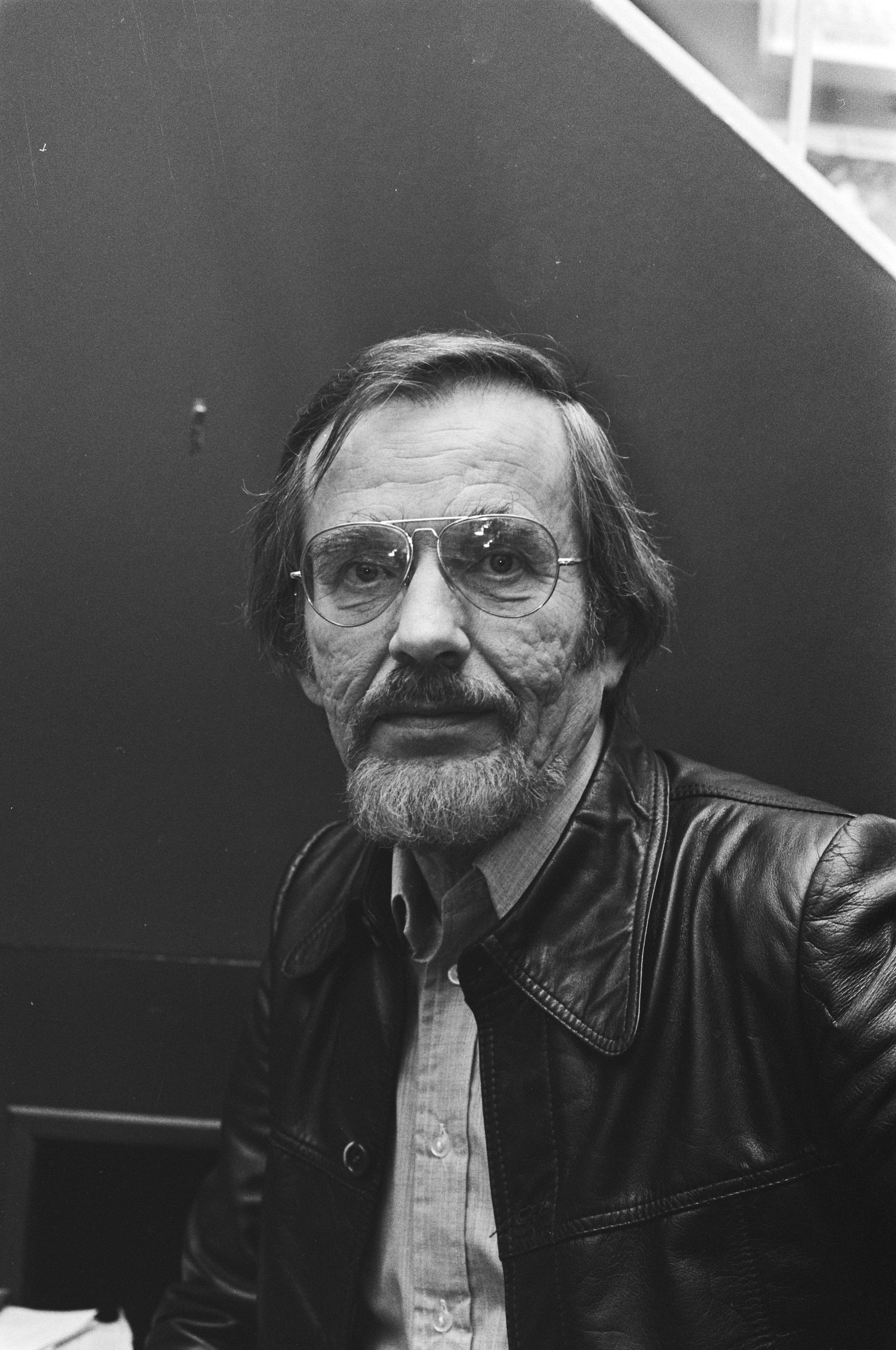
Jan G. Elburg, photographié en 1976.

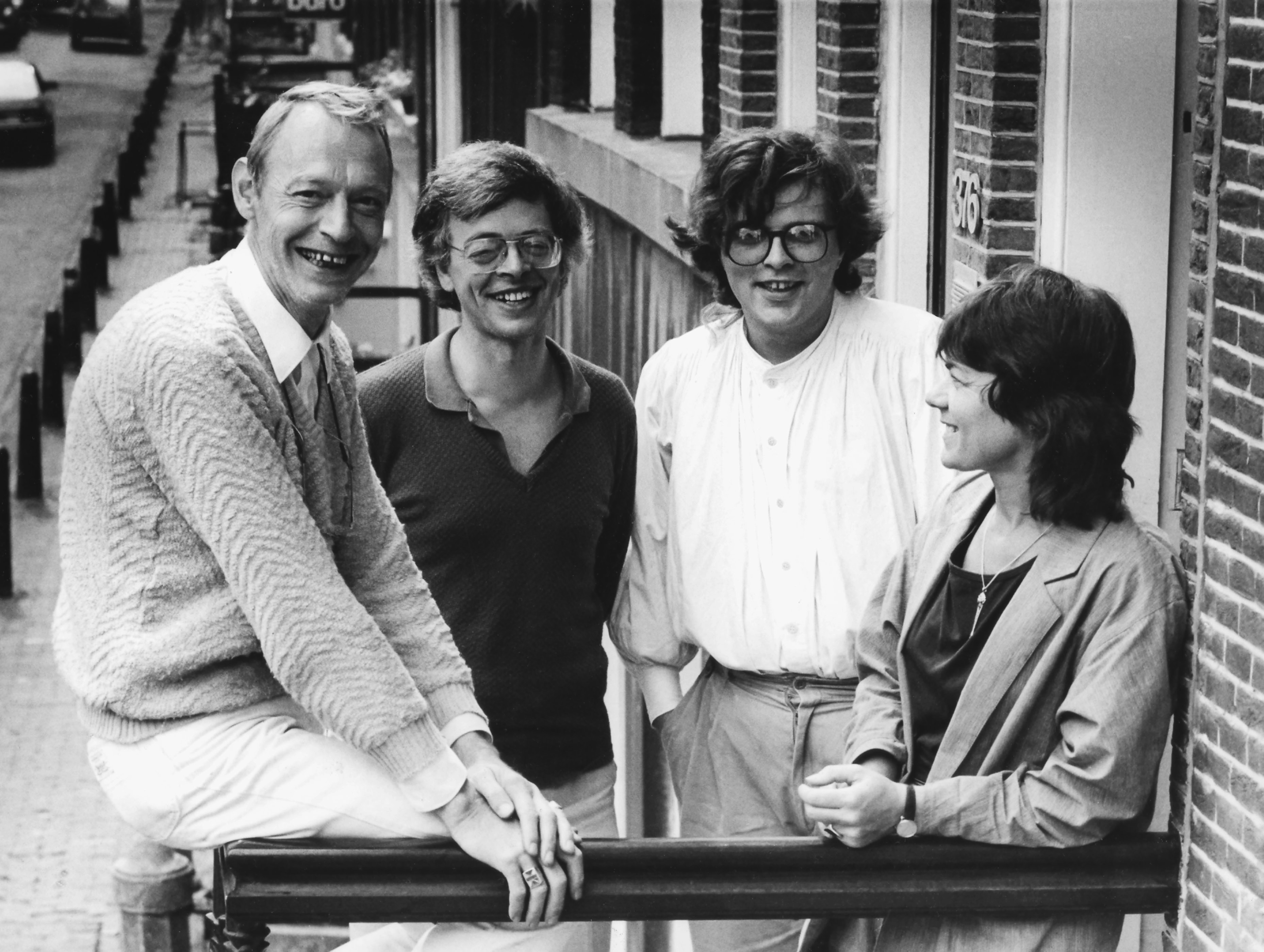
Simon Vinkenoog (à gauche) et la rédaction de la revue Bres en 1982.

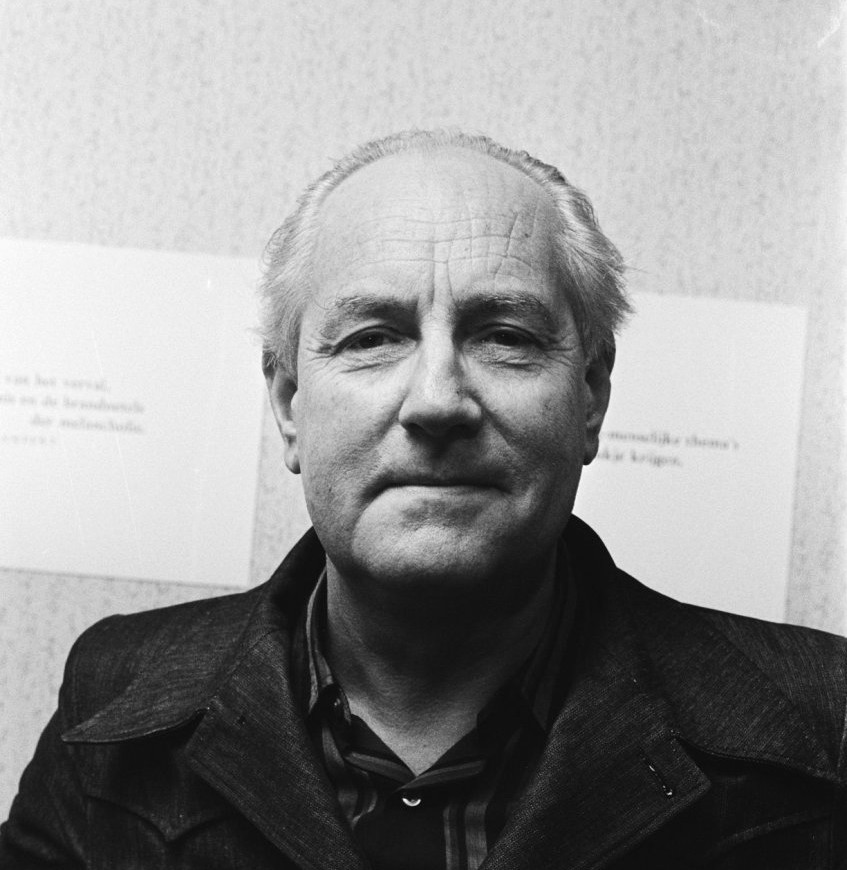
Sybren Polet, photographié en 1978.

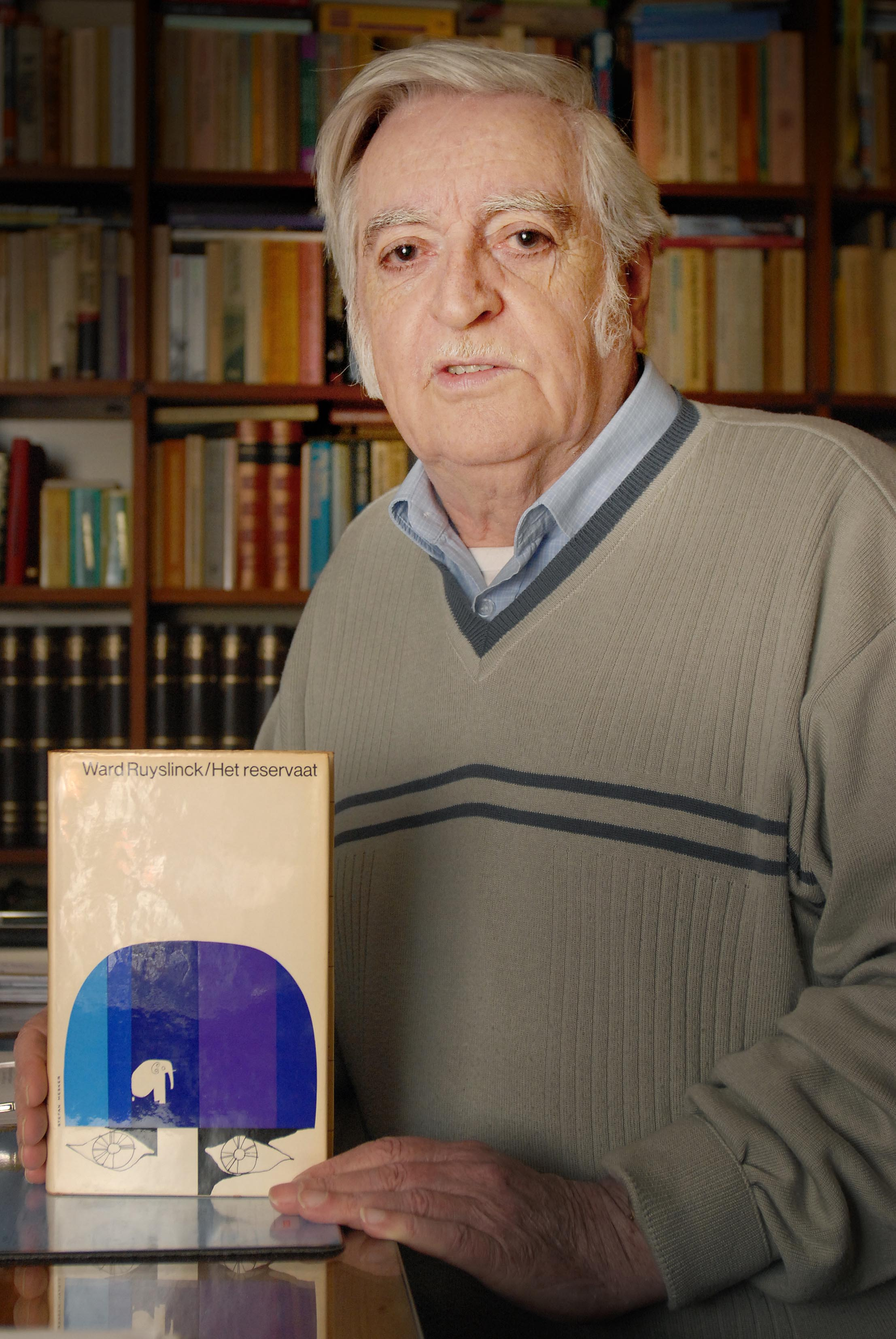
Ward Ruyslinck, photographié par Michiel Hendryckx en 2006, et la première impression de son roman Het reservaat (La Réserve, de 1964).

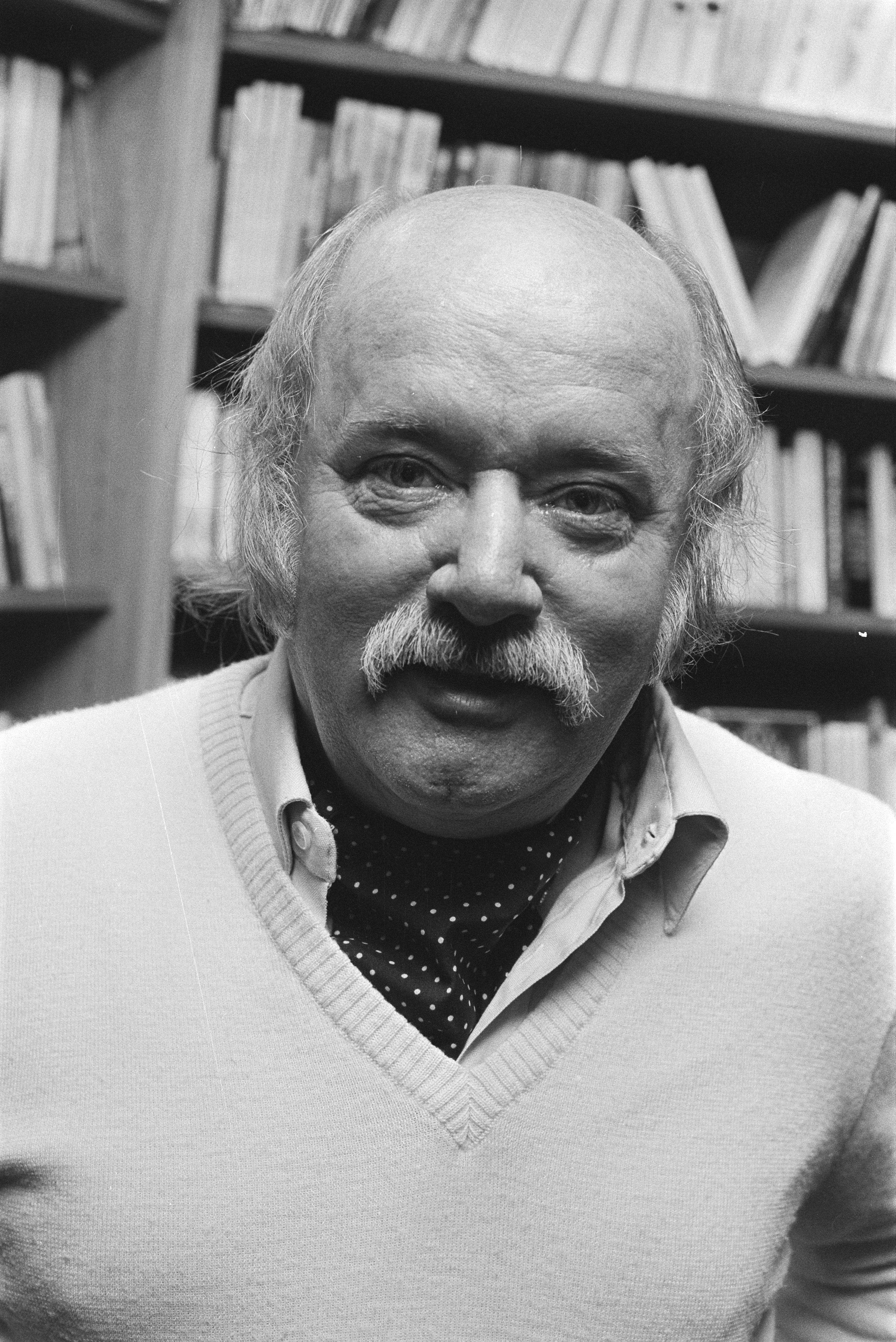
Jos Vandeloo, photographié en 1982.

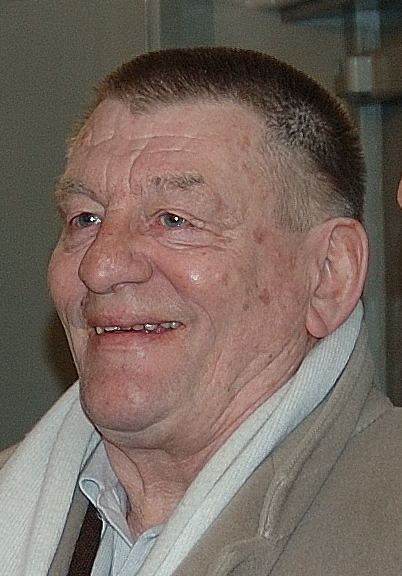
J. Bernlef, photographié en 2008.

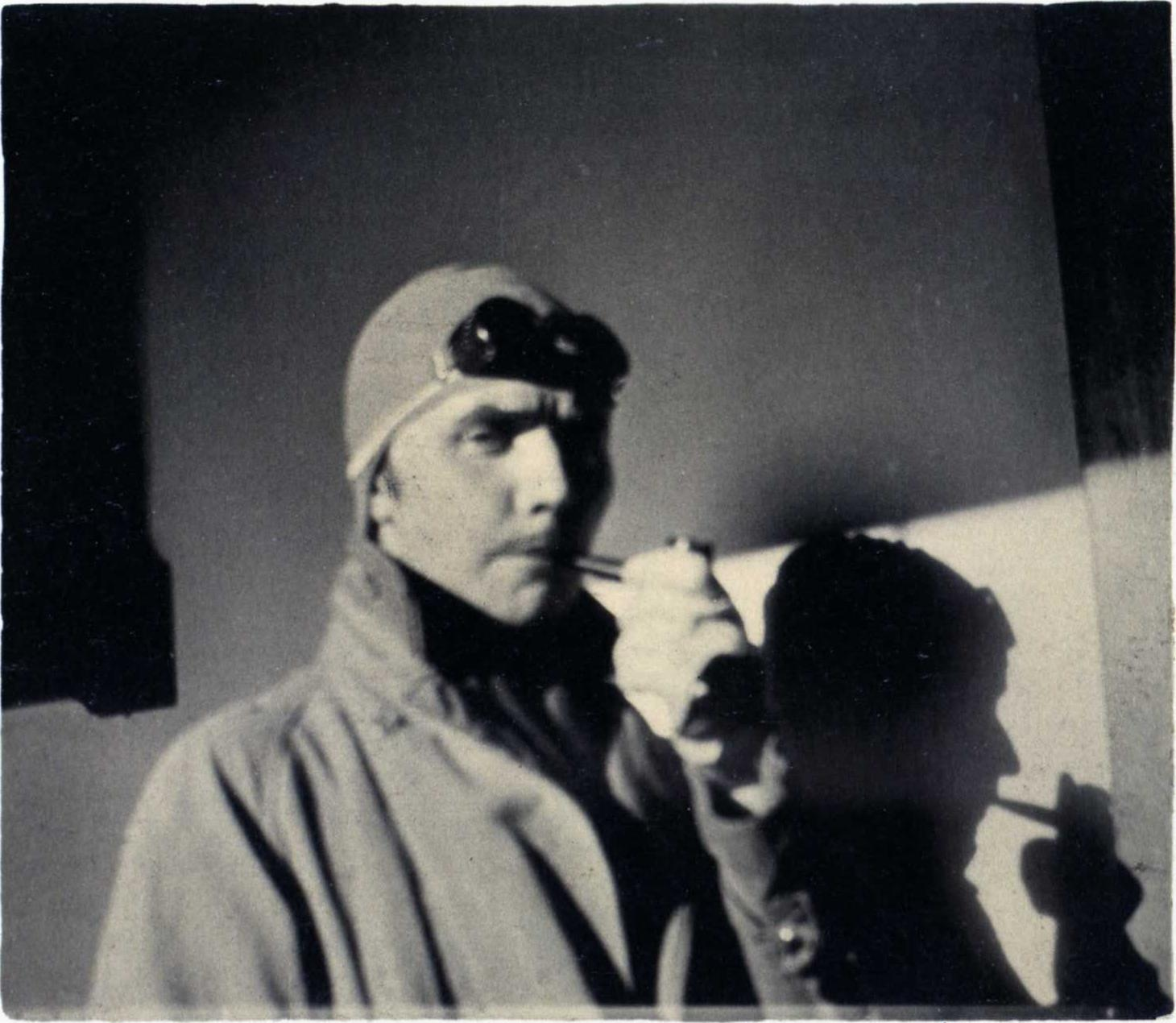
I.K. Bonset, un des noms de plume de Christian Emile Marie Küpper, dont le « nom de pinceau » est Theo van Doesburg.

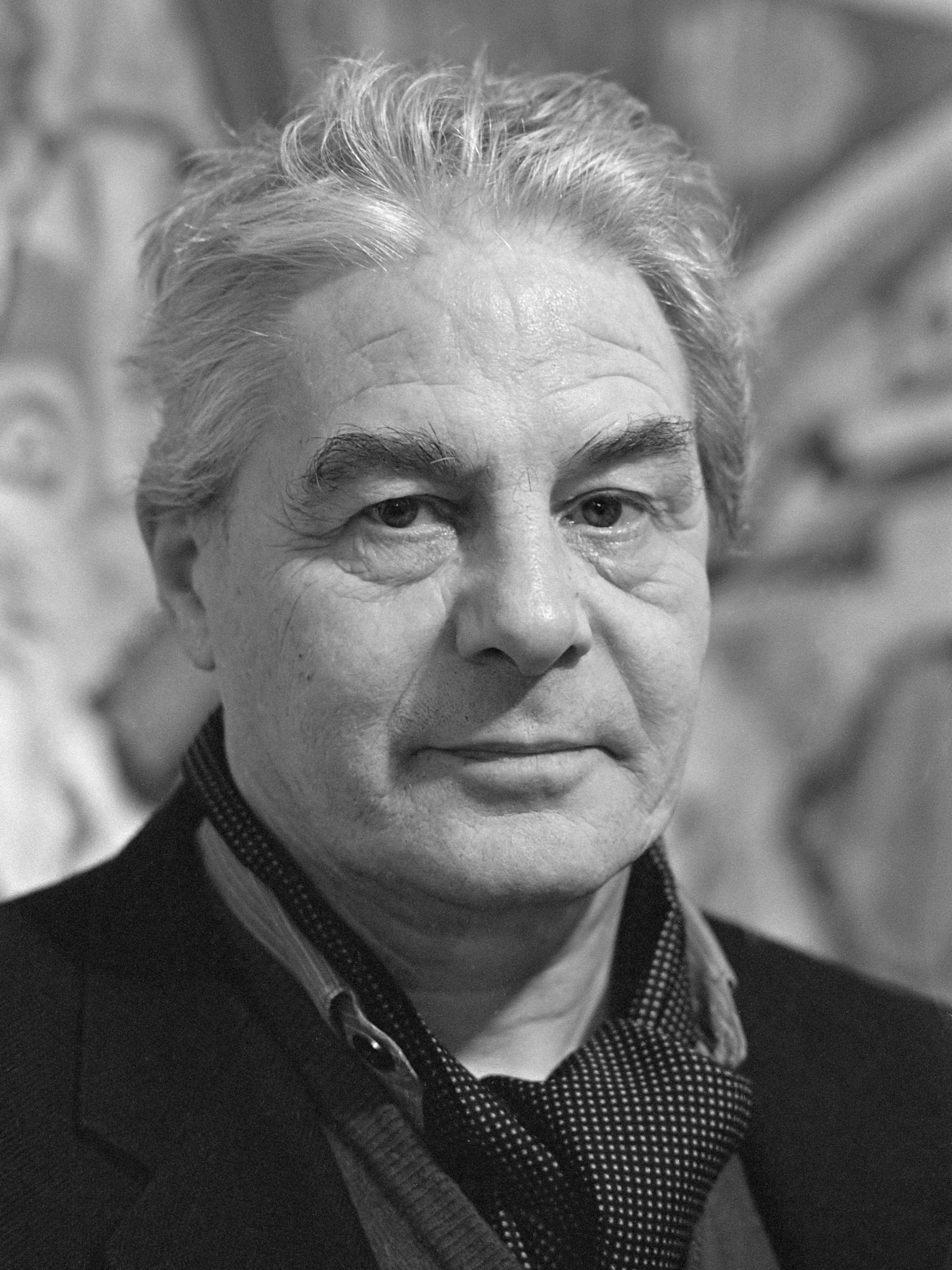
Lucebert, photographié en 1987.

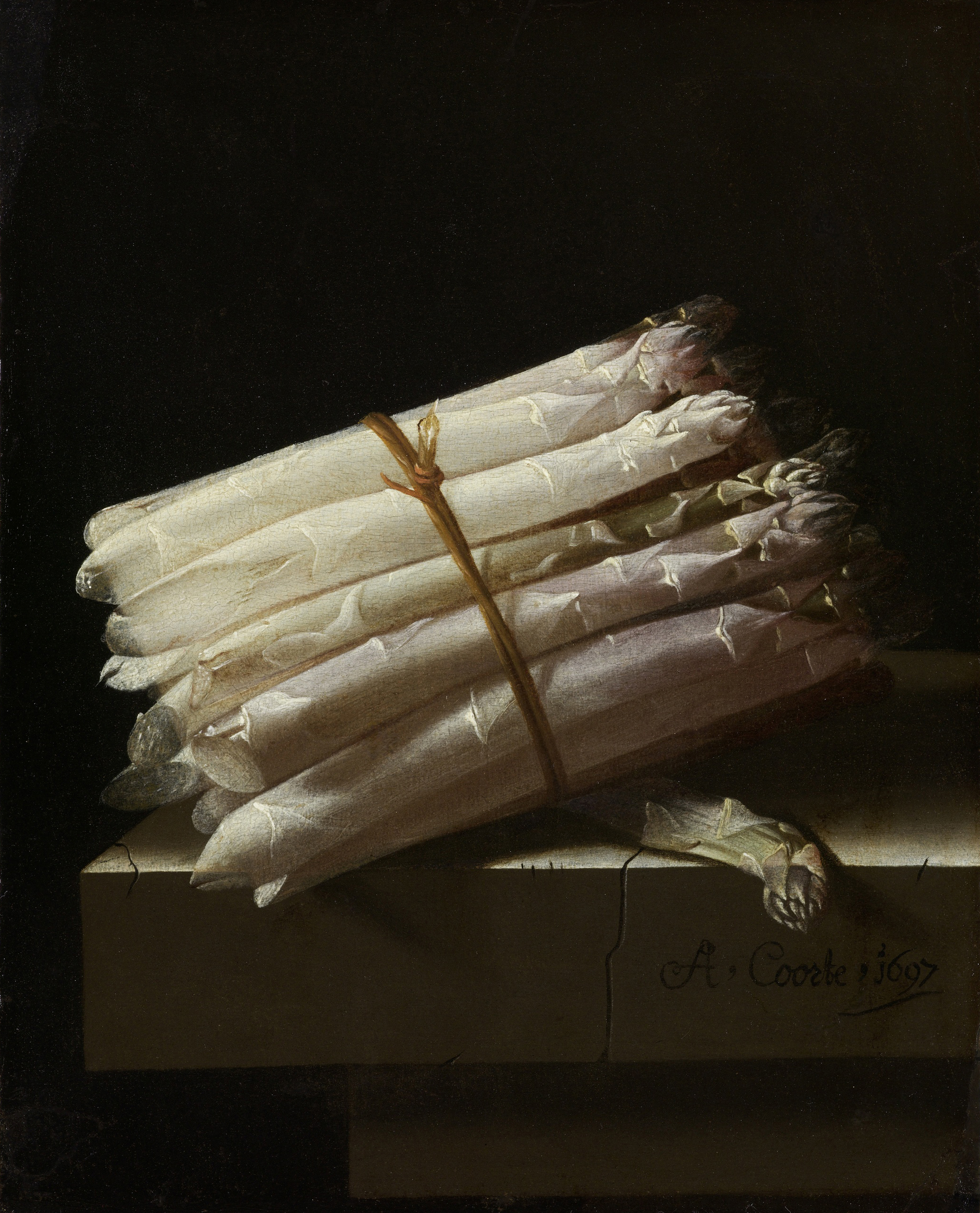
Une Nature morte aux asperges d'Adriaen Coorte, un peintre dont raffole le poète Hans Faverey.

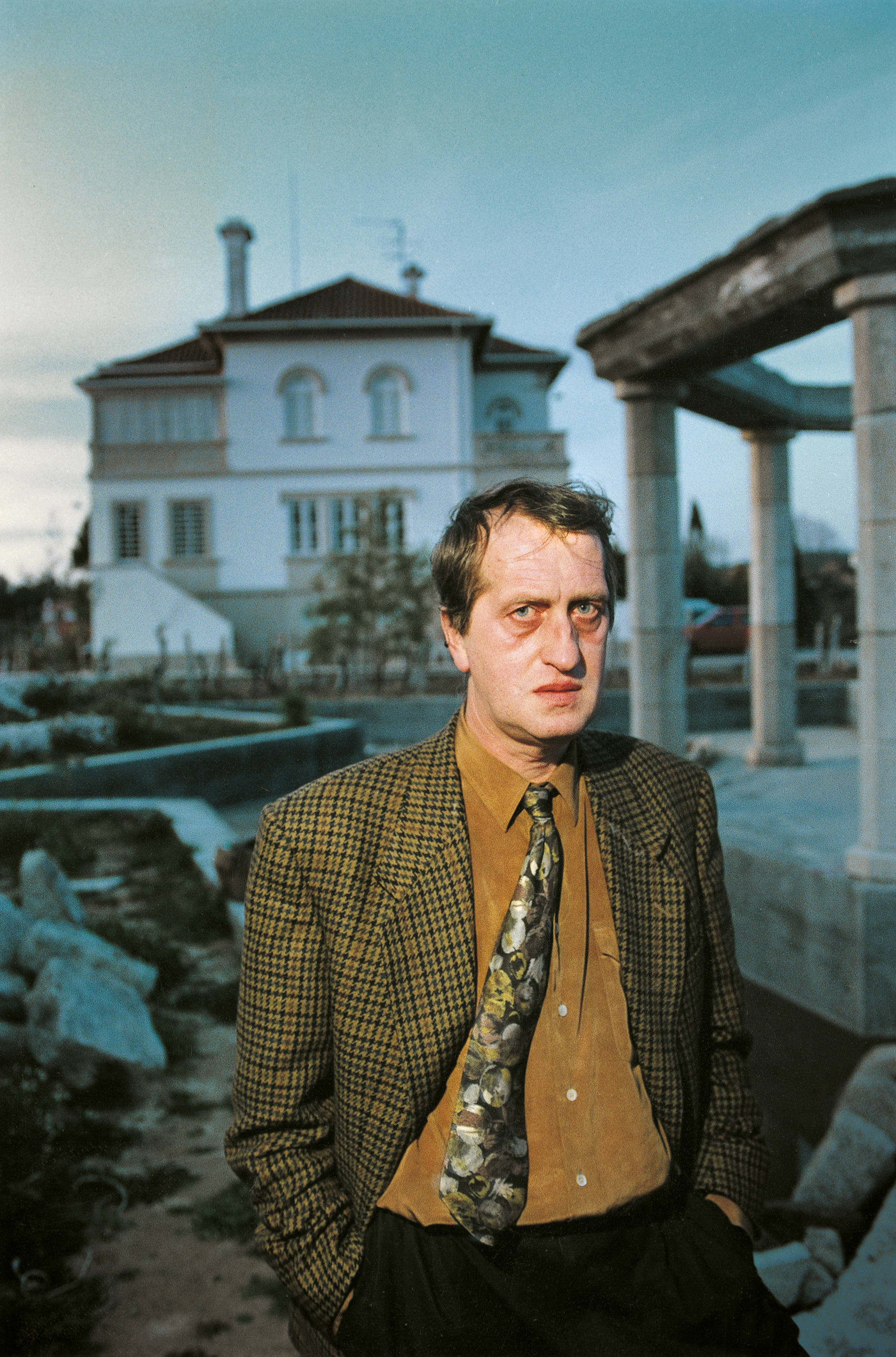
Gerrit Komrij, photographié par Michiel Hendryckx en 1994.

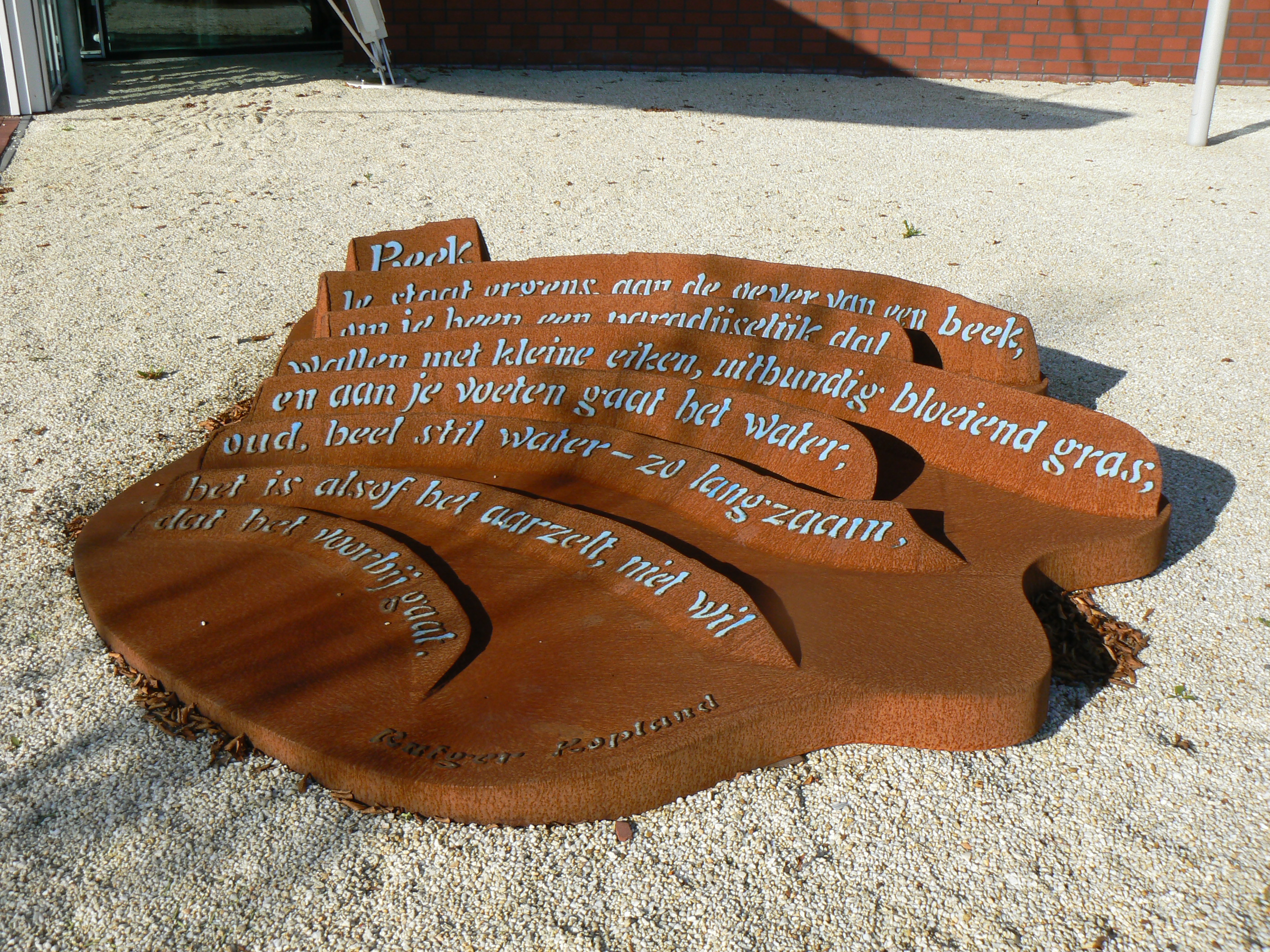
De la poésie sculptée de Rutger Kopland à Veendam.

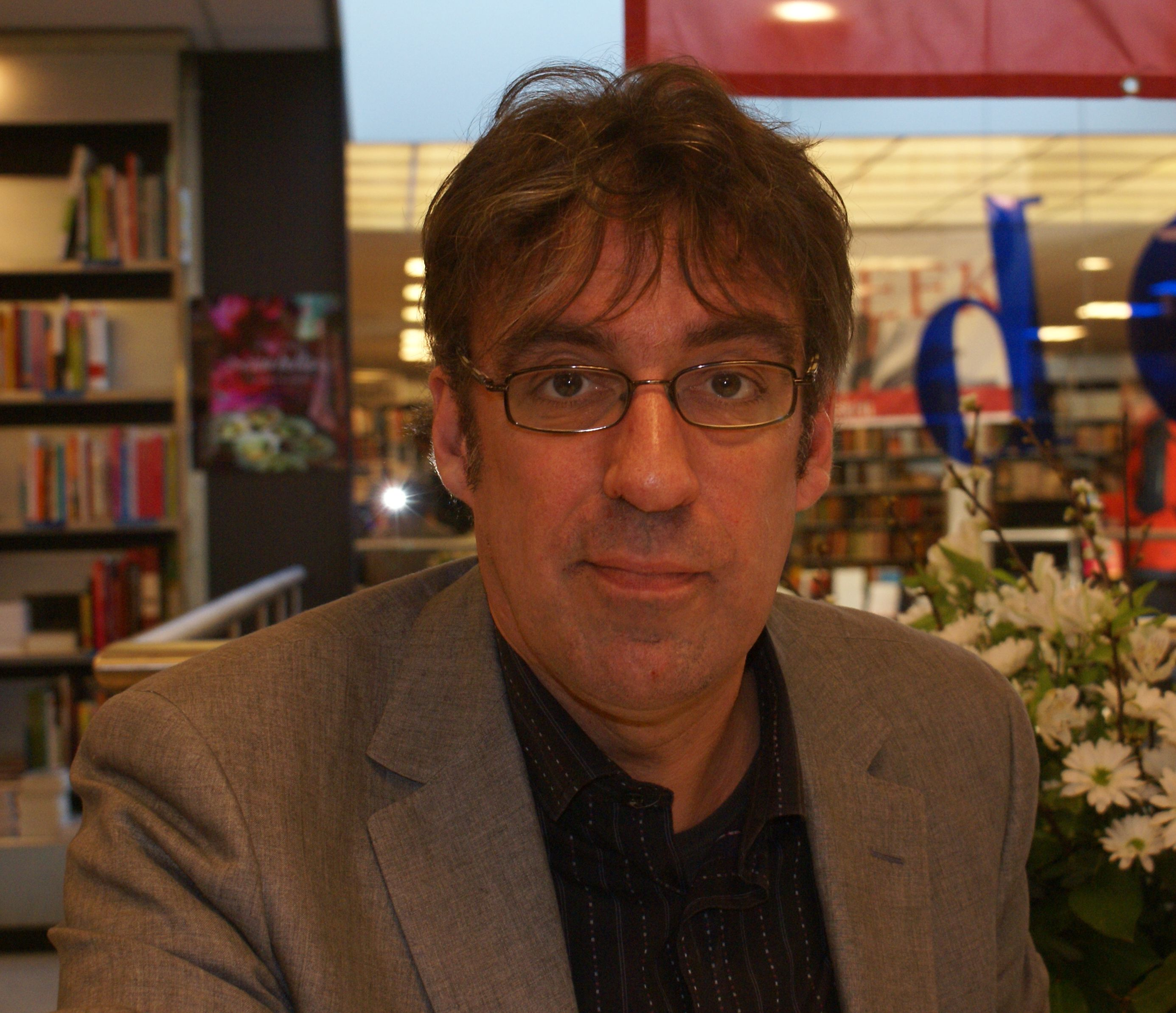
Joost Zwagerman.

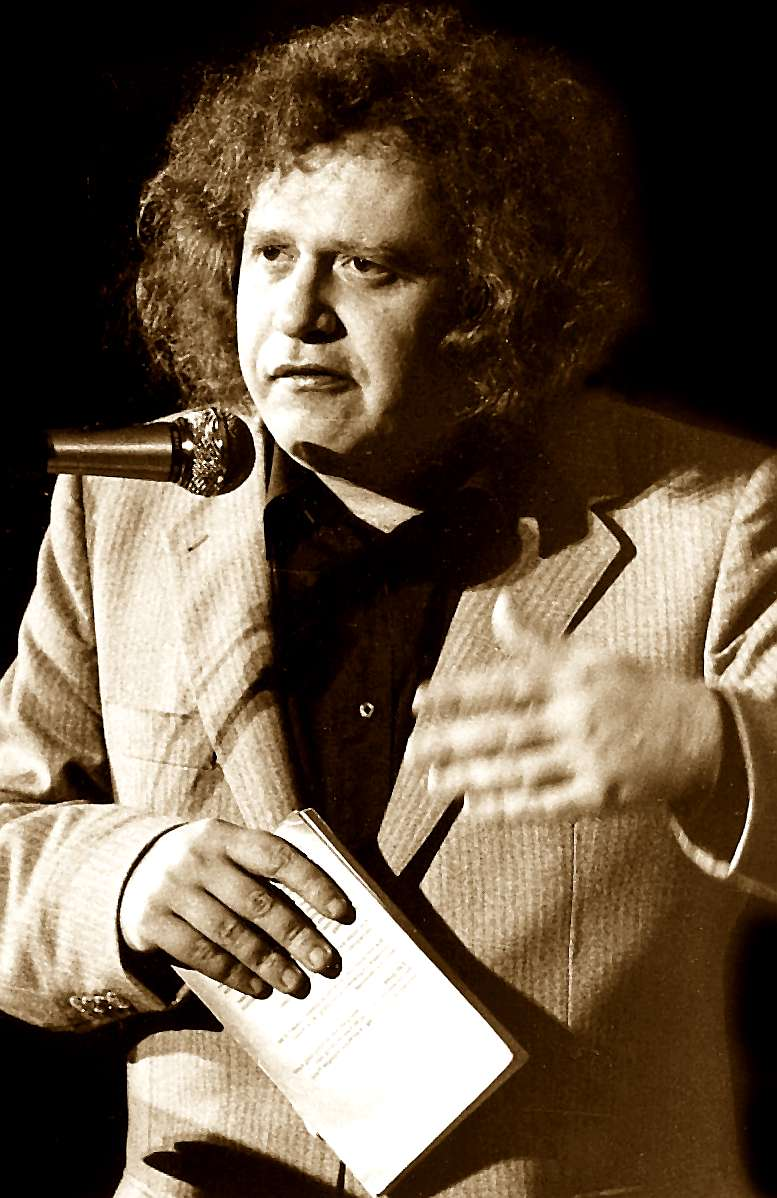
Johnny van Doorn, photographié par Tom Ordelman.

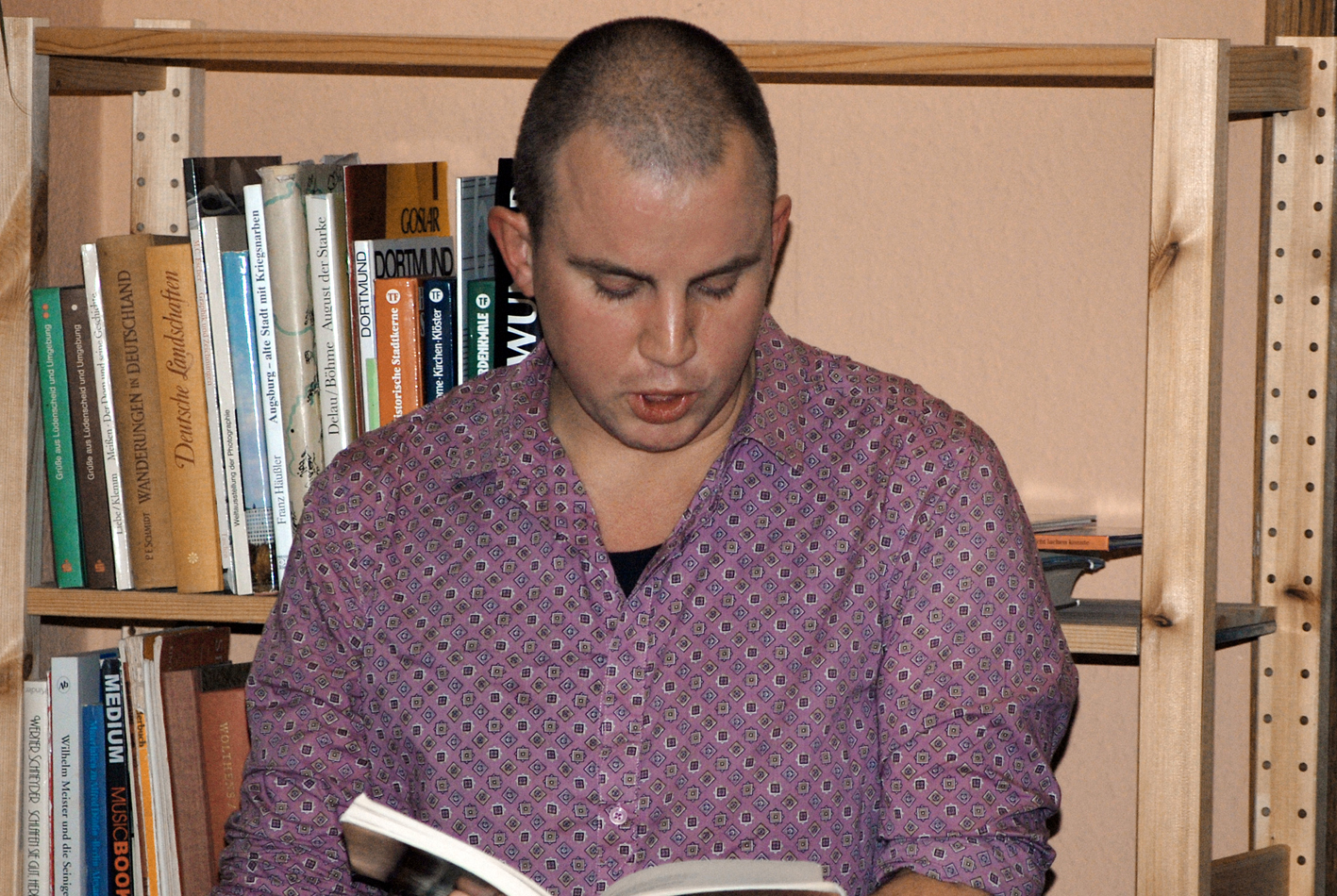
Tsead Bruinja, photographié par Hartmut Salmen au LesArt.Festival à Dortmund en 2010.

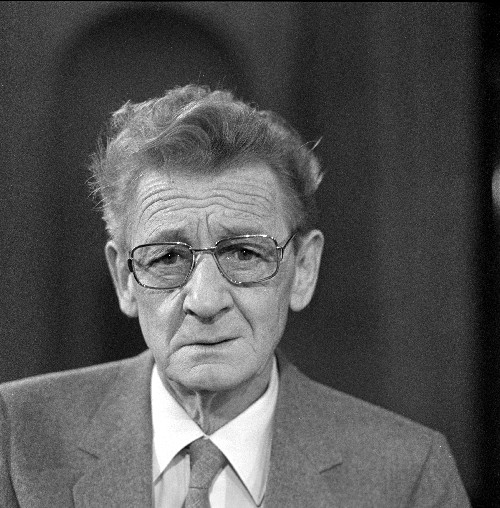
Simon Carmiggelt, photographié en 1982.

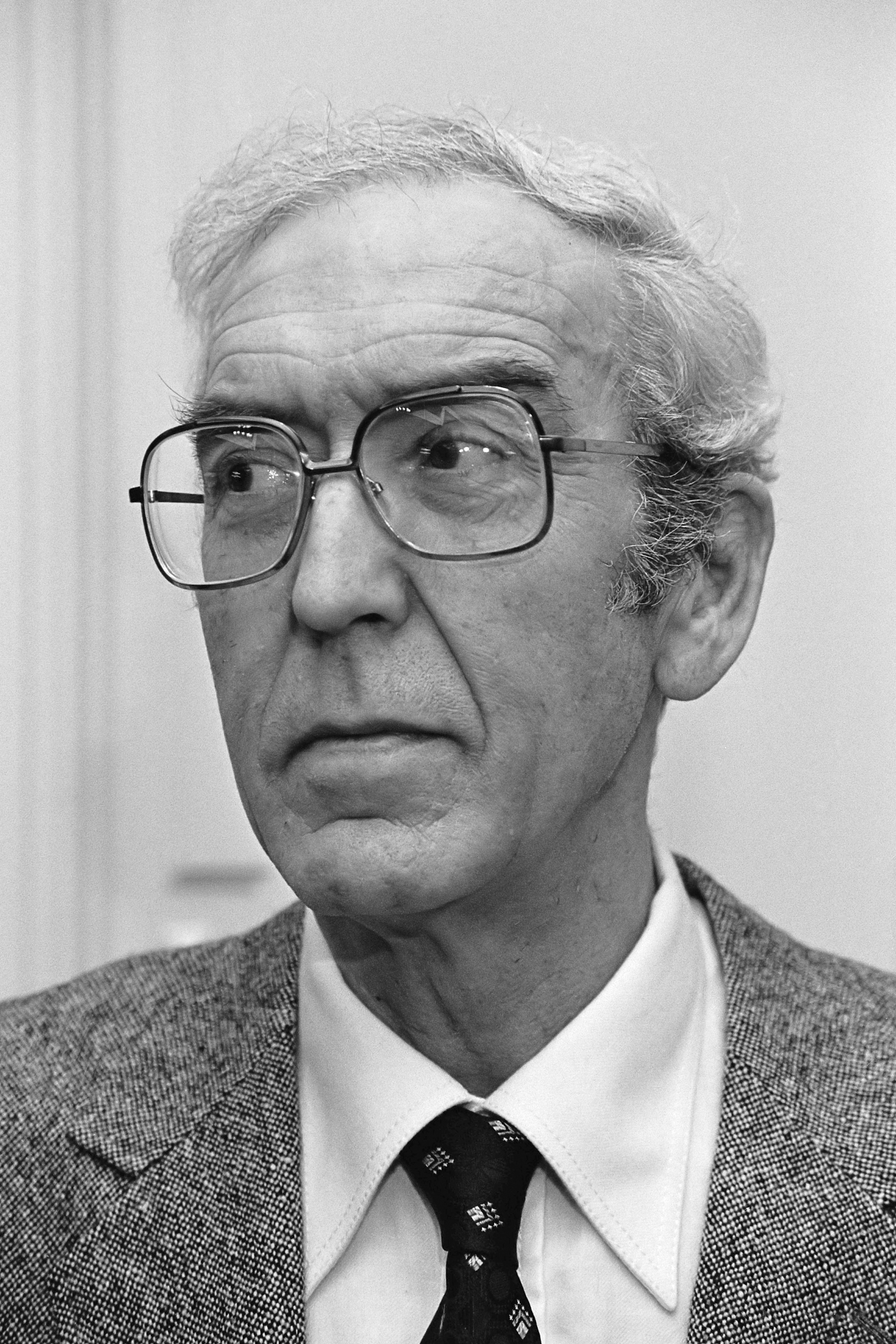
Willem Brakman, photographié en 1979.

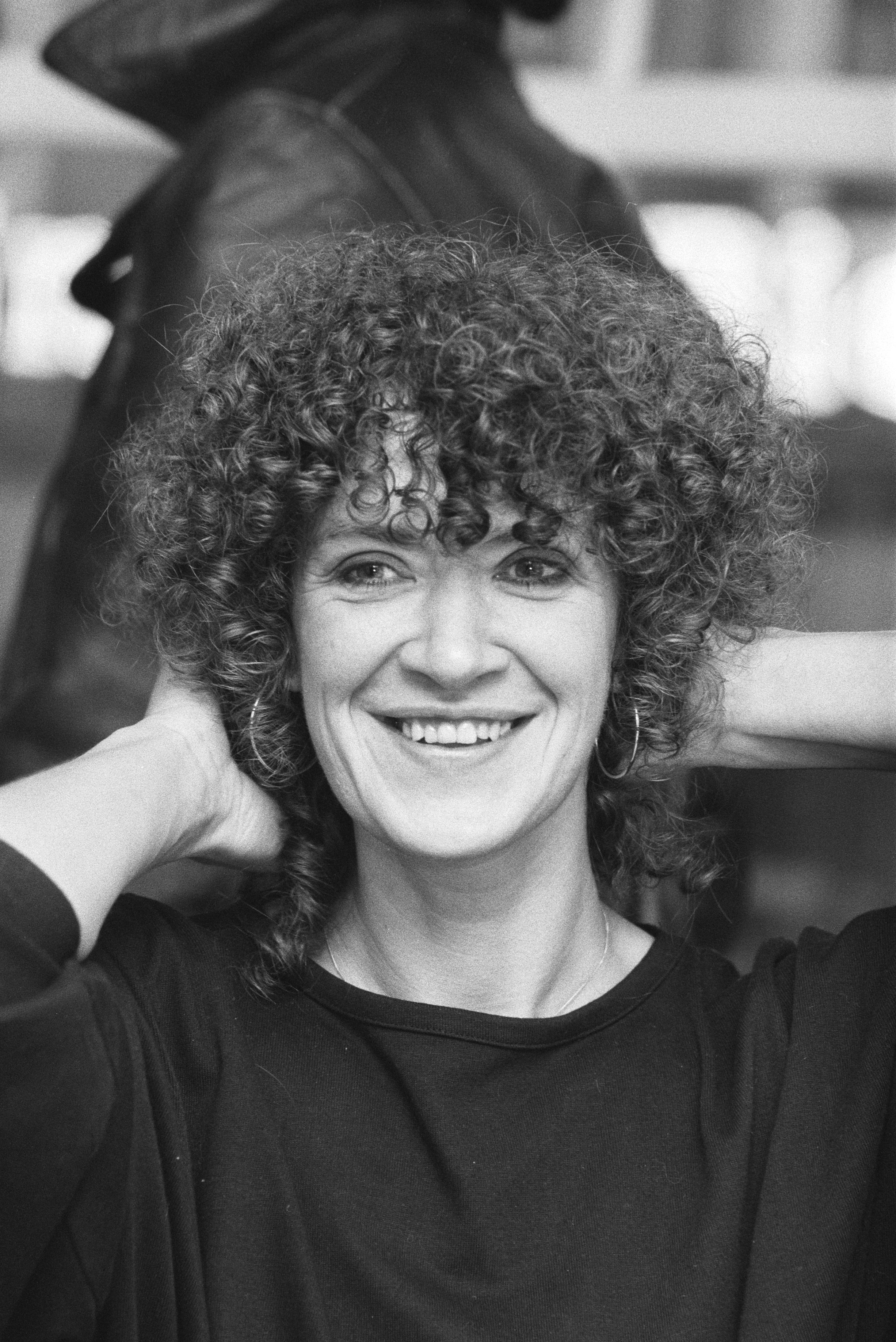
Mensje van Keulen, photographié en 1983.

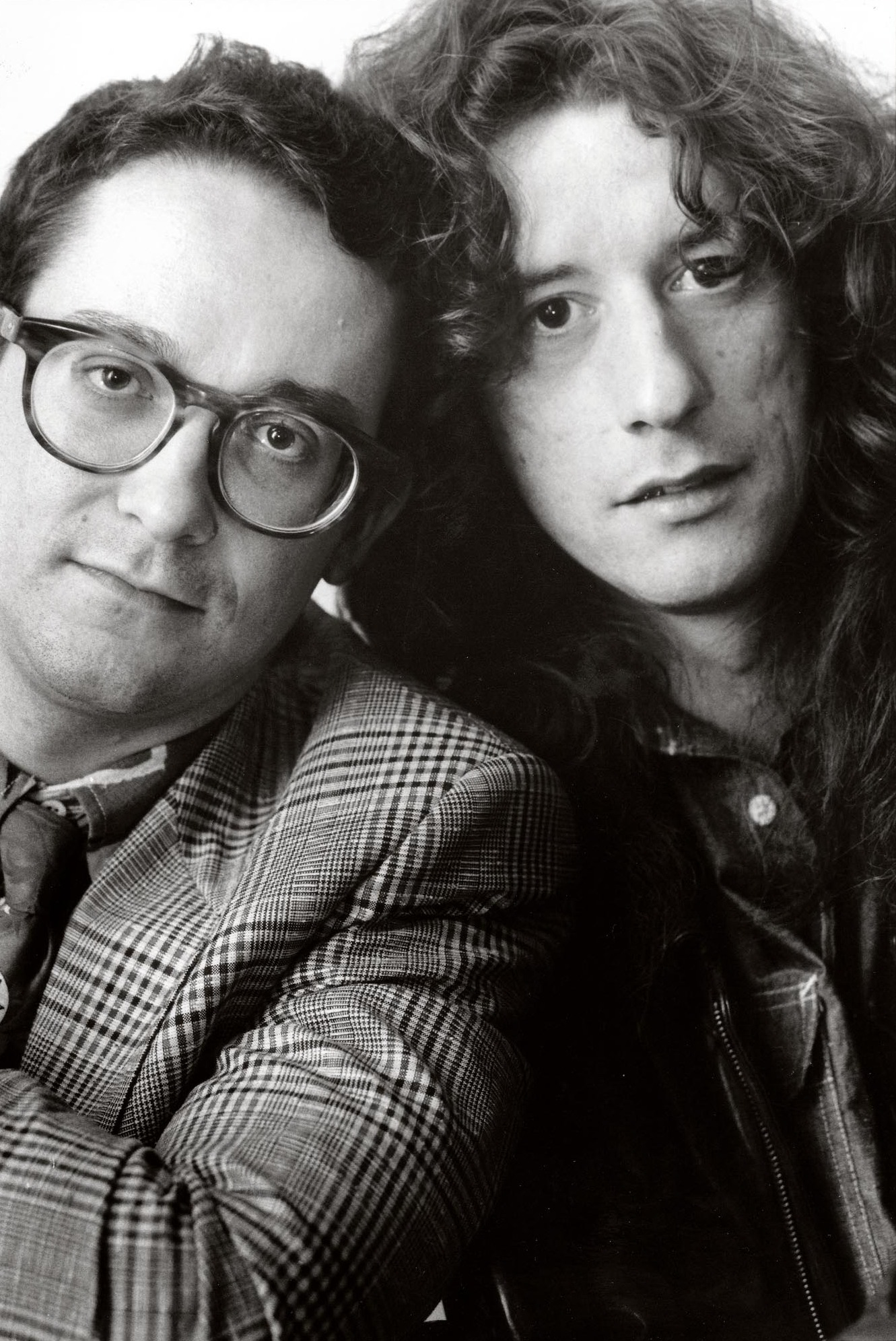
Tom Lanoye et Herman Brusselmans, photographiés par Michiel Hendryckx en 1989.

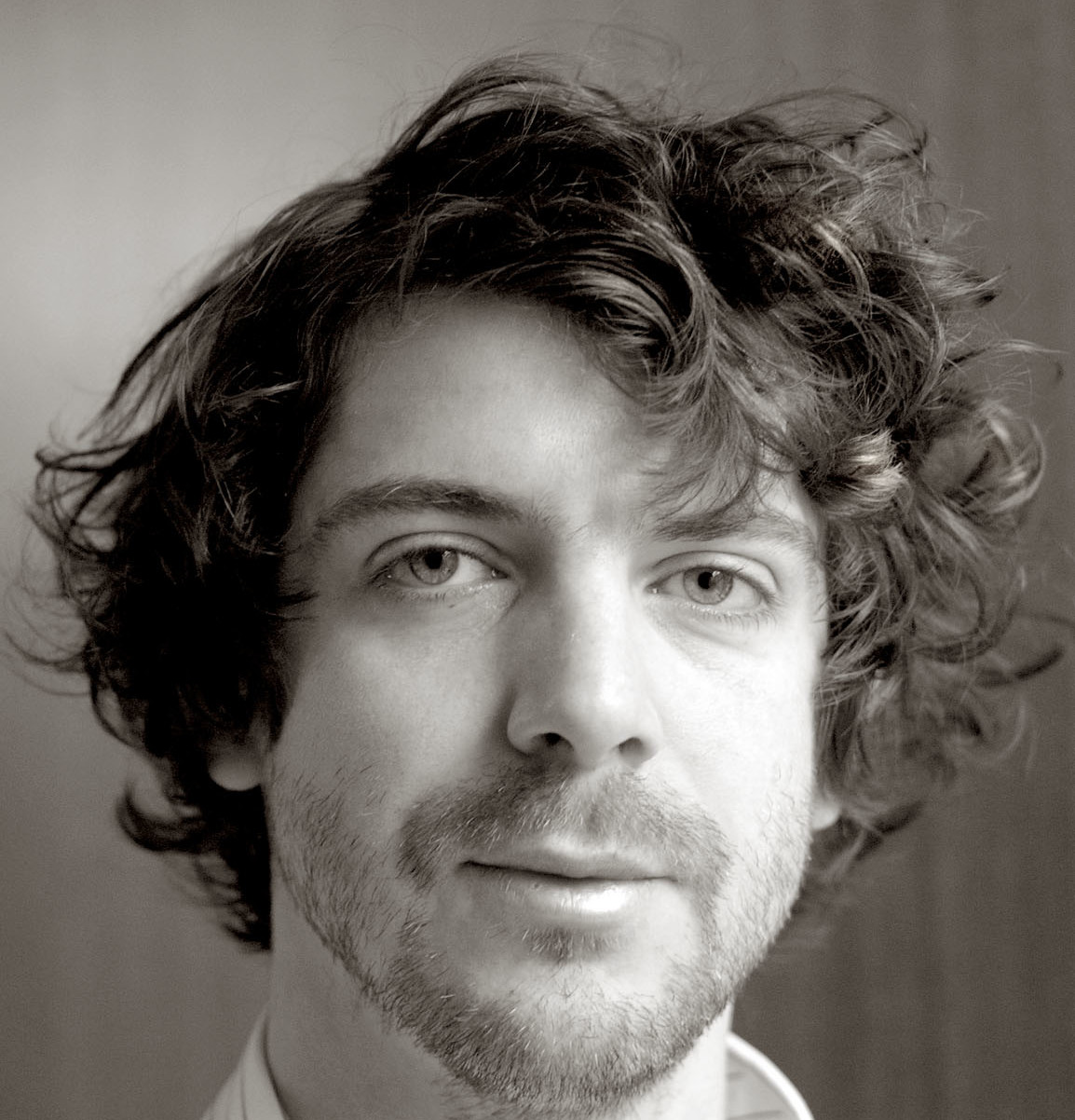
Ramsey Nasr, le deuxième poète urbain attitré d'Anvers, photographié par Michiel Hendryckx.

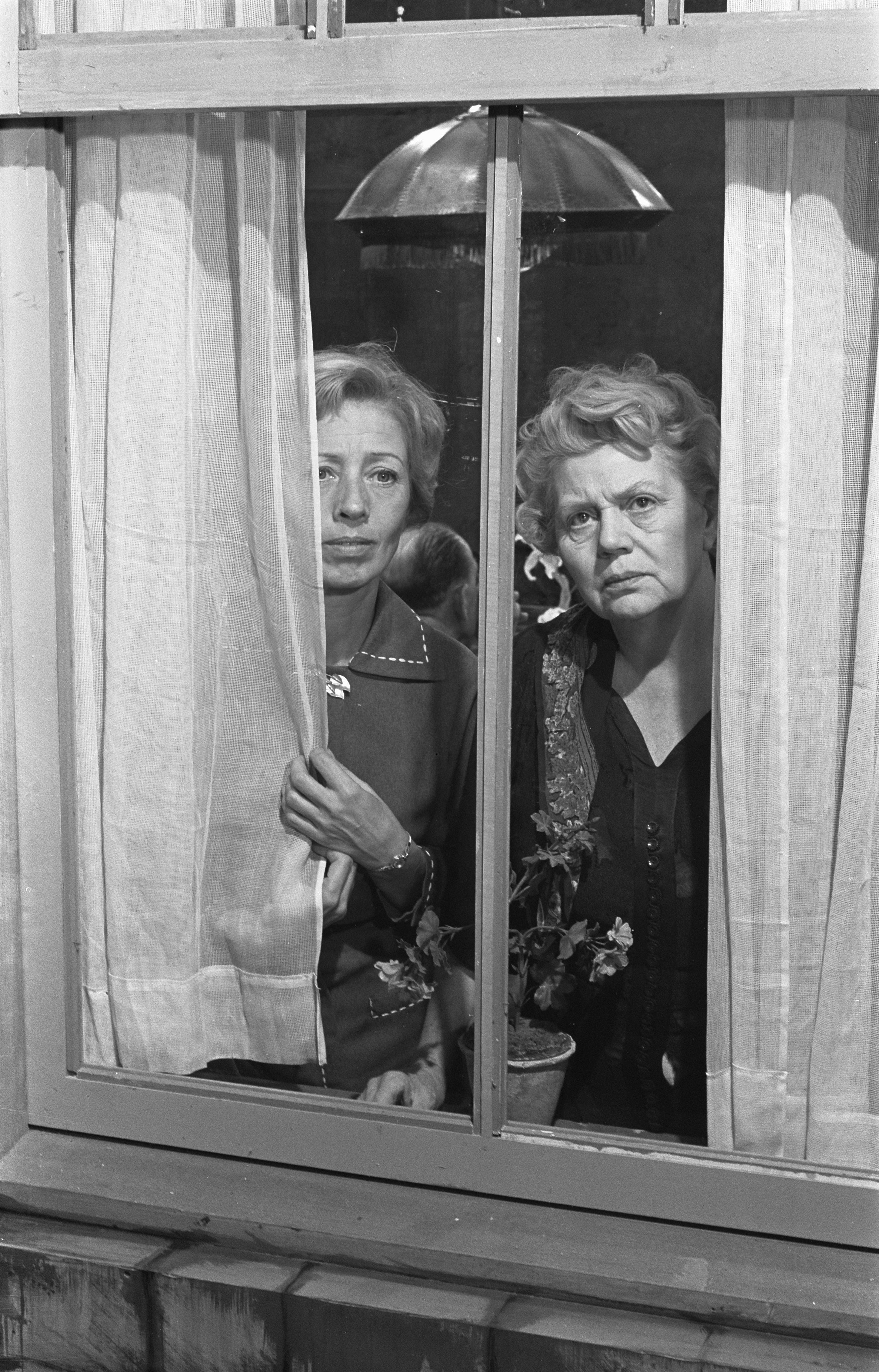
Enny Meunier et Coba Kelling dans une retransmission télévisée de 1959 d'une pièce de Hugo Claus, Een bruid in de morgen (Andréa ou la Fiancée du matin, de 1953).

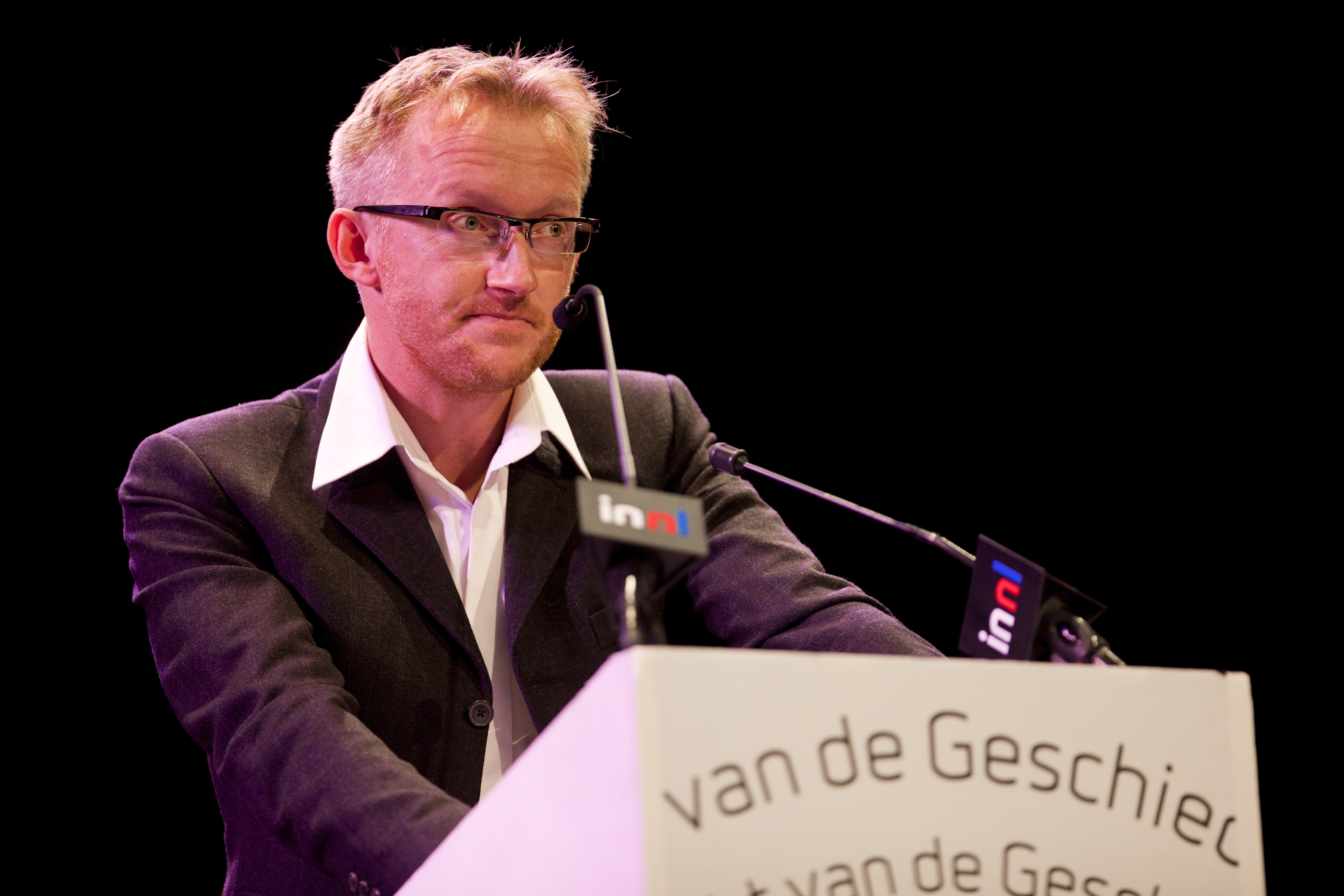
David van Reybrouck, photographié, le 23 octobre 2010, à la Nuit de l'histoire, où il remporte le prix littéraire de l'histoire Libris.

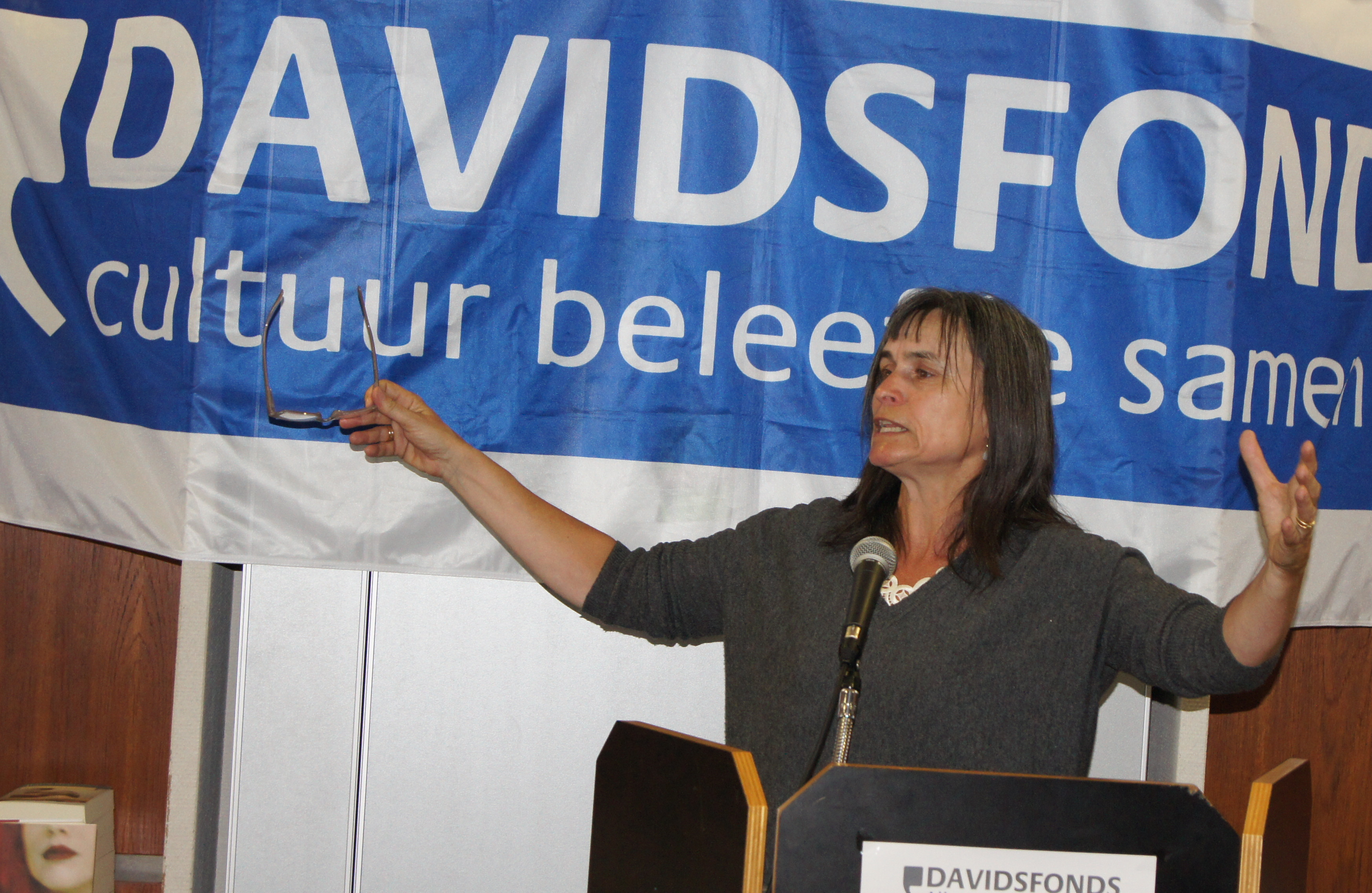
Kristien Hemmerechts, photographiée à Alken le 20 janvier 2013.

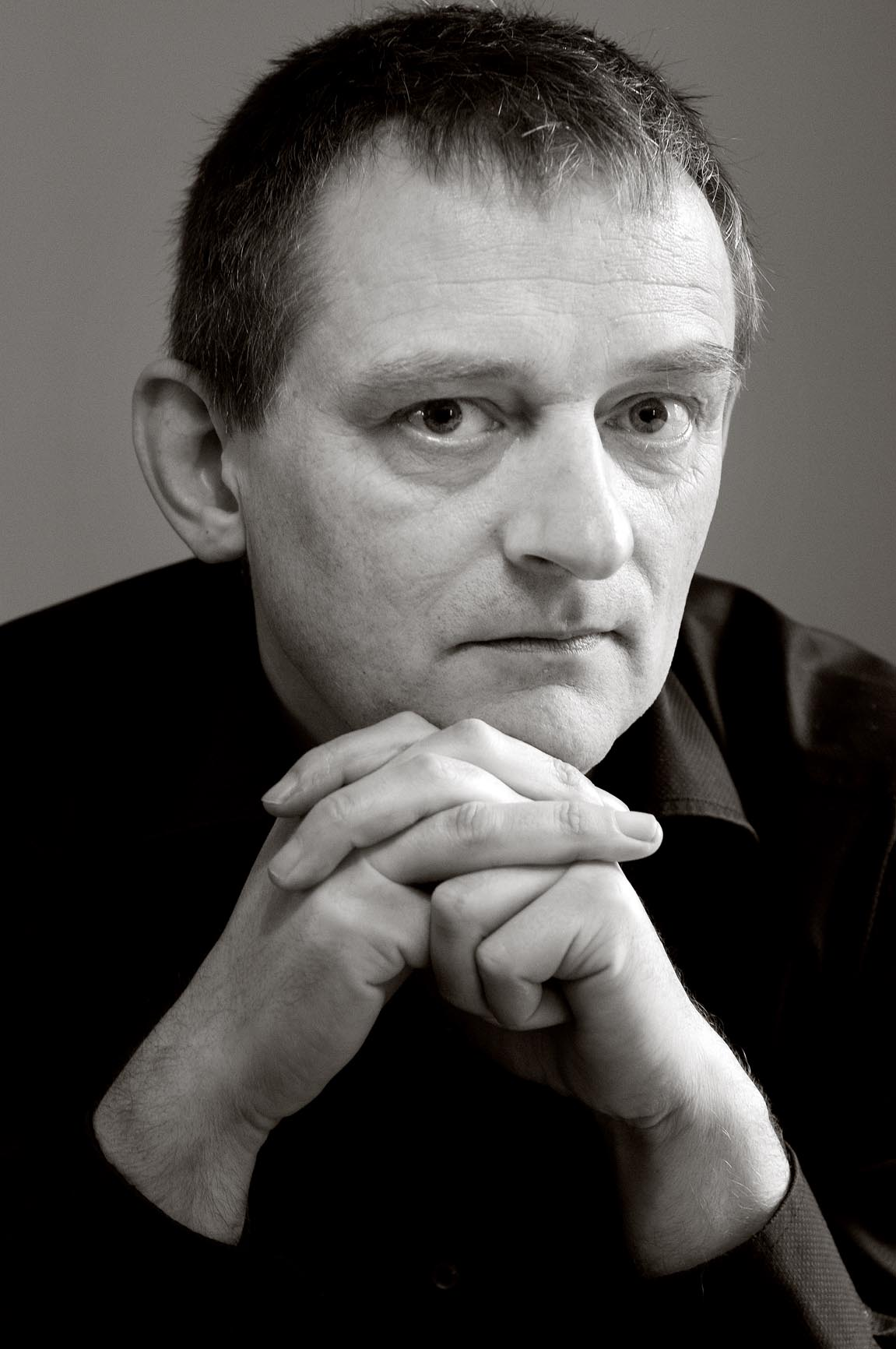
Erwin Mortier, photographié par Michiel Hendryckx.

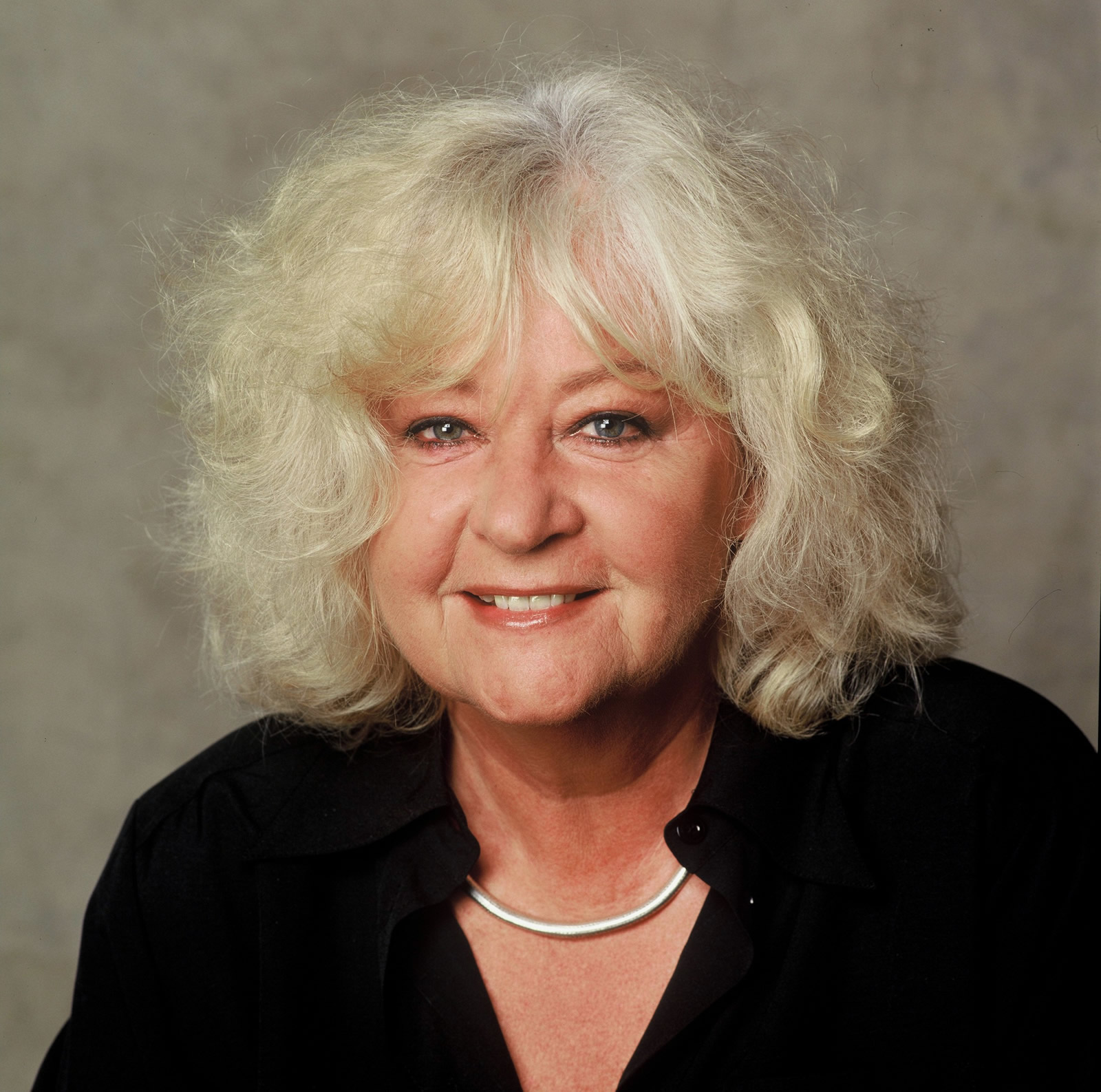
Anja Meulenbelt, écrivaine et femme politique socialiste.

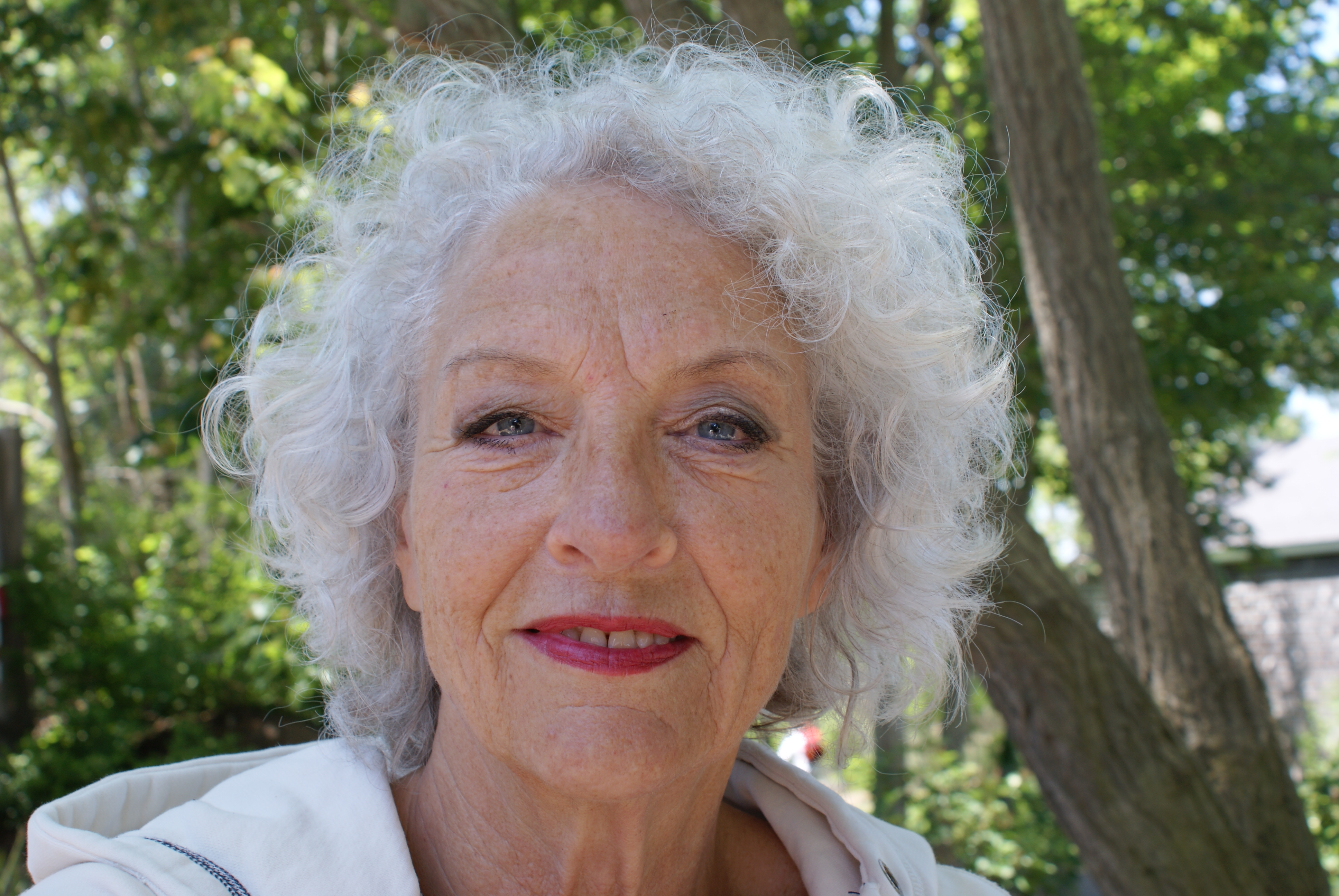
Nelleke Noordervliet, photographiée en 2008.

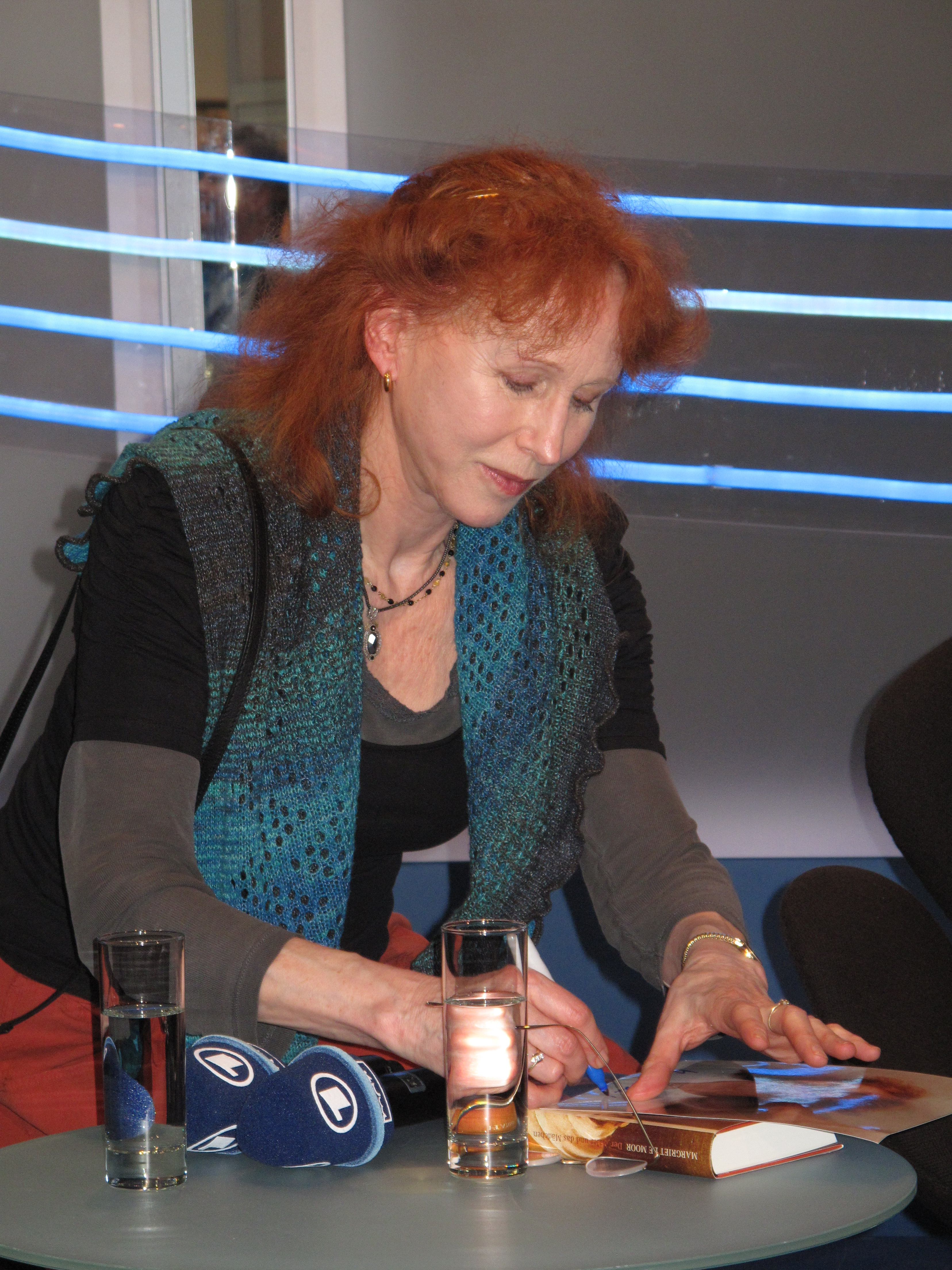
Margriet de Moor, photographiée en 2011.

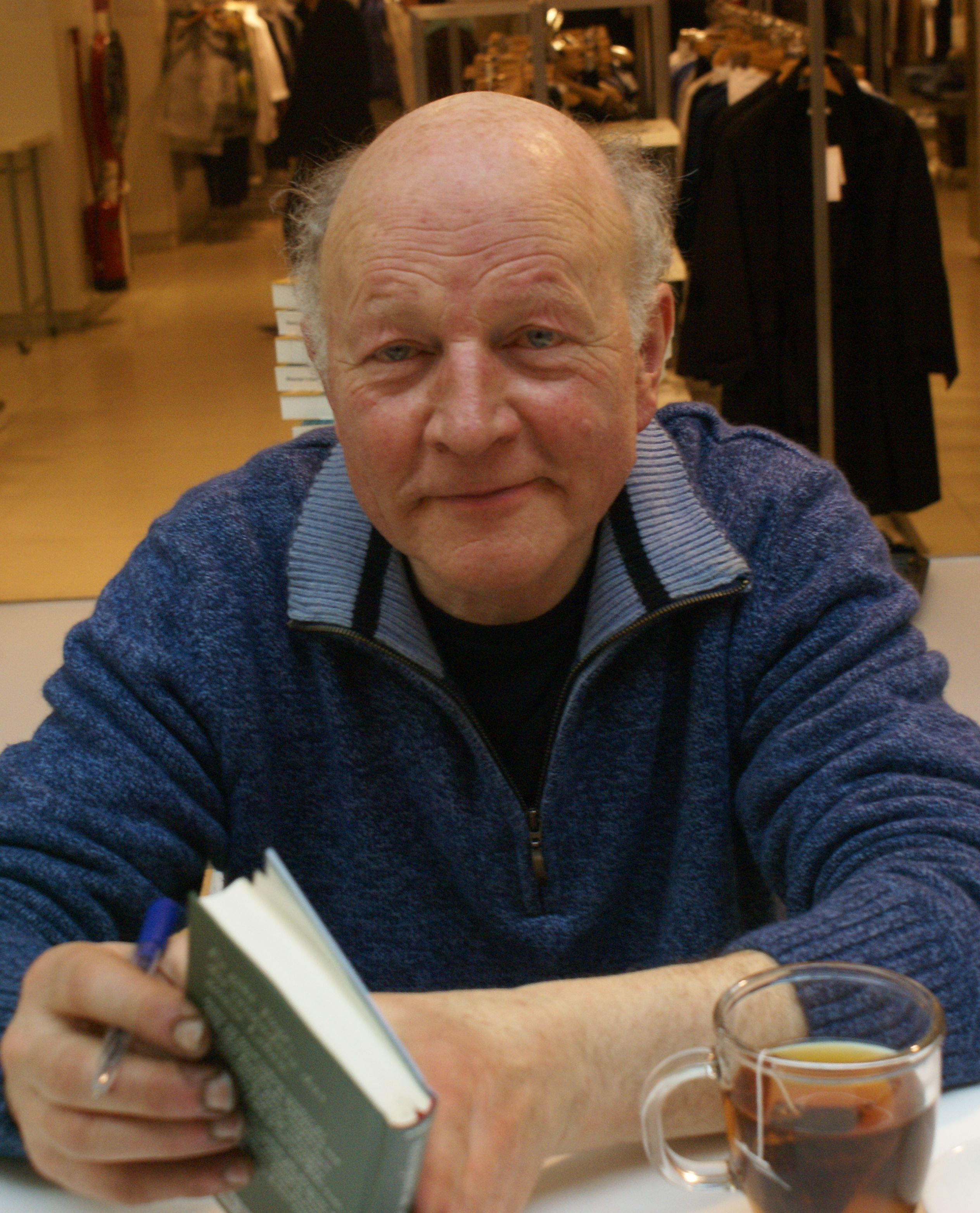
Maarten 't Hart, photographié lors d'une séance de dédicace au Bijenkorf à Amsterdam en 2011.

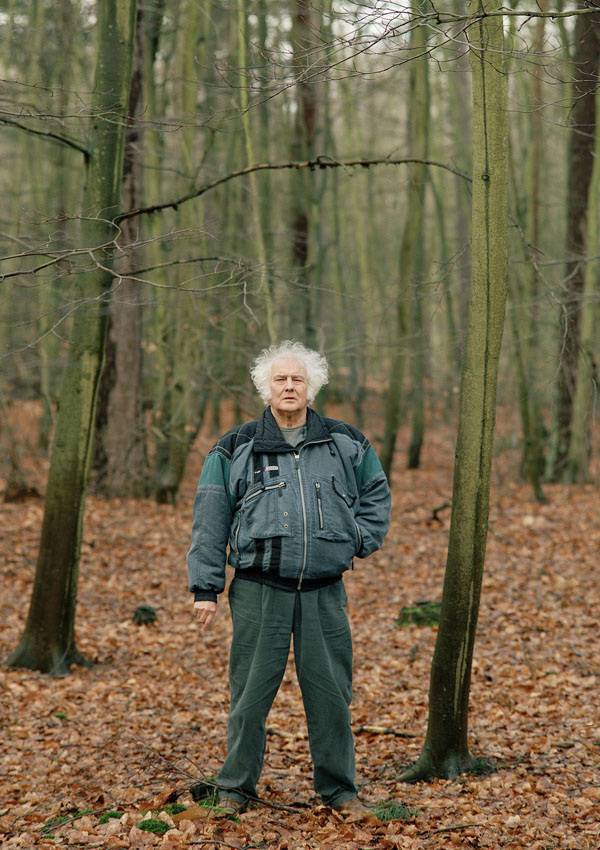
Jan Wolkers, photographié par Harry Cock.

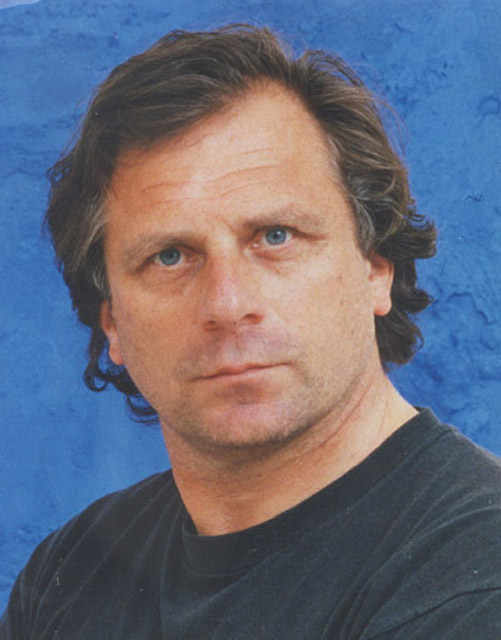
Jan Cremer.

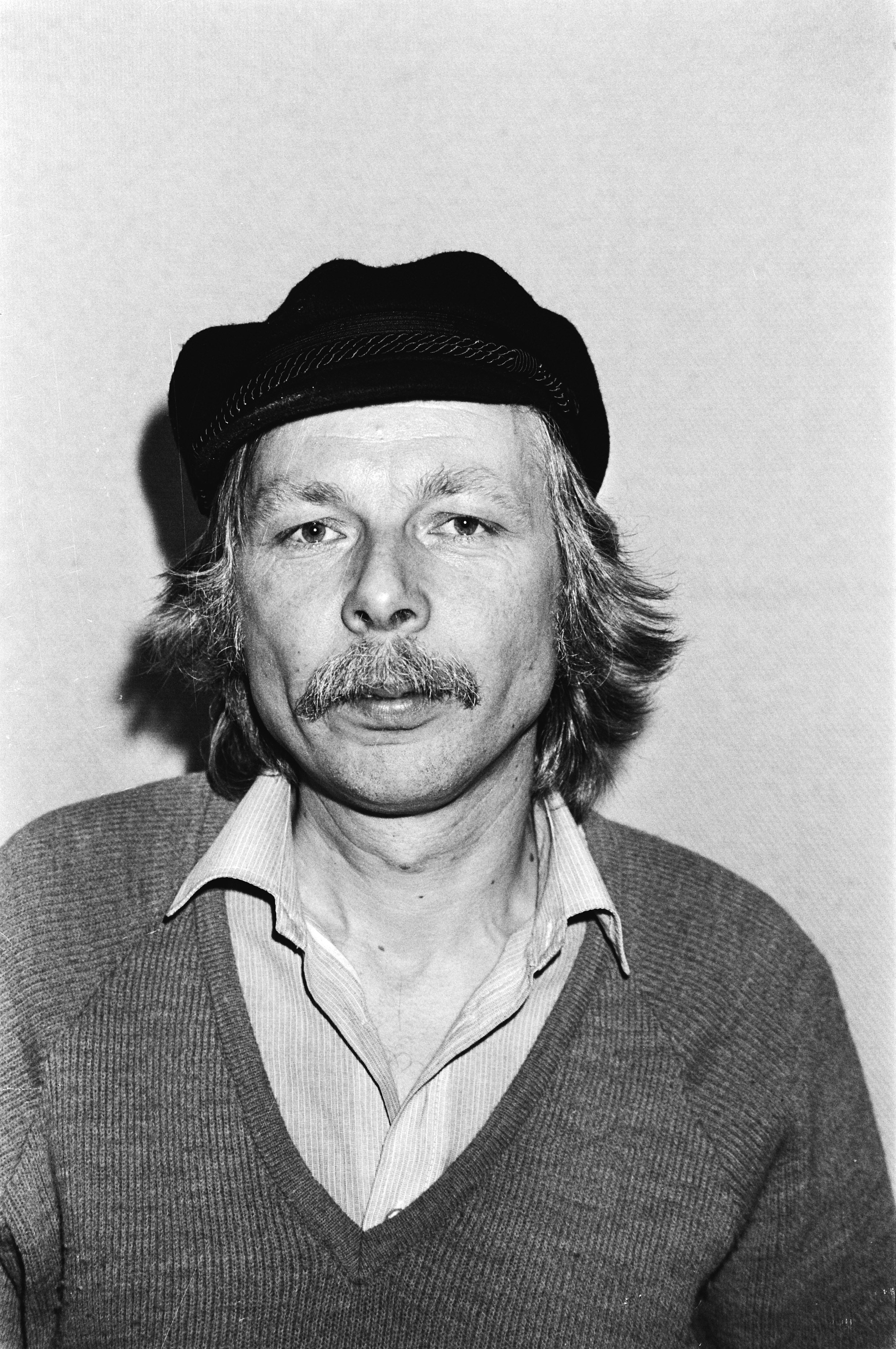
Louis Ferron, photographié en 1981.

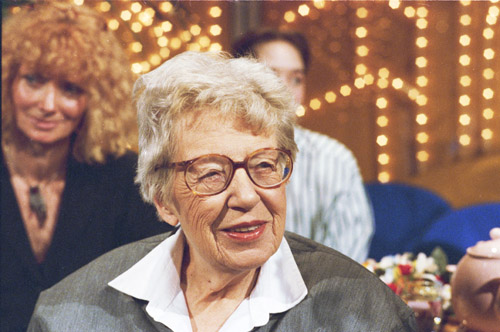
Annie M.G. Schmidt, photographiée en 1989, lors d'une émission de télévision.

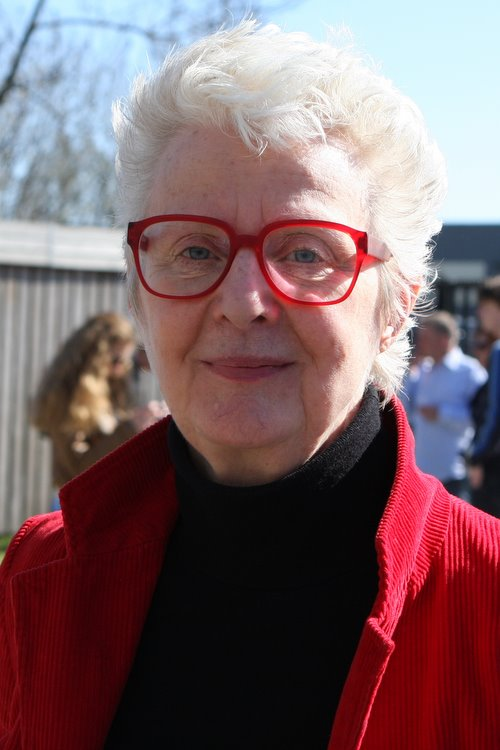
Carry Slee.

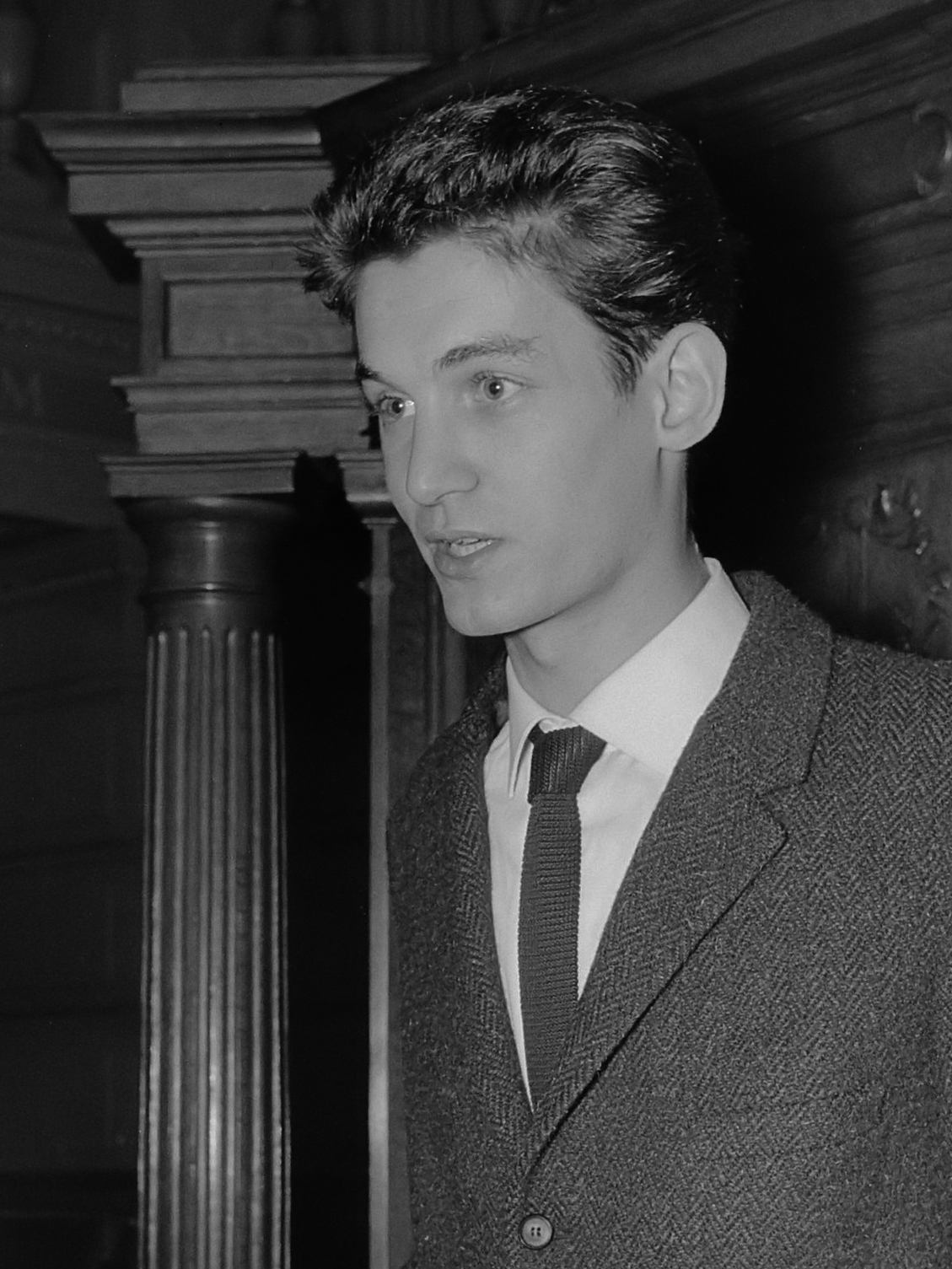
Peter van Gestel, photographié lors du décernement du prix Reina Prinsen Geerligs.

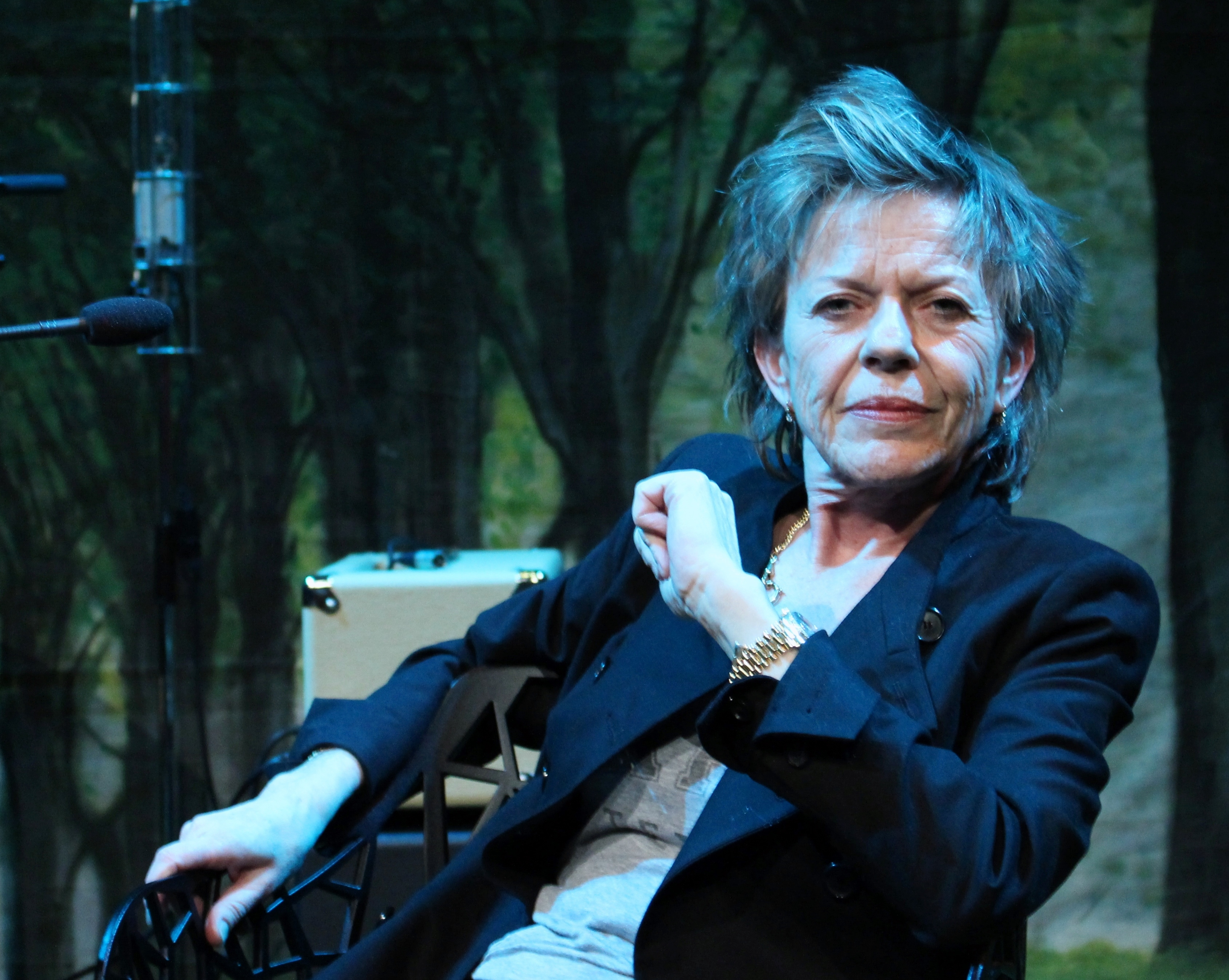
Connie Palmen, photographiée au festival international des écrivains Writers Unlimited à La Haye en 2014.

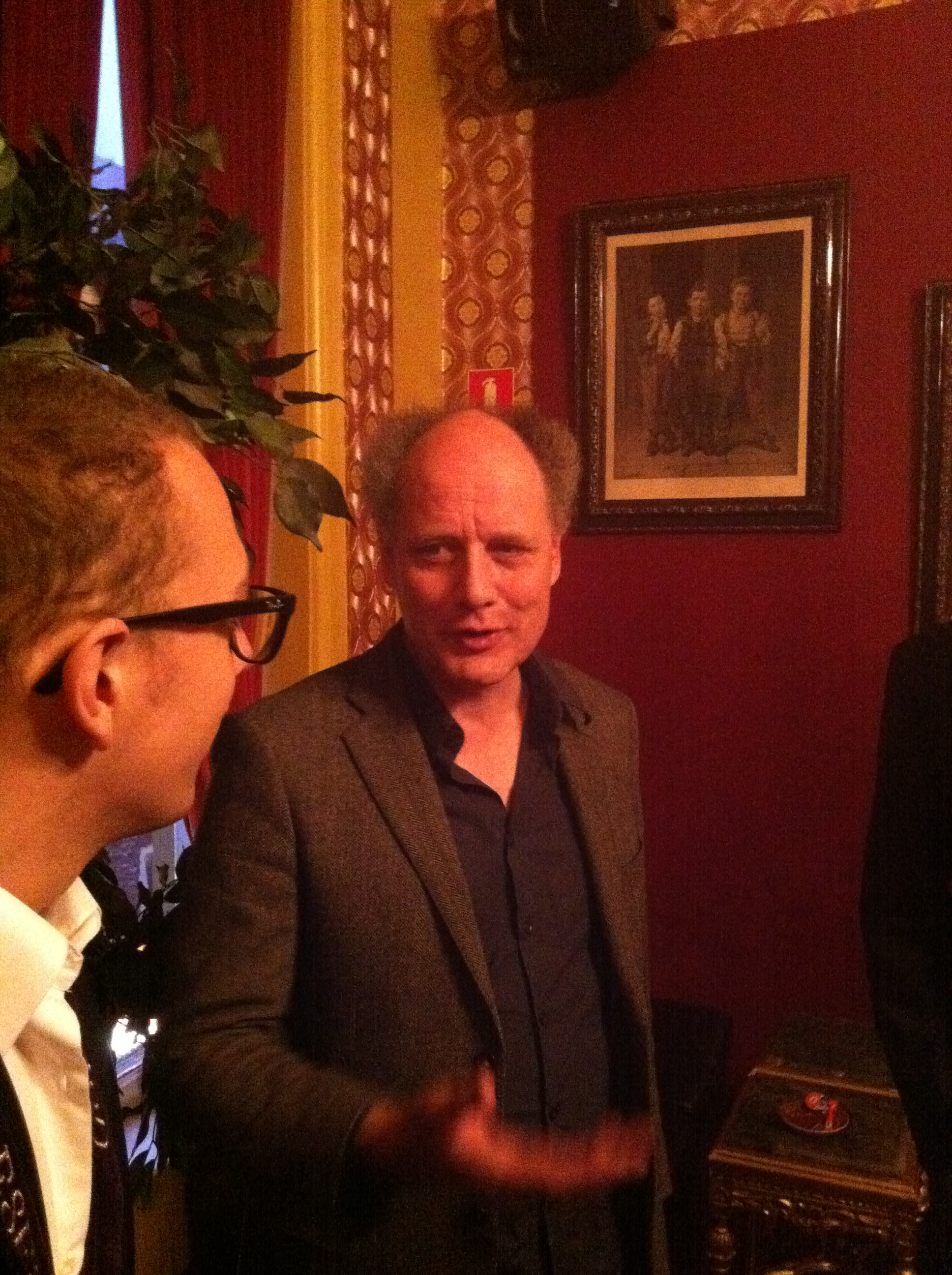
Pieter Frans Thomése, photographié peu après avoir donné une lecture à l'Association des étudiants réformés de Groningue.

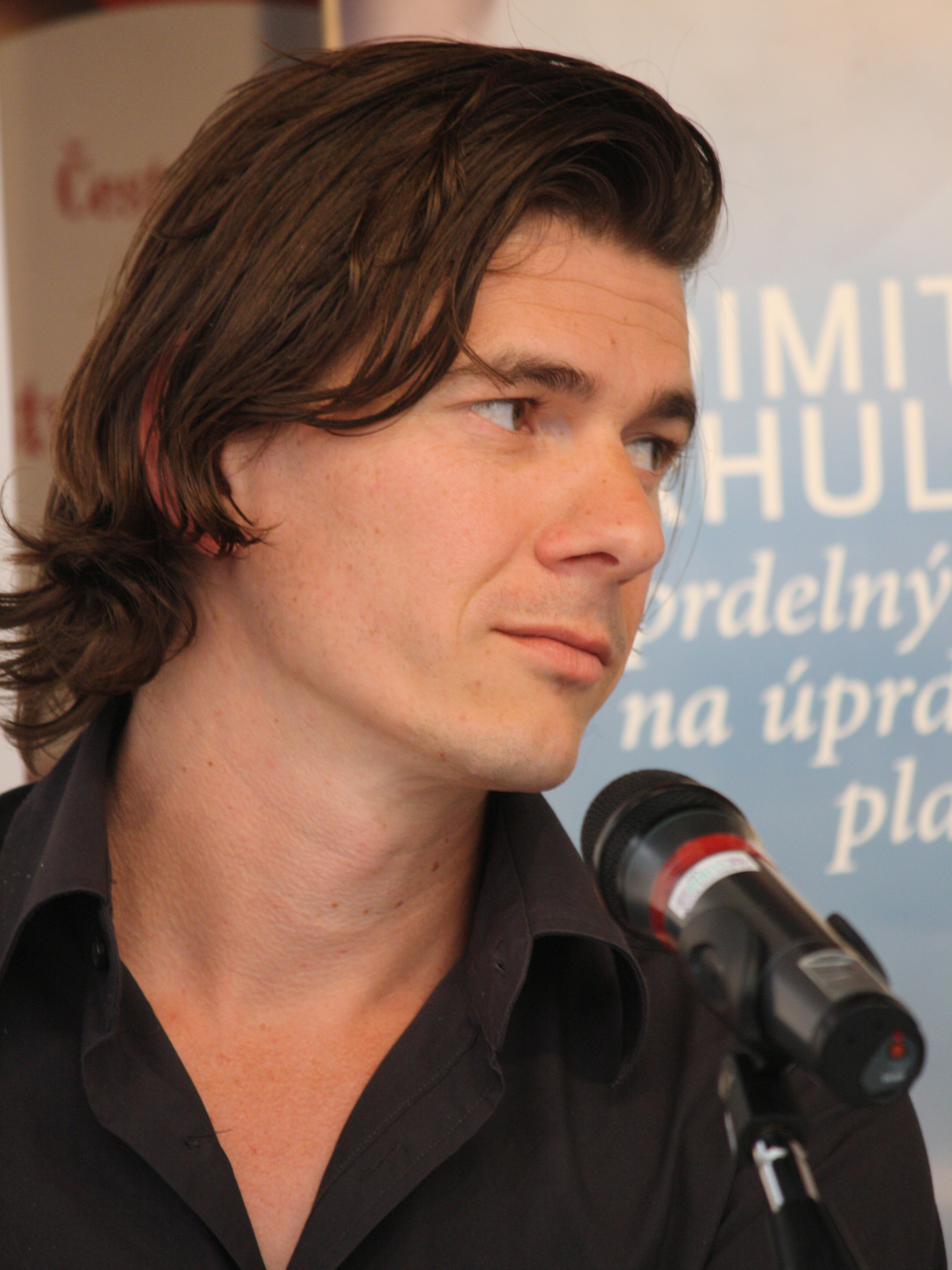
Dimitri Verhulst au 17e Foire internationale du livre à Prague en 2011.

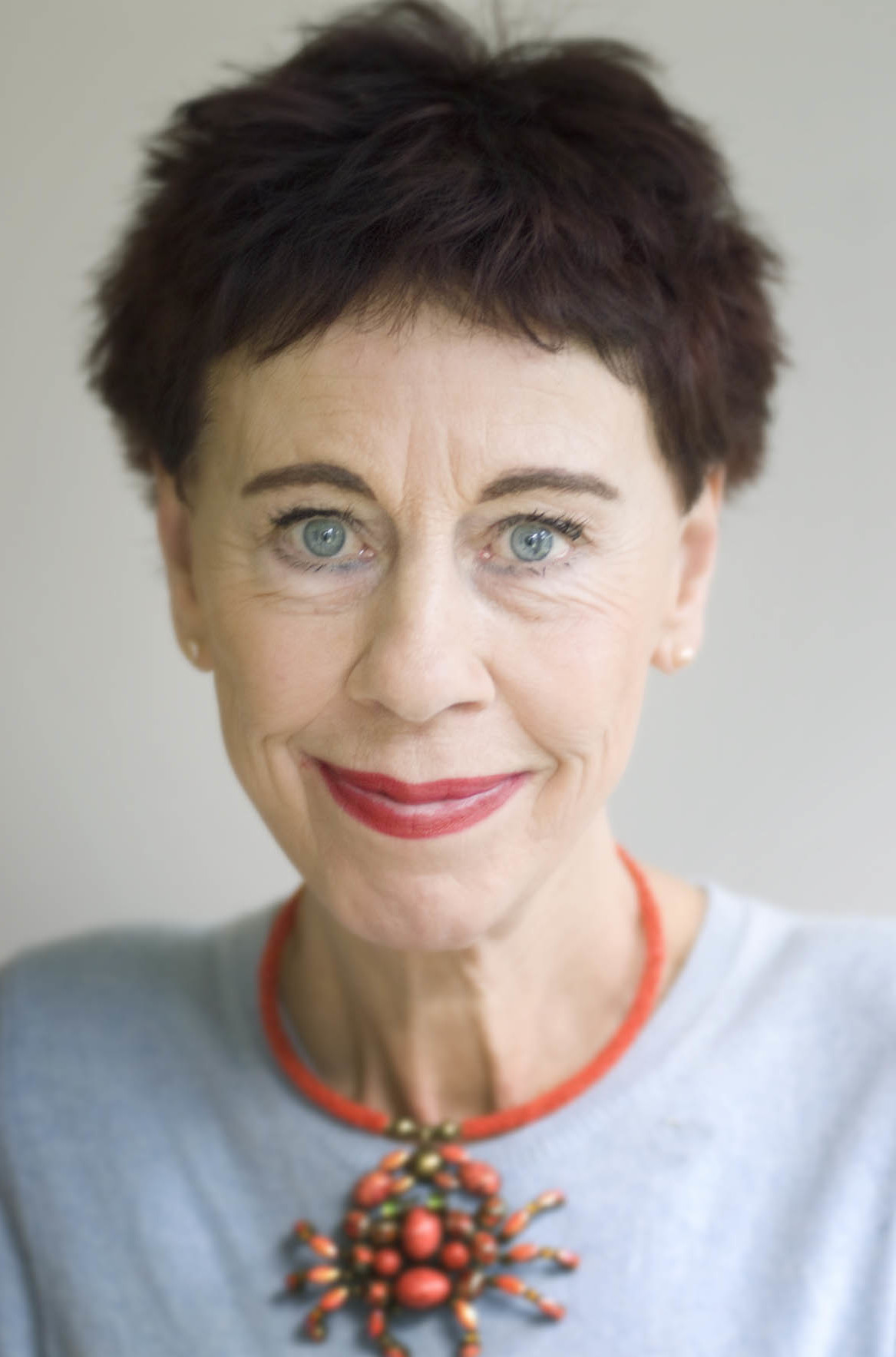
Charlotte Mutsaers, photographiée par Michiel Hendryckx.

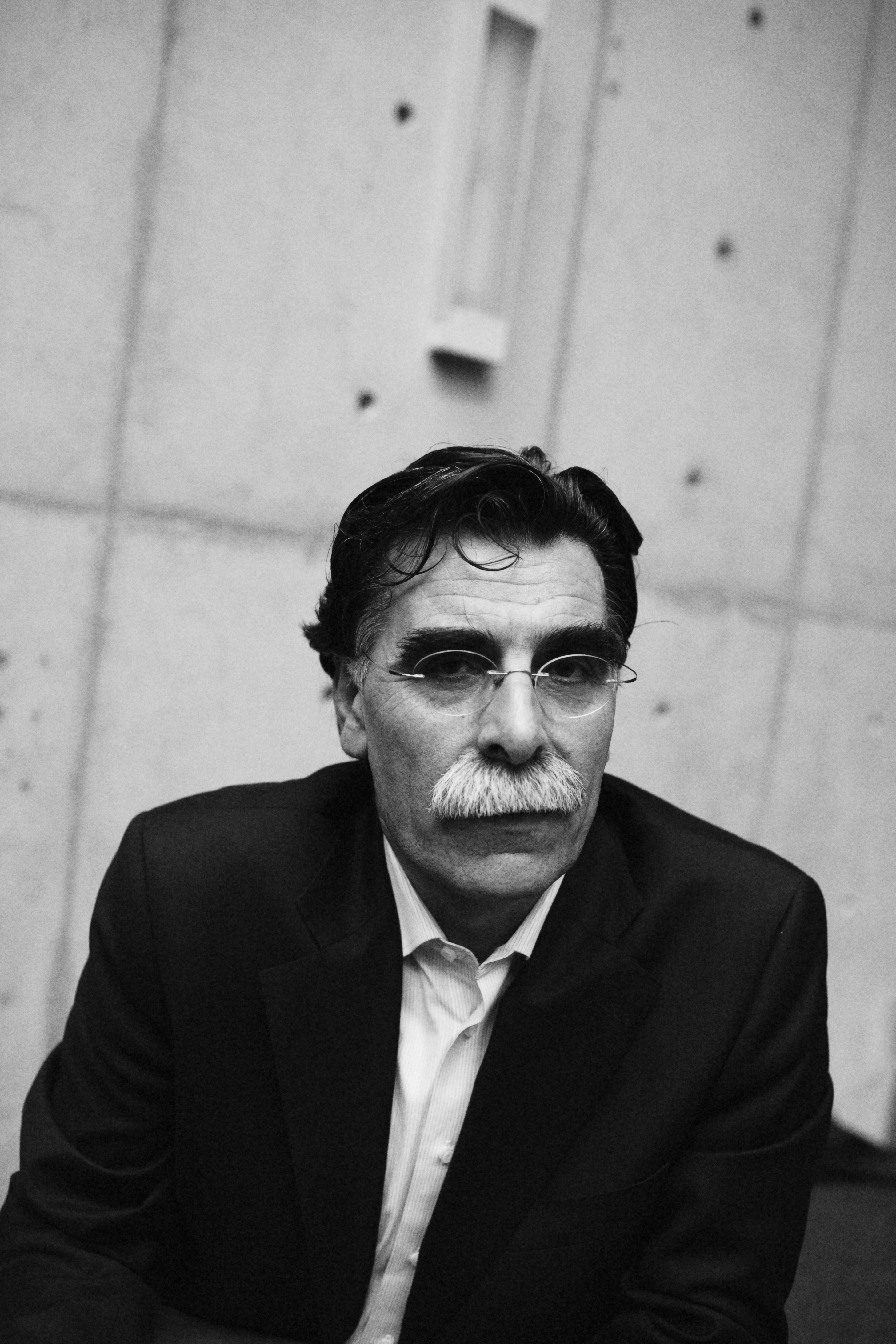
Kader Abdolah, photographié en octobre 2008.

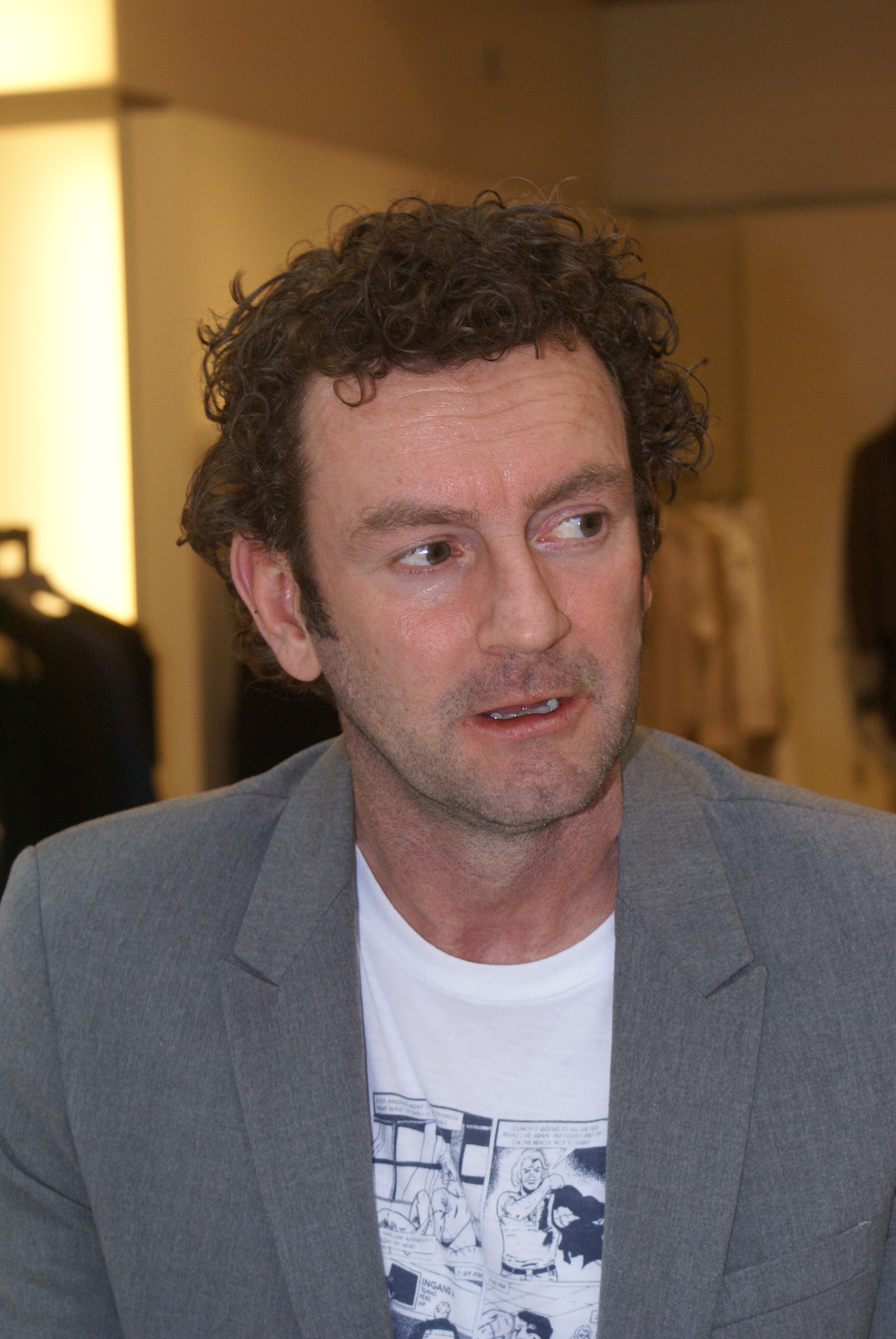
Kluun, photographié en 2011.

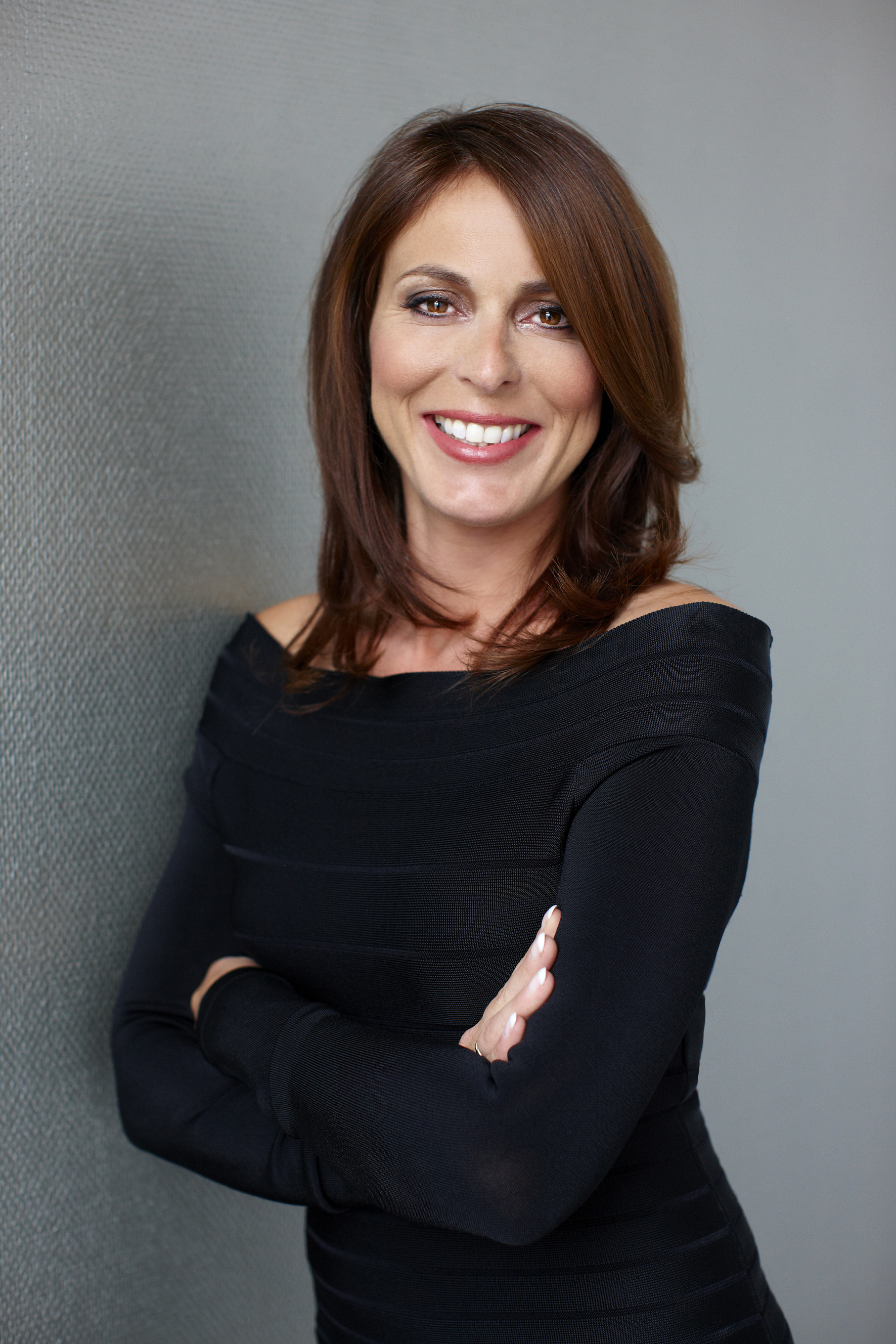
Heleen van Royen, photographiée par William Rutten.

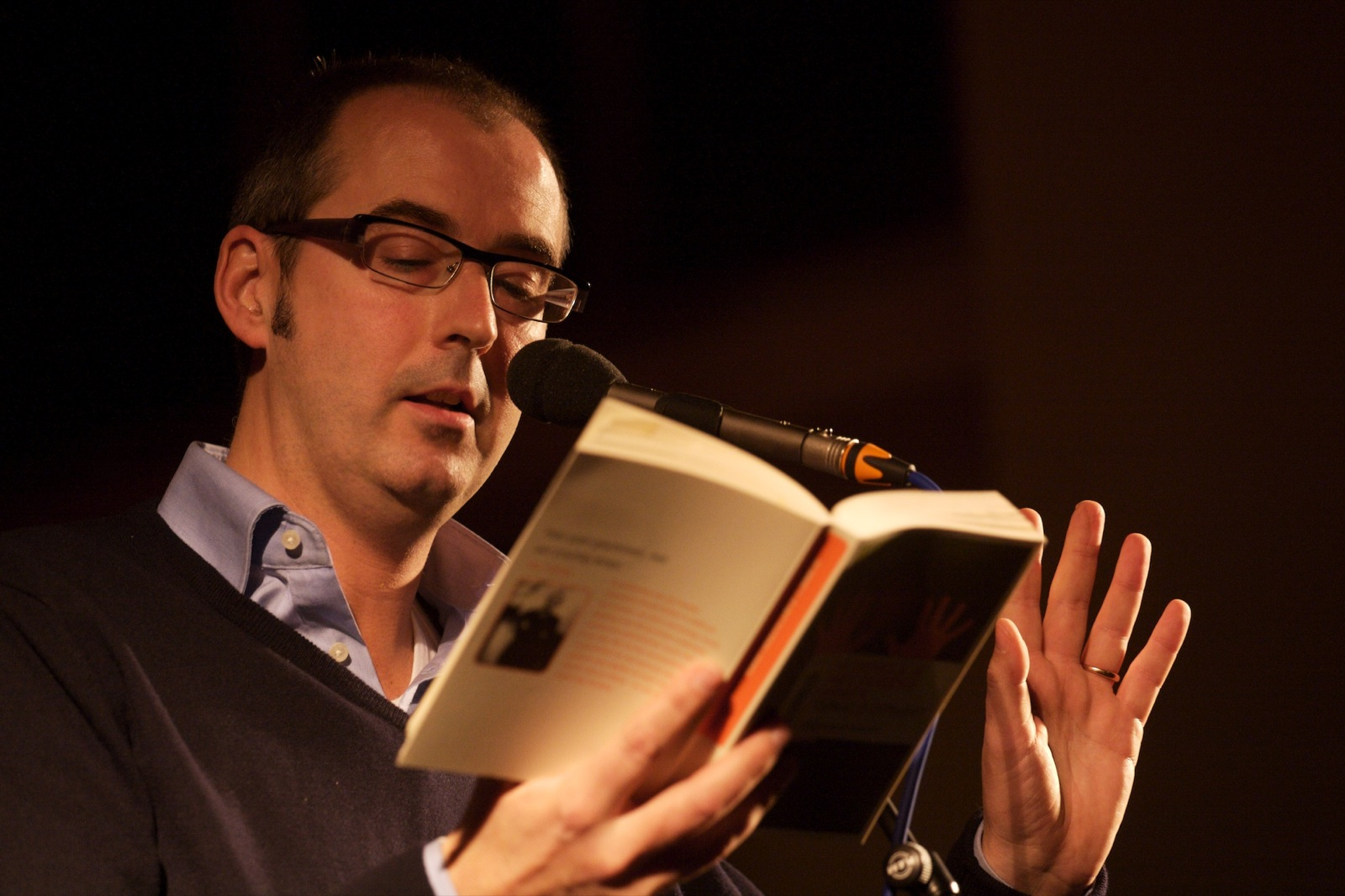
Ronald Giphart, photographié par Sebastiaan ter Burg en 2007.

### La Seconde Guerre mondiale, l'après-guerre et la décolonisation

#### La Seconde Guerre mondiale: thème et rupture
Si beaucoup de gens préfèrent oublier la guerre aussi vite que possible, dans la littérature, on s'en souvient. Dans la littérature des années 1940 et 1950, la Seconde Guerre mondiale joue un rôle de premier plan.
Certains ouvrages sur la guerre connaissent même une très large diffusion, comme Het Achterhuis (Le Journal d'Anne Frank) (publié à titre posthume dans l'édition d'Otto Frank, en 1947). Ce livre est lu assidûment aux Pays-Bas, surtout après avoir obtenu beaucoup de succès aux États-Unis,. Het bittere kruid (Les Herbes amères, de 1957), la petite chronique de la persécution des Juifs de Marga Minco, racontée du point de vue d'une jeune femme juive, connaît plusieurs réimpressions.
Pour de nombreux auteurs, la guerre est un thème incontournable. Leurs ouvrages ne sont souvent qu'en partie fictionnels, ou sont même basés sur des faits réels. Louis Paul Boon, par exemple, évoque, dans des contes proches du reportage, comme Mijn kleine oorlog (Ma petite guerre, de 1946), l'atmosphère des années de guerre. Et comme Anne Frank, beaucoup écrivent des journaux de guerre. Les expériences de la guerre semblent déterminer l'écriture de beaucoup de jeunes auteurs devenus adultes pendant la guerre.
C'est de toute façon ce qu'a déclaré Willem Frederik Hermans dans une interview :
« Toute mon enfance a été marquée par la menace de guerre. Quand j'étais garçon, ma liberté d'action était plutôt limitée. Mes parents étaient très stricts. Au moment où mes études devaient commencer, après avoir passé mon examen de fin d'études au lycée classique, la guerre a éclaté, et ces années-là ont également été gâchées. »
La prose narrative de Hermans est en effet indissolublement liée à la guerre, non seulement dans des histoires se déroulant pendant la guerre, comme De donkere kamer van Damokles (La Chambre noire de Damoclès, de 1958) et Het behouden huis (La Maison préservée, de 1953), mais également lorsqu'il n'est qu'indirectement question des événements historiques survenus entre 1939 et 1945.
Cela s'applique aussi aux principaux auteurs d'après-guerre, tels que Gerrit Kouwenaar, qui publie, en 1951, le roman de guerre Ik was geen soldaat (Je n'étais pas un soldat), et Gerard Reve. À propos des Avonden (Les Soirs, de 1947) de Reve, on a souvent observé que la guerre n'y joue aucun rôle, exception faite d'une seule allusion. À juste titre, l'écrivain K. Schippers y rajoute :
« Quand je relis le livre, il me semble que la guerre figure à chaque page. Ce livre est un monument de la dissimulation. »
Pour les écrivains, autant que pour les lecteurs, la littérature peut servir de remède aux traumatismes. Mais la littérature est aussi l'un des moyens par lesquels nous comprenons, préservons et façonnons notre passé. Depuis 1945, des romans et des histoires contribuent, dans une large mesure, à créer l'image de la guerre. Hormis ceux mentionnés ci-dessus, d'autres auteurs apportent également une contribution à cette image : Theun de Vries (Het meisje met het rode haar, ou La Fille aux cheveux rouges, de 1956) et Simon Vestdijk (Pastorale 1943, de 1948). Mais même plus tard, la guerre continue de constituer un thème important de la littérature néerlandaise, comme dans l'œuvre majeure de Hugo Claus, Het verdriet van België (Le Chagrin des Belges, de 1983).
La Seconde Guerre mondiale ne marque pas seulement de son empreinte le développement de la prose néerlandaise, mais également celui de la poésie néerlandaise. On peut dire qu'il est le facteur déterminant de la poésie de tous ces poètes de l'après-guerre que l'on compte parmi la génération des années 1950, les « Vijftigers », par exemple dans l'œuvre de l'écrivain-poète Lucebert. De quelques années après la Seconde Guerre mondiale datent ces vers de Lucebert :
« en ce temps ce que l'on appelait toujours / la beauté beauté a brûlé son visage ».
L'expression « en ce temps », employée dans ce fameux vers, doit se référer aux horreurs de la guerre : c'est dans cet incendie que la « beauté » a brûlé son visage. De toute évidence, Lucebert n'a pas une haute idée de cette « beauté », ou plutôt de ce que l'on appelait toujours ainsi ; la répétition sarcastique est révélatrice. Lucebert constate ici que des épithètes telles que « propre » et « beau » sont devenues creuses ; celui qui, après l'incendie mondial, se soucierait encore de la « beauté » ferait l'autruche.
« Écrire un poème après Auschwitz est barbare », écrit Adorno en 1949. C'est un énoncé souvent cité, que nous ne devons sans doute pas comprendre comme une interdiction perpétuelle d'écrire de la poésie, mais plutôt comme la prise de conscience du poète de l'après-guerre, qui se rend compte que la poésie, s'étant brûlée le visage, n'est pas un moyen de communication innocent. L'univers concentrationnaire signifie la fin de la poésie telle que nous la connaissions : après la Shoah, les poèmes prétentieux et leurs attributs sentimentaux ne sont plus de mise. Lucebert est le poète néerlandais qui a formulé dans les termes les plus sévères que l'écriture de la poésie du genre apprécié avant la guerre impliquerait, après 1945, que l'on affirme, dans toute sa beauté ingénue, une culture en faillite. À cette culture, Lucebert oppose son contraire : la barbarie.
Dans sa poésie, Lucebert déconstruit systématiquement toutes les conventions considérées auparavant comme les caractéristiques essentielles du genre. Il rejette résolument toutes les formes anciennes, les strophes et la rime. En plus du paradoxe d'Adorno (l'écriture de poèmes est devenue impossible, mais se produit tout de même), il y a aussi celui de Lucebert, qui touche aux fondements de la poésie, mais qui le fait dans la poésie même, en tant que poète. Si, la plupart du temps, la guerre est un thème de la littérature en prose – le roman servant certains écrivains de prétexte aux réflexions sur les expériences souvent traumatisantes de la guerre –, dans la poésie, la guerre influence, en premier lieu, la forme des poèmes : des poètes (hormis Lucebert, aussi les Néerlandais Gerrit Kouwenaar et Remco Campert, ainsi que le Flamand Hugo Claus) sont en quête d'un langage formel marquant une nette rupture avec l'esthétique d'avant-guerre.

#### Les colonies et la décolonisation dans la littérature néerlandaise

##### Les Indes néerlandaises dans la littérature des Pays-Bas
Les Pays-Bas se sont longtemps enrichis au détriment des Indes orientales néerlandaises. Mais à partir du XIXe siècle, des protestations commencent à se faire entendre (Multatuli). Il faudra pourtant encore près d'un siècle avant que l'indépendance de l'Indonésie, proclamée en août 1945, soit reconnue par les Pays-Bas, mais seulement après une sanglante guerre coloniale.
Le traumatisme de la guerre et de la perte des Indes, un fait accompli dès l'occupation japonaise, marque l'histoire et la littérature néerlandaises. Après 1945, la littérature sur les Indes traite, pour une bonne partie, de l'acceptation de ce traumatisme, de ce qui n'appartient pas encore entièrement au passé. Les souvenirs d'une jeunesse passée aux Indes constituent un thème courant de cette littérature. Certains écrivains ont choisi ce thème pour pouvoir se poser des questions morales par rapport au passé colonial ou pour exprimer des sentiments de nostalgie mais aussi de culpabilité. Dans quelle mesure pourrait-on leur reprocher d'avoir fait partie d'une société où l'inégalité, l'injustice et l'oppression se sont parfois produits violemment ? Un enfant grandissant qui a perçu les Indes avant tout comme un paradis, aurait-il dû être conscient de tout cela ? Dans la célèbre nouvelle Oeroeg (1948), où Hella S. Haasse traite de l'amitié impossible entre deux garçons dont l'un est javanais et l'autre néerlandais, le personnage principal est aux prises avec cette problématique.
Oeroeg paraît pendant la guerre d'indépendance de l'Indonésie et est l'un des premiers ouvrages à se pencher sur le sujet épineux du traumatisme de la décolonisation. Progressivement paraissent de plus en plus de romans et de récits sur la séparation et la perte de la colonie, dans lesquels dominent initialement le souvenir des temps d'avant-guerre, comme Nog pas gisteren (Hier encore, de 1951) et De tienduizend dingen (Les Dix Mille Choses, de 1955) de Maria Dermoût, mais aussi les œuvres de Tjalie Robinson. Parler de la guerre demeure longtemps un tabou, et personne ne prête l'oreille aux anciens combattants et aux familles de rapatriés revenues des Indes. En revanche, ceux-ci doivent s'adapter aussi rapidement que possible à la nouvelle patrie, où la reconstruction du pays passe avant toute chose. Alors que l'on discute longuement de l'occupation allemande, on garde le silence sur les camps de prisonniers japonais. On évite de comparer la souffrance vécue dans les camps japonais à la misère subie aux Pays-Bas et dans les camps de concentration nazis.
La guerre d'indépendance de l'Indonésie, qui a commencé après la Seconde Guerre mondiale et qui a duré jusqu'en décembre 1949, est passée sous silence. Pendant longtemps, cette guerre n'est même pas appelée une guerre. De façon euphémique, on parle d'« actions de police », et les crimes de guerre néerlandais (révélés, en 1969, par l'ancien militaire Joop Hueting) sont qualifiés d'« excès » et considérés comme des incidents survenus au cours d'une mission définie aux Pays-Bas comme « le rétablissement de la loi et de l'ordre ».
La première fois dans Nathan Sid (de 1983), puis, de manière plus détaillée, dans Indische Duinen (Les Dunes coloniales, de 1994) et Familieziek (Fichue famille, de 2004), Adriaan van Dis décrit la façon dont les anciens militaires et les rapatriés des Indes ont vécu le retour à la patrie, à quel point ils se sont sentis déracinés et délaissés, et comment la plupart des vétérans ont affronté leurs souvenirs de guerre.
La polémique autour d'un roman de Jeroen Brouwers, Bezonken rood (Rouge décanté, de 1981), démontre bien que la guerre en Indonésie est toujours un sujet délicat et que les victimes éprouvent le besoin de faire reconnaître leur souffrance. Dans cet ouvrage, l'auteur transpose son expérience de jeune garçon en captivité japonaise. Beaucoup de ceux qui ont vécu des expériences semblables prétendent se reconnaître dans le roman. Mais Rudy Kousbroek, un écrivain qui a également passé plusieurs années dans un camp japonais, critique vivement ce livre, qui serait plein d'« erreurs factuelles » ; Brouwers aurait exagéré les maux de la guerre. Kousbroek accuse son collègue de falsifier l'histoire. Ce n'est que plus tard que Brouwers admet que, ce qu'il a vraiment voulu enregistrer étaient ses souvenirs tronqués, voir reconstruits, des Indes.
Dans Rouge décanté, les Indes néerlandaises sont un pays imaginé. De nombreux romans et récits sur le passé colonial traitent de la fiabilité des souvenirs ou du manque de fiabilité de la mémoire, de la difficulté de distinguer les faits de la fantaisie et la mémoire de l'imagination. C'est surtout ce thème qui est abordé dans un roman de Helga Ruebsamen, Het lied en de waarheid (Les Jardins de Bandung, de 1997).

##### Les colonies belges dans la littérature flamande
Au premier abord, la colonisation du Congo et du Ruanda-Urundi, et l'écroulement de l'empire colonial belge semblent avoir peu secoué les littérateurs flamands, sauf peut-être Jef Geeraerts, qui est tellement hanté par les événements liés à la décolonisation du Congo – qu'il a d'ailleurs vécus en personne – qu'il en fait un thème majeur de sa production littéraire dès la publication de Ik ben maar een neger (Je ne suis qu'un nègre, de 1961) et jusqu'au dernier ouvrage du cycle de quatre romans intitulé Gangreen (Gangrène, de 1967-1972-1975-1977).

#### Le roman après la guerre: cynique et maussade
Les années 1950 sont considérées comme ennuyeuses, car marquées par l'intimité familiale bourgeoise, une certaine étroitesse d'esprit, des conceptions familiales étouffantes, des associations de partisans de la maison d'Orange, des poêles à charbon et le costume des dimanches. Poussé par le désir d'une reprise économique rapide, l'ordre établi aux Pays-Bas, aspirant au retour aux vertus traditionnelles néerlandaises, celles de l'épargne et de la tempérance, s'appuie avec acharnement sur les anciennes valeurs du pays des pasteurs. L'historien Blom parle de cette période de reconstruction comme de celle « des années de discipline et d'ascèse », où l'on n'a pas le temps de faire des expériences hasardeuses et coûteuses, mais où l'on recherche la solidité.
Pourtant, l'image des années 1950 jugées « ennuyeuses » a souvent été nuancée. Certaines innovations que l'on met aujourd'hui en rapport avec les mythiques années 1960 – telles que la démocratisation et la disparition des hiérarchies établies depuis longtemps – sont préparées dans les années 1950. Néanmoins, le cliché nous aide à comprendre ce qui s'est passé dans la littérature d'après-guerre. Ainsi, dans la poésie, le mouvement des années 1950, lancé par Lucebert, Gerrit Kouwenaar et Remco Campert, est indissolublement lié avec le mécontentement de ces jeunes poètes avec le conservatisme de la génération précédente. Selon Lucebert, le « paradis normatif d'avant-guerre » (« vooroorlogs normenparadijs ») de la génération précédente aurait conduit le monde aux « portes de l'enfer » entre 1939 et 1945.
Gerard Reve, Willem Frederik Hermans, Anna Blaman et Harry Mulisch, ainsi que d'autres jeunes romanciers qui commencent à attirer l'attention du public dans l'après-guerre, se distancient de la mentalité de la reconstruction et de la moralisation accompagnant celle-ci. Leur travail constitue une véritable provocation de la génération précédente. Là où, à une époque difficile, les critiques de la vieille génération attendent des jeunes littérateurs une approche énergique et optimiste, les nouveaux prosateurs s'avèrent réticents à répondre à cette attente. À bien des égards, leurs ouvrages des années 1940 et 1950 sont même franchement déconcertants.
Un trait caractéristique de l'œuvre d'après-guerre de ces auteurs est qu'elle souligne que la guerre a privé la jeunesse de toutes ses illusions. Pour les personnages qui peuplent les romans d'après-guerre, comme Lodewijk Stegman – un caractère du roman Ik heb altijd gelijk (J'ai toujours raison, de 1951), de Hermans –, il paraît évident que le temps de moraliser et de témoigner de bonnes intentions est révolu.
Ce Lodewijk a une conception extrêmement troublante de l'humanité. Pour lui, l'homme n'agit pas en tant qu'être rationnel qui aspire au bien, mais comme un monstre qui ne s'intéresse qu'à son profit matériel. Les principaux personnages des romans Tranen der acacias (Les Larmes des acacias, de 1949), de Hermans, De Avonden (Les Soirs : un récit d'hiver, de 1947), de Reve, Eenzaam avontuur (Aventure solitaire, de 1948), de Blaman, et Archibald Strohalm (Archibald Brin de paille, de 1952), de Mulisch, sont des cyniques, brisés par la guerre, qui ne croient plus en rien.
Quelques aspects qui réapparaissent dans nombre de ces romans déterminent le caractère déconcertant de ces personnages. Premièrement, l'absence d'idéaux ou de grands sentiments : il n'y a plus de foi et même plus d'amour. Deuxièmement, les principaux personnages ne s'intéressent ni à la science, ni à la politique, ni aux arts ; ils sont explicitement non intellectuels. À cela s'oppose, et il s'agit là du troisième aspect, l'intérêt particulier porté au physique ; ainsi, à travers le roman Les Soirs, Reve aborde constamment les thèmes de la calvitie, du cancer ou de la transpiration des pieds.

### Les années 1950

#### Le mouvement desVijftigers
Les Vijftigers est le nom par lequel on désigne un nombre d'auteurs néerlandais et flamands qui se manifestent en groupe, pendant une courte période, à partir de 1949, entre autres dans des revues telles que Braak, Blurb et Podium. Ce groupe comprend les poètes dont des poèmes figurent dans l'anthologie Atonaal (Atonal, de 1951) : Hans Andreus, Remco Campert, Hugo Claus, Jan G. Elburg, Jan Hanlo, Gerrit Kouwenaar, Hans Lodeizen, Lucebert, Paul Rodenko, Koos Schuur et Simon Vinkenoog. Le livre d'images d'écrivains De Beweging van Vijftig (Le Mouvement des années 1950, de 1965) ajoute Rudy Kousbroek, Sybren Polet et Bert Schierbeek à la liste, alors que Koos Schuur fait défaut. Sauf dans les revues mentionnées ci-dessus, ces auteurs se manifestent en groupe à quelques occasions particulières : ainsi, en 1953, au Stedelijk Museum d'Amsterdam, Lucebert se produit comme « empereur du mouvement des années 1950 » (« Keizer der Vijftigers »), et des anthologies voient le jour en 1951 (Atonaal, ou Atonal), en 1954 (Nieuwe griffels schone leien, ou Des crayons neufs, des ardoises propres) et en 1955 (Vijf 5tigers, ou Cinq cinquantards).
Comme les Vijftigers optent pour l'expérimentation en poésie, on les appelle parfois aussi les « expérimentalistes » (ou les « expérimentaux »). Leur poésie se rapproche des expérimentations des modernistes d'avant la Seconde Guerre mondiale, en particulier de celles des dadaïstes et des surréalistes. Ils s'opposent, entre autres, à l'esthétisme des Tachtigers (les « Quatre-Vingtistes ») et l'intellectualisme de la revue Forum. Les Vijftigers constituent essentiellement un mouvement poétique qui aspire à ce que ses membres appellent eux-mêmes « la poésie expérimentale » (« proefondervindelijke poëzie »), celle qui est directement fondée sur l'expérience de la réalité et qui la traduit dans une forme directe et antitraditionnelle.
Les principes esthétiques ne peuvent pas entraver la libre créativité du poète, qui a fréquemment recours à l'expérimentation linguistique : le jeu avec le sens, le son, la typographie, l'orthographe et la ponctuation. Les Vijftigers définissent leurs poèmes comme de la poésie atonale, comme le confirme le titre dont ils dotent une anthologie de 1951. Le hasard peut jouer un rôle dans leur poésie, par exemple dans les rapports associatifs, proches de la technique d'improvisation des musiciens de jazz. Cette musique est d'ailleurs un thème préféré de la poésie des « cinquantards ». Ce groupe se distingue non seulement par ces aspects associatifs, mais aussi par des expériences linguistiques profondément réfléchies, par lesquelles on tente de rapprocher le matériel linguistique le plus que possible de la réalité.
Les Vijftigers ont beaucoup d'affinité avec le travail des artistes d'un groupe intégré dans le mouvement CoBrA (Copenhague, Bruxelles, Amsterdam) : le groupe expérimental hollandais (Appel, Corneille, Constant, Rooskens, Brands, Wolvecamp…). Le peintre et poète Lucebert adhère à ce groupe et de nombreux contacts s'établissent entre les poètes et les peintres, qui partagent non seulement souvent les mêmes points de vue sociaux, mais ont aussi en commun l'accent qu'ils mettent sur ce qui est primitif et spontané, comme le font les enfants, par exemple. Les expérimentations linguistiques rendent la poésie des Vijftigers souvent difficilement accessible, mais l'approche textuellement orientée, entre autres dans la revue Merlyn, contribue à ce que la reconnaissance de cette poésie ne se soit pas fait attendre longtemps. En tant que groupe, le mouvement se désintègre assez rapidement dès que cette reconnaissance est un fait.

#### Les années 1950 en Flandre
Il n'y a pas que les Vijftigers dans les années 1950. Une évolution similaire se produit en Flandre, où des écrivains tels que Louis Paul Boon, Jan Walravens, Hugo Claus, Remy C. van de Kerckhove, Tone Brulin, Albert Bontridder et Ben Cami se rassemblent autour de la revue Tijd en Mens (Le Temps et l'Homme), qui fusionne temporairement, en 1952, avec Podium, la revue des Vijftigers. Après 1950, Paul Snoek (nom de plume d'Edmond Schietekat) et Hugues C. Pernath (nom de plume de Hugo Wouters) donnent le ton parmi les surréalistes expérimentalistes flamands, regroupés autour de la revue Gard Sivik (Garde civique, fondée en 1955). En 1957, les Néerlandais Cornelis Bastiaan Vaandrager et Hans Sleutelaar rejoignent la rédaction, bientôt suivis par Cees Buddingh' et Armando (nom de plume de Herman Dirk van Dodeweerd). En 1961, Snoek quitte la rédaction de la revue avant-gardiste, suivi peu après par deux autres Flamands, Gust Gils et Pernath. La rédaction de Gard Sivik et le groupe Nul (zéro) ayant décidé, en 1964, de conjuguer leurs forces, la revue est remplacée par De Nieuwe Stijl en 1965.
L'innovation est également perceptible dans la prose d'autres auteurs flamands de cette époque. À cet égard, certains auteurs méritent particulièrement d'être mentionnés, comme Libera Carlier, Ward Ruyslinck (nom de plume de Reimond de Belser), Jos Vandeloo, Bernard Kemp (nom de plume de Bernard Frans van Vlierden) et Frank Liedel (nom de plume de Leonard van Assche). D'assez bons dramaturges de cette génération, non mentionnés ci-dessus, mais que l'on peut ajouter à la liste, sont Lode Cantens, Paul Hardy, Liane Bruylants, Piet Sterckx et Jozef van Hoeck.

### Aspects de la poésie à partir des années 1960

#### La poésie desZestigers
La littérature, et la poésie en particulier, a la réputation d'être compliquée. Nous prenons pour acquis qu'un poème ne peut être compris après une seule lecture et nous savons aussi qu'il y a de célèbres poèmes dont le sens ne sera sans doute jamais complètement saisi. Au début des années 1960, la complexité de la poésie est tout sauf évidente aux yeux de la génération montante de poètes.
À quel point, cette poésie serait-elle difficile ? Est-ce de la poésie ? Faut-il réellement lire les paroles pour être en mesure de tout saisir ? Peuvent-elles être lues ? Telles sont les questions que se posent les poètes de la génération des années 1960, les « soixantards » (Zestigers).
Le principal trait caractéristique des Zestigers est qu'ils veulent combler le fossé entre l'art et les autres aspects de la vie ; ils veulent représenter la vie à travers des « dokumentjes » (de « modestes documents », par exemple une liste de courses à faire).
De tels textes paraissent, entre autres, dans Barbarber (1958-1971). Dans cette revue, publiée en autoédition par K. Schippers, alors âgé de vingt ans, et par deux de ses amis, J. Bernlef et Gerard Brands, les rédacteurs se moquent malicieusement, par exemple, de la convention qui établit que la vraie poésie est par définition difficile ou profonde, ou de l'idée fixe que, conforme au vieux précepte romantique, le poète est le créateur de véritables œuvres d'art originales.
Cette dernière convention, héritée du passé, atteint à son paroxysme dans un genre de prédilection des Zestigers : le ready-made (objet trouvé). Dans Barbarber, une division longue et une feuille de brouillon d'une machine à écrire ayant servi de modèle d'exposition sont présentées comme de la poésie. Les Zestigers embrassent le quotidien comme source de poésie : rien n'est trop banal ou trop futile.
Même si le poète semble absent de son œuvre, de tels ready-made prennent parfois un ton critique, comme l'illustre le recueil Schuim (Écume, de 2006) d'Alfred Schaffer. 

#### Les mots et l'image
Les avant-gardistes ont cherché de nouveaux moyens de rapprocher le langage de la réalité, par exemple en faisant en sorte que le mot et la représentation du mot se ressemblent. Au XXe siècle, les poètes et les prosateurs des années 1960 trouvent que la littérature doit être le reflet de la vie réelle, voire qu'elle la recouvre en partie. Ainsi, K. Schippers réunit, sous le titre Een zaterdag in Cork (Un samedi à Cork), quinze photos qu'il a prises d'une montre, sur lesquelles on voit passer une dizaine de minutes. Ce « poème » ne contient même plus de mots : il est presque identique à la réalité, et la frontière entre la littérature et les arts visuels y est abolie.
Les écrivains et les poètes du XXe siècle semblent parfois jaloux de la matière muette et abstraite dont dispose l'artiste plastique. Dans une œuvre d'art, un concept prend l'aspect d'une image, alors qu'un texte ou un poème impliquent l'intervention du langage. Et celui-ci apporte de nombreuses significations. Un poète comme Simon Vestdijk espère que ses poèmes traitant des arts visuels obtiennent, par la force visuelle, un degré de plasticité semblable à celui d'une peinture ou d'une sculpture. Au XXe siècle, des poètes comme Eva Gerlach et Dirk van Bastelaere combinent souvent les photographies avec des poèmes. En tant que talents multiples, certains auteurs créent eux-mêmes des œuvres d'art. Lucebert est l'un d'entre eux, comme Hugo Claus et Charlotte Mutsaers.
Une autre grande différence entre les arts plastiques et la littérature réside dans le fait qu'un texte est toujours temporel, car il continue aussi longtemps qu'on le lit, alors que l'œuvre d'art s'arrête dans le temps ; elle est plutôt spatiale. C'est la raison pour laquelle Hans Faverey écrit avec admiration sur le travail d'Adriaen Coorte, dont les natures mortes, qui représentent des fruits et des insectes en voie de putréfaction, sont figées dans le temps.
Toutefois, par la numérisation et l'Internet, cette distinction se trouve inversée. La poésie numérique peut se permettre d'être beaucoup plus spatiale que la poésie régulière et est parfois intégrée dans des photos et des vidéos. Même sans cela, ces poèmes peuvent devenir visuels en se déplaçant à travers l'écran dans un mélange de chorégraphie et de typographie. Cette poésie ne se présente pas comme un objet écrit, mais prend la forme d'un film, ce qui constitue la différence essentielle, ce que soulignent certains poètes en reprenant des codes de programmation dans un poème.
Une partie de la poésie numérique témoigne de l'intérêt porté à la typographie et à l'image constituée de mots, et ressemble ainsi à la poésie d'avant-garde, qui a tout déclenché. Le matériel des mots compte plus que le message qu'il comporte ; la forme prend le dessus sur le contenu. Par conséquent, cette poésie de l'Internet comprend de grands glyphes : des petits, des colorés, des vibrants, des évanescents, des peints, mais rarement des simples. Cela fait non seulement songer à la poésie d'avant-garde, mais aussi à la poésie concrète des Zestigers, dans laquelle la forme est tout aussi importante que le contenu.
La poésie concrète est le nom collectif que l'on a donné à des formes de poésie moderniste dans lesquelles est explicitement utilisé ce qui est matériel et concret au langage, notamment le son et le graphisme. Le langage est avant tout considéré comme la matière première qui permet de créer un objet autonome. La poésie concrète s'est développée à partir de la poésie graphique de Mallarmé (Un coup de dés jamais n'abolira le hasard, de 1897) en passant par le futurisme, le dadaïsme, De Stijl (Theo van Doesburg) et le lettrisme, jusqu'à ce qu'elle prenne finalement forme dans les Konstellationen d'Eugen Gomringer, vers 1955.
Elle se présente comme un mélange de poésie et de musique (dans la poésie sonore ou phonétique) ou de poésie et d'art graphique (dans la poésie visuelle). Quant à la littérature néerlandaise, il y a, en Flandre, Paul van Ostaijen, qui pratique, dans son recueil Bezette Stad (Ville occupée, de 1921), une poésie où il utilise une typographie rythmique, alors qu'aux Pays-Bas, I.K. Bonset (nom de plume de Theo van Doesburg) publie ses X-beelden (Images aux rayons X, de 1920-1921). En ce qui concerne les sous-genres, il y a une grande ambiguïté terminologique : on distingue des calligrammes, des typogrammes, des constellations, des objets « poweem » (de Herman Damen), etc.
D'autres développements sont le spatialisme et la poésie cinétique, qui utilisent l'espace à trois dimensions, alors que la poesia visiva (italien pour « poésie visuelle ») combine des textes, des photographies et des coupures dans des collages par lesquels les poètes veulent émettre une critique sociale. Dans la région linguistique néerlandaise, la poésie concrète est essentiellement pratiquée autour de la revue De Tafelronde (La Table ronde, 1953-1981) de Paul de Vree, dont on connaît, entre autres, les Zimprovisaties (Zimprovisations, de 1968), publiées à une époque où un poète néerlandais tel que Gerrit Komrij fait paraître son premier recueil de style conservateur ou traditionaliste. Mais dans Perpetuum mobile (Mouvement perpétuel, de 1969), Mark Insingel (nom de plume de Marcus Donckers) s'essaie au genre de la poésie visuelle. En 1970-1971, une exposition de poésie concrète a lieu au Stedelijk Museum d'Amsterdam.

#### La poésie des années 1970
La simple question de savoir de quoi doit traiter la littérature est au cœur de nombreux débats littéraires du XXe et du début du XXIe siècle. La littérature doit-elle décrire la vie quotidienne de façon réaliste et anecdotique ? Ou s'agit-il, dans la littérature, en premier lieu du langage ainsi que de ses possibilités et de son impuissance ? La littérature est-elle langagière et autonome ? Cette question constitue surtout l'enjeu de toutes sortes de polémiques à propos de la poésie.
Vers 1970, certaines revues publient surtout de la poésie « anecdotique », alors que d'autres préfèrent celle qui est soi-disant « autonome ». Dans une large mesure, les titres des recueils parus vers la fin des années 1960 et dans les années 1970 affichent l'obédience littéraire du poète. Le recueil Alles op de fiets (Tout à vélo, de 1969) de Rutger Kopland, par exemple, s'inscrit dans le courant anecdotique, tandis que le titre du recueil Gedichten (Poèmes, de 1968) de Hans Faverey trahit évidemment son appartenance au courant autonome, langagier.
Toutefois, la poésie du poète autonome Faverey n'exclut pas entièrement la vie comme sujet, alors que celle du poète anecdotique Kopland met quelquefois l'accent sur le langage. Il arrive qu'en exagérant les positions de leurs prédécesseurs pour plus facilement se démarquer des œuvres de ceux-ci, les initiateurs d'un nouveau courant polarisent le débat.
C'est la stratégie à laquelle se livrent les « maximalistes » (maximalen) lorsqu'ils se dressent contre la poésie qu'ils qualifient de « blanche » et de « silencieuse », et qui est écrite par les poètes « langagiers ». Au lieu de pratiquer la poésie « minimaliste » de ces derniers, ils aspirent à une poésie « maximaliste » et intitulent en conséquence un florilège de leurs poèmes Maximaal (Maximal, de 1988). Ces « maximalistes » veulent en finir avec une poésie souffrant sous le « joug du grand rien » , comme l'appelle Joost Zwagerman. Comme dans tous les nouveaux courants, cette génération de littérateurs tourne en ridicule l'œuvre de ses prédécesseurs ; les poètes ne sont plus tenus de se réduire à l'état d'une « garde zézayante de l'armoire à porcelaine » (« lispelende garde van de porseleinkast »), comme l'exprime Lava, mais doivent en revanche chasser la muse à la rue : la poésie se doit d'être réaliste. Pour ces « maximalistes », la façon dont un poème est écrit importe également ; tout compte fait, le langage joue un rôle majeur, non moins que la vie.

#### La poésie sur scène
La poésie sur scène commence comme une activité en marge des arts scéniques. Depuis la première grande soirée de lecture, Poëzie in Carré (Poésie au Carré), organisée par Vinkenoog en 1966, on ne peut guère s'imaginer la littérature néerlandaise sans le phénomène du poète sur scène. En 2002 est lancé le premier concours néerlandais de slam.
On distingue deux types de poésie sur scène.
Le premier type peut être défini comme de la poésie déclamatoire et est pratiqué par un groupe de poètes qui veulent garder le contrôle lorsqu'ils se produisent sur scène : ils s'écartent à peine des versions écrites de leurs textes lus devant le public. Ce groupe s'inscrit dans une tradition déclamatoire qui remonte au XIXe siècle, une époque où le poète ne pouvait exprimer que ce qu'il ressentait. Ingmar Heytze, un poète sorti de l'ombre au cours des années 1990, pratique cet art.
D'autre part, il y a des poètes comme Johnny the Selfkicker (pseudonyme de Johnny van Doorn), Lucebert ou Tsead Bruinja qui s'efforcent de porter à la scène des expérimentations linguistiques. Cette poésie répond directement à la musique ou aux actions du corps. Lors de ses apparitions, Van Doorn cherche à se mettre en extase en chuchotant ou en hurlant sans cesse des phrases comme « un brillant soleil magistral » ou, en anglais, « je suis assis dans le cosmos ». La démarche de Lucebert suit le même esprit : il retravaille ses poèmes au moment même de la récitation. Les poètes de ce groupe ne se produisent pas nécessairement tout seuls ; les performances de Bruinja en constituent un bel exemple. Ce poète va jusqu'à réciter ses poèmes accompagné d'un percussionniste qui, de surcroît, l'incite à improviser et à réagir sur place aux changements de tempo et de volume musicaux.

### La prose de salon et le postmodernisme

#### La prose de salon
Les auteurs du manifeste des années 1970 (Manifest voor de jaren zeventig), rédigé, entre autres, par Heere Heeresma, prétendent vouloir reconquérir les lecteurs en écrivant des textes lisibles, destinés à des gens soit intelligents, soit stupides ou soit peureux, soit lascifs. Le genre de littérature en faveur duquel plaident Heeresma et les siens est parfois appelé « prose de salon » (huiskamerproza) : de courts récits réalistes sur la vie quotidienne. Cette appellation suggère une certaine complaisance, mais il faut savoir que si un écrivain comme Heeresma écrit sur la bienséance petite-bourgeoise, c'est surtout pour la critiquer. Simon Carmiggelt, lui aussi, décrit « l'homme ordinaire » avec une légère dose d'ironie. C'est lors de ses longues pérégrinations à travers Amsterdam que, vêtu d'un long imperméable, Carmiggelt trouve la matière de sa chronique quotidienne dans Het Parool : les gens qui peuplent sa chronique sont ceux qu'il rencontre dans un magasin, dans un café ou sur le banc où il s'assied pour lire.

#### Le postmodernisme: remarques générales
Outre une prose à laquelle on peut s'identifier et qui est souvent autobiographique, comme dans les œuvres de Carmiggelt ou de Mensje van Keulen, apparaît, déjà à partir des années 1960, une tendance qui consiste à s'éloigner du lecteur ordinaire. Voient alors le jour des romans et des poèmes dont on n'appréhende pas sans effort le sens et qui s'inscrivent dans le mouvement international du postmodernisme, dont la principale caractéristique est que le texte révèle que « la » réalité en tant que telle n'existe pas. Au lieu d'être une réalité stable, le monde est constitué des récits que l'on se raconte à son sujet. Ce qui importe au postmoderniste, c'est de montrer que l'univers n'existe que par l'homme, car c'est lui qui invente toute logique ou tout ordre dans ce monde. Cette conception des choses imprègne les œuvres de postmodernistes comme Atte Jongstra, Willem Brakman ou le Flamand Peter Verhelst.
Une autre caractéristique importante est celle de l'intertextualité : toute narration prend ses sources dans les récits existants. Cet aspect apparaît avec évidence dans l'œuvre volumineuse d'un Willem Brakman ; dans ses 48 romans, le monde réel et l'univers créé dans son texte s'entrecroisent.
On distingue deux variantes du postmodernisme littéraire : l'une est intellectualiste, l'autre ludique. La dernière est dominée par la lutte des écrivains et des poètes contre l'outrecuidance moderniste. Les auteurs qui, à partir des années 1960, commencent à réagir contre le modernisme trouvent leur inspiration chez un artiste comme Marcel Duchamp. Une démarche semblable à celle de ce dadaïste est celle de poètes néerlandais comme J. Bernlef et K. Schippers, qui insèrent, dans leur revue Barbarber, toutes sortes de ready-made littéraires (des listes de courses, des coupures de journal, un diagramme d'échecs…).
Non seulement les écrivains autour de la revue Barbarber, mais aussi les Zeventigers (Guus Luijters, Heere Heeresma, Mensje van Keulen), le mouvement des poètes « maximalistes » (Joost Zwagerman, Pieter Boskma), les écrivains de l'entourage de la génération Nix (Ronald Giphart, Rob van Erkelens, Joris Moens, Hermine Landvreugd et Don Duyns) et les poètes contemporains qui pratiquent un genre d’art performance tentent consciemment de s'affranchir des valeurs littéraires traditionnelles dites élevées. Ils agissent en dehors du cadre prédéfini du bon goût, prennent la hiérarchie traditionnelle des genres littéraires à la légère et rompent avec les formes traditionnelles de la littérature.

#### Le postmodernisme intellectualiste
Les années 1960 voient naître, au sein du postmodernisme littéraire français, un courant plus profondément littéraire et philosophique : une variante intellectualiste, influencée par des philosophes et des structuralistes comme Derrida, Barthes et Kristeva, dont les adeptes ne croient plus en la capacité de l'écrivain de donner une image complète du monde ou de définir la structure de l'univers dans ses écrits. Une différence essentielle existe entre le modernisme et le postmodernisme : les adhérents du deuxième courant sont conscients de ne disposer que d'une connaissance fragmentaire du monde ou, en d'autres termes, de « toutes sortes de fragments d'un tout qui fait défaut », comme le formule le poète flamand Dirk van Bastelaere dans son recueil postmoderne Pornschlegel en andere gedichten (Pornschlegel et autres poèmes, de 1988).
Des textes littéraires postmodernes (de type intellectualiste) témoignent de l'extrême conscience que l'homme vit dans un univers langagier. Un texte n'est pas un enchaînement de mots révélant un sens univoque (le « message » de l'auteur), mais un espace multidimensionnel où toutes sortes d'écrits – dont aucun n'est originel – se chevauchent et se heurtent. Le texte est un tissu de citations. Dans le texte postmoderne (en prose ou en poésie), le « noyau » ou l'« essence » ne dépend pas d'une idée centrale quelconque, mais se construit sur un réseau d'innombrables références textuelles. Les auteurs qui représentent cette tendance postmoderne dans la région linguistique néerlandaise sont les poètes Erik Spinoy, Arjen Duinker et Peter Verhelst, et les prosateurs Willem Brakman, Gerrit Krol et Maxim Februari (nom de plume de Maximiliaan Drenth).

#### Le postmodernisme en Flandre
Celui qui prend la parole impose ses idées à autrui ; dans le monde littéraire, la lutte pour attirer l'attention du public implique une tactique de guerre verbale : une polémique. Selon Van Bastelaere, les revues littéraires servent de machines de guerre. C'est dans des revues comme Yang (Yáng) et freespace Nieuwzuid (Espace libre Nieuwzuid) que Van Baestelaere se bat, secondé par le poète Erik Spinoy et l'essayiste Erwin Jans – ses complices dans le crime, selon ses dires – pour faire accepter un nouveau genre poétique devant rompre avec la pratique littéraire en Flandre, ce qu'il fait par de solides articles, imprégnés de philosophie, où il vise le nombre croissant d'adversaires qu'il se crée. Ainsi, Van Bastelaere s'oppose aux représentants d'une poésie qu'il trouve « petite-bourgeoise » : celle qui prône le bon goût, le bonheur simple et les émotions où le lecteur se reconnaît. Ce qu'il reproche à Tom Lanoye va dans le même sens. En 2003, ce poète et romancier à succès, qui sait jouer les médias, est nommé premier poète attitré de la ville d'Anvers, une fonction publique qui lui permet d'atteindre un large public et à laquelle lui succédera Ramsey Nasr, un Néerlandais d'origine en partie palestinienne. Selon Van Bastelaere, Lanoye ne suit pas le bon chemin : il livre sa poésie aux détenteurs de pouvoir. Mais Van Bastelaere réserve ses flèches les plus acérées à Peter Verhelst, qui est connu pour son roman Tongkat: een verhalenbordeel (Baiser de chat : un bordel de récits, de 1999), mais aussi comme dramaturge et poète. En sa qualité de véritable ermite, Verhelst prend ses distances par rapport aux batailles littéraires, où Van Bastelaere l'implique tout de même en le blâmant d'évoquer l'horreur dans ses œuvres de façon trop belle et alléchante.

### Aspects de la littérature flamande

#### Le théâtre flamand à partir des années 1950
Avec des thèmes tels que le suicide, l'inceste, la cruauté et la collaboration, Hugo Claus lève de nombreux tabous en Flandre, entre autres dans sa pièce Een bruid in de morgen (Andréa ou la Fiancée du matin, de 1953), dans laquelle le monde des jeunes désillusionnés contraste avec celui d'une génération plus âgée. Il donne des instructions concernant le décor, l'éclairage, la musique et les costumes des personnages de la pièce. Claus se révèle donc un vrai dramaturge, qui s'occupe de plus que simplement du texte, qu'il met souvent lui-même en scène. En 1968, un an avant qu'aux Pays-Bas, l'auteur à succès Jan Wolkers publie son roman à scandale Turks Fruit (Les Délices de Turquie), le tribunal condamne Claus à une peine de prison pour avoir porté publiquement atteinte aux bonnes mœurs dans une autre pièce, Masscheroen, qui est une farce où trois hommes nus personnifient la Sainte-Trinité ; au festival expérimental où la pièce a d'abord été jouée, le public n'a guère été choqué par cette nudité. La condamnation est la réaction qu'avait envisagée Claus en touchant aux tabous sexuels et religieux. L'année suivante, il déclare, dans une interview, n'avoir pas souhaité produire une littérature explicitement engagée. Quant à la vie quotidienne de son entourage, qu'il considère comme corrompue, lâche et servile, il se contente de mettre le doigt sur la plaie.

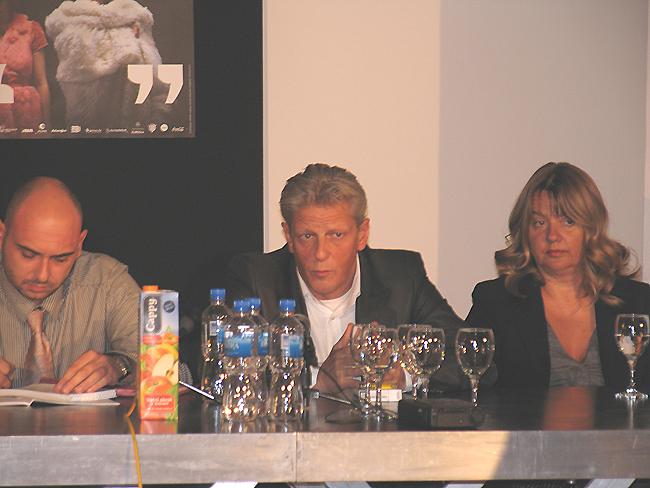
Jan Fabre (au centre), photographié en 2008.

Le succès des pièces de Claus marque le début d'une nouvelle et forte tradition théâtrale flamande, mondialement reconnue à partir des années 1980. Des compagnies de théâtre telles que celles du Tg STAN et de Jan Fabre se produisent dans le monde entier. Des metteurs en scène comme Luk Perceval et Ivo van Hove font florès en Flandre comme à l'étranger. Les conditions financières favorables, notamment le régime de subventions publiques, incitent des romanciers flamands comme Peter Verhelst, Geertrui Daem, David van Reybrouck ou Bart Moeyaert de se mettre à écrire pour la scène, et cela sans doute beaucoup plus qu'aux Pays-Bas.
Comme leur devancier Claus, les dramaturges de la nouvelle génération réécrivent les classiques tout en faisant référence aux enjeux actuels. En Flandre, la conscience sociopolitique joue un rôle plus considérable dans la littérature et le théâtre néerlandais de la fin du XXe et du début du XXIe siècle qu'aux Pays-Bas.
Le lien entre, d'un côté, le monde des écrivains et, de l'autre, celui des metteurs en scène et des acteurs conduit, entre autres, à une production théâtrale réussie comme Ten Oorlog! (À la guerre !, de 1997), l'adaptation par Tom Lanoye des pièces du cycle de la guerre des Deux-Roses de Shakespeare. Dans ses romans, Lanoye dénonce les situations sociales intolérables avec le même sens de l'absurde, du hors-norme et de la cruauté qu'a étalé Claus. À la grande différence de Claus, Lanoye veut s'engager explicitement, par exemple en s'insurgeant contre le Vlaams Blok ou en s'opposant à la discrimination des homosexuels.

#### La prose et la poésie flamandes à partir des années 1970
Si, après une période marquée par une foule de talents littéraires occupant le devant de la scène, les années 1970 s'annoncent plutôt comme une période d'inertie pour les lettres flamandes, de jeunes prosateurs talentueux font pourtant leurs premiers pas dans la littérature, entre autres Leo Pleysier, Eriek Verpale et Monika van Paemel. Vers le milieu des années 1980, une nouvelle génération se fait remarquer par ses premières publications ; parmi eux, on compte Kristien Hemmerechts, Eric de Kuyper, Tom Lanoye, Patricia de Martelaere, Koen Peeters et Stefan Hertmans,. De nouvelles revues, telles que Kreatief (Créatif), Yang (Yáng) et De Brakke Hond (Le Chien braque), prennent la défense de ces auteurs. Toutes sortes de genres et de styles sont pratiqués par les auteurs les plus divers : on peut nommer le très prolifique Herman Brusselmans, qui produit une prose sanglante et antilittéraire, Peter Verhelst, auteur de fabulations hallucinatoires, ou Erwin Mortier, dont on connaît le raffinement stylistique du subtil roman psychologique Marcel (de 1999).
À partir de 1980, les voix poétiques les plus éminentes en Flandre sont celles de Leonard Nolens et des jeunes poètes Dirk van Bastelaere, Erik Spinoy et Peter Verhelst.

### Genres particuliers de littérature

#### La littérature féministe
Par son caractère émancipateur, la littérature féministe appartient à la littérature engagée. La littérature féministe met l'accent sur les problèmes des femmes, en particulier sur leur position sociale ; l'aspiration à l'égalité des sexes est essentielle. Les activistes et théoriciennes féministes mettent en évidence l'identité de la femme, dont les valeurs sont présentées comme une solution de rechange.
Le féminisme se manifeste grosso modo en deux vagues distinctes, dont la première déferle sur les Pays-Bas dans la seconde moitié du XIXe siècle ; Anna Louisa Geertruida Bosboom-Toussaint est considérée comme précurseuse (connue pour son roman Majoor Frans (Major François, de 1874). D'autres auteures féministes de cette époque sont Betsy Perk, Mina Kruseman, Cornélie Lydie Huygens, Cécile Wilhelmina Elisabeth Jeanne Petronella Goekoop-de Jong van Beek en Donk et Catharina Anna Maria de Savornin Lohman. Les principales revues féministes de l'époque sont Ons Streven (Notre Objectif) et Onze Roeping (Notre Vocation). On fonde des maisons d'édition spécialisées dans la littérature féminine, comme An Dekker (Amsterdam) et Sara (Nimègue). Les universités créent des départements, des chaires ou des centres d'études féminines. La percée de la littérature féministe s'accompagne de la montée de la critique littéraire féministe, qui sera ensuite élargie aux études de genre.
Les années 1970 sont celles de la deuxième vague du féminisme, qui a déjà commencé à la fin des années 1960. Dans les années 1950, on vit encore une époque où la critique conseille à une écrivaine comme Nel Noordzij de se marier pour devenir une femme aimable et où Anthonie Donker caractérise les auteures comme des femmes qui tricotent leur romans avec des aiguilles, alors que l'écrivain Albert Kuyle soutient que les femmes connaissent autant de la littérature que lui de couches. Mais, à partir des années 1970, en toute liberté, certaines autrices, entre autres Anja Meulenbelt, Hannes Meinkema et Monika van Paemel, accordent à la femme une place de choix dans leurs ouvrages,. Vers la même époque, de nouvelles revues (littéraires) féministes voient le jour : Opzij (Dégage, à partir de 1972), Lover (Verdure, 1974-2011, continue d'apparaître sur son propre site web), Chrysallis (Chrysalide, 1978-1981) et Lust en Gratie (Passion et Grâce, 1983-2001). C'est aussi l'époque où les féministes se trouvent confrontées à la critique polémique émise par Maarten 't Hart à l'égard du féminisme à la mode, entre autres dans le recueil d'essais De vrouw bestaat niet (La Femme n'existe pas, de 1982). Dans les années 1990, le succès grandissant de la littérature féministe culmine dans la popularité des écrivaines Kristien Hemmerechts, Nelleke Noordervliet, Margriet de Moor et Renate Dorrestein,.
Vers la fin du XXe siècle, alors que la question du féminisme s'enracine fermement dans les groupes sociaux les plus larges, les écrivaines deviennent si nombreuses, si visiblement présentes dans le système littéraire, que la notion de littérature féministe perd sa définition précise. Même dans les genres plus commerciaux de littérature contemporaine (chick lit), les thèmes de la littérature féministe restent fortement présents. Là où les romancières féministes abordent le thème de la sexualité en toute franchise, leur succès peut indiquer que l'on se trouve face à une récupération par l'idéologie masculiniste. Beaucoup d'œuvres littéraires postcoloniales sortent de la plume d'écrivains aux penchants féministes ; ils prennent la défense des femmes aux prises avec une double marginalisation : celle en tant que femme et celle en tant que non-occidentale.

#### La littérature dite pornographique
Par le biais du naturalisme, la sexualité explicite pénètre dans le domaine de la littérature. Un exemple bien connu en est un roman de Lodewijk van Deyssel, Een liefde (Un amour, de 1887), où l'auteur se met dans la peau d'une fille qui se masturbe. Louis Couperus cherche à dépasser les limites de la bienséance dans Langs lijnen van geleidelijkheid (Le Long des lignes de la vie, de 1900), alors que Jacob Israël de Haan est assez explicite dans son roman Pijpelijntjes (Scènes de De Pijp, de 1904). Quelques décennies plus tard, dans Het land van herkomst (Le Pays d'origine, de 1935), Edgar du Perron allie, selon Vestdijk, « une connaissance approfondie de la sexualité humaine à un franc-parler peu calviniste ». Sous le pseudonyme de W.C. Kloot van Neukema (qui peut se traduire comme W.C. Couille de la Baise), il écrit des sonnets pornographiques.
Si certains écrivains d'après-guerre, comme Willem Frederik Hermans (De tranen der acacias, ou Les Larmes des acacias, de 1949), Anna Blaman (Eenzaam avontuur, ou Aventure solitaire, de 1948), ou encore Gerard Reve et Jan Wolkers, sont censés avoir écrit des ouvrages pornographiques, il ne s'agit là pourtant que d'une façon d'exprimer le degré de dépravation atteint dans leurs livres, du moins aux yeux de certains de leurs contemporains, car il ne faudra qu'une génération pour que l'on considère ces œuvres comme appartenant à la grande littérature.
En 1964 paraît Ik Jan Cremer (Moi, Jan Cremer), et bien qu'il soit risqué de conclure à partir d'un seul ouvrage qu'un processus de changement se serait accompli, on ne peut nier qu'à partir de ce moment, les rapports entre littérature et pornographie changent. Il s'agit ici d'un roman picaresque classique sur un jeune homme au seuil de l'âge adulte qui, après avoir fait trente-six métiers, achève son parcours comme artiste à succès sous le soleil d'Ibiza, où il s'adonne à l'alcool et à la drogue. Le livre regorge de passages explicitement sexuels et violents, et est rédigé dans un style sans détour, proche de la langue parlée.
Dès lors, les littérateurs néerlandais lâchent la bride quant à la pornographie. La maison d'édition De Arbeiderspers explore le domaine qui se situe entre les torchons et la littérature, par exemple en publiant une série de récits pornographiques suédois, traduits par J. Bernlef (Het land Coïtha, ou Le Pays Coïtha). Heere Heeresma (Gelukkige paren, ou Couples heureux, de 1968, publié sous le pseudonyme Johannes de Back) et Louis Paul Boon (Mieke Maaike's obscene jeugd, ou La Jeunesse obscène de Mieke Maaike, de 1972) contribuent au genre avec des histoires pornographiques.
Des éléments sexuellement explicites apparaissent fréquemment dans la littérature des années 1970, mais désormais sans provoquer de scandale, à moins qu'une fille de dix-neuf ans écrive sur une fille de treize ans qui séduit un homme de quarante ans (Hester Albach, Het debuut, ou Le Début, de 1975), ou lorsqu'un homme, Geerten Meijsing, se cache derrière le pseudonyme d'Eefje Wijnberg pour écrire l'autobiographie érotique d'une jeune femme (Een meisjesleven, ou La Vie d'une fille, de 1981). Mais lorsque Louis Ferron se choisit un nom de plume pour les ouvrages érotiques, il le fait dans le but de séparer cette production particulière de l'œuvre qu'il publie sous son vrai nom, et non pas pour demeurer dans l'anonymat ; d'ailleurs, pour y parvenir, des pseudonymes tels que Luigi di Verona et Louis de Vêron sont trop transparents.
Adrianus Franciscus Theodorus van der Heijden, lui aussi, est épargné par la critique quant au teneur pornographique de livres comme Het leven uit een dag (La Vie en un jour, de 1988) ou De Movo tapes (Les Cassettes Movo, de 2003), tandis que des comportements sexuels y sont décrits sans ambages.
Désormais, le mot « pornographie » ne s'emploie que comme un terme péjoratif quand un auteur se montre hostile à l'égard des femmes – comme le fait Jan Cremer –, ou lorsque l'on reproche à un écrivain de manier un style sans profondeur ; mais l'indignation morale causée par la description de la sexualité appartient au passé. 
Par son travail, Cremer ouvre la voie à une approche plus libérale de la sexualité dans le roman littéraire. Par ses activités de commercialisation transfrontalières, il rend possible l'éclosion d'une nouvelle génération, celle de Saskia Noort et d'Esther Verhoef, autrices de livres focalisés sur le sexe et la violence, qui profitent pleinement de l'évolution de la morale littéraire.

#### La littérature enfantine
Juste après la Seconde Guerre mondiale, pour encourager les enfants à lire, on crée la Semaine du livre pour enfants et le prix du meilleur livre pour enfants de l'année. Au cours de la seconde moitié du XXe siècle, la littérature d'enfance et de jeunesse se fait de plus en plus apprécier. Dans la littérature enfantine d'après-guerre, le recueil Ik ben lekker stout (Je suis méchant, na !, de 1955) de Anna (Annie) Maria Geertruida Schmidt représente une innovation. Avant elle, la littérature d'enfance et de jeunesse a surtout été évaluée sur la base de la valeur éducative et du message moral. Sa poésie ludique et malicieuse pour enfants conduit à une libération. Ainsi, chez elle, les rois se comportent comme des gens ordinaires. Schmidt prend résolument parti pour les enfants et dénonce la sottise des adultes,.
Dans les années 1970, des parents et des éducateurs non conformistes s'investissent pour que l'émancipation de la littérature pour enfants progresse. Ils s'opposent en particulier à l'éloignement de la réalité qui caractérise trop de livres pour enfants, jusqu'à s'en prendre même à la série d'histoires pour enfants Jip en Janneke (Jip et Janneke, 1952-1957) de Schmidt. Le nombre de jeunes écrivains dont le travail peut être évalué selon des critères littéraires et qui ne se soucient pas en premier lieu de la valeur éducative ou de la morale se multiplie. Ainsi, Imme Dros considère la littérature pour enfants comme un genre à part que l'on choisit, un choix qu'elle partage avec des auteurs comme Wim Hofman, Joke van Leeuwen et Ted van Lieshout qui, eux, sont des exemples de talents multiples car, de manière idiosyncratique, ils fournissent eux-mêmes leurs textes d'illustrations. Contrairement aux « livres à problèmes » des années 1970, ces livres pour les jeunes donnent surtout matière à réflexion sur les questions qui préoccupent les adolescents.
Dans la littérature des années 1990, on expérimente avec des formes narratives (par exemple dans Odysseus, een man van verhalen, ou Ulysse, un homme d'histoires, de 1994, d'Imme Dros), on s'occupe à enchevêtrer différentes histoires (entre autres dans les Wezen van Woesteland, ou Les Orphelins du pays sauvage, de 1997, de Margriet Heymans), on démystifie le conte pour le réduire à l'état de récit (Wim Hofman, Zwart als inkt is het verhaal van Sneeuwwitje en de Zeven Dwergen, ou Noir comme de l'encre, l'histoire de Blanche-Neige et des sept nains, de 1997) ou on suggère des liens avec d'autres histoires (comme le fait Peter van Gestel dans Mariken, de 1997) ; il s'agit là de techniques narratives que l'on connaît surtout de la littérature postmoderniste pour adultes. Toutefois, des livres pour enfants moins complexes ne font pas défaut, ce dont témoigne le travail de Carry Slee ou celui de Paul van Loon ; ce sont d'ailleurs ces écrivains qui plaisent le plus aux jurys composés d'enfants et de jeunes.
En Flandre, la littérature d'enfance et de jeunesse des années 1960 est moins féconde en titres et, en même temps, plus provinciale qu'aux Pays-Bas ; elle se trouve moins alignée sur les tendances internationales. On peut citer à cet égard les séries de livres pour enfants de Lia Timmermans. Dans les années 1970, à une époque où la littérature enfantine subit de profondes transformations dans lesquelles la Suède joue un rôle prépondérant, De Boodschap van de onzichtbare (Le Message de l'invisible, de 1974) de Cyriel Verleyen est accueilli comme un livre novateur, surtout après avoir été salué aux Pays-Bas par l'auteure et critique Miep Diekmann. Dans les années 1980, la Flandre profite de l'élan crée dans les années 1970, mais la littérature enfantine se trouve également face à un nouveau défi. Les « livres à problèmes » ont été promus si manifestement que la stagnation devient inévitable. La critique parle dédaigneusement de « livres de misère et de tourments » (kommer- en kwelboeken). Lorsqu'il se manifeste de nouveau un besoin d'excitation, d'humour et de fantaisie, plusieurs éditeurs répondent au rapprochement vers la littérature pour adultes en créant de nouvelles séries. À partir des années 1980 et 1990, la Flandre, elle aussi, produit des écrivains de littérature enfantine qui atteignent une renommée internationale, par exemple Els Beerten et Bart Moeyaert.

#### La littérature autobiographique
La grande majorité des ouvrages autobiographiques de nature littéraire traitent de la jeunesse de l'auteur ou de ses parents ; là où l'autobiographie parvient à transcender le récit personnel, elle conduit à un bon roman. Ainsi, deux romans de 1994, Asbestemming (Destination des cendres) d'Adrianus Franciscus Theodorus van der Heijden et Gesloten Huis (Maison fermée) de Nicolaas Matsier, se prêtent à être lus comme des livres sur l'enfance et comme la description d'une époque révolue. Avec nostalgie, et parfois à contrecœur, ces auteurs décrivent leur passé et le monde de leurs parents pendant la reconstruction d'après-guerre.
En outre, il y a des auteurs qui soulignent que la « vraie vie » ne précède pas nécessairement l'écriture de l'autobiographie. Certains auteurs semblent vivre les choses dans l'unique but de pouvoir les décrire a posteriori. La vie et la biographie se trouvent parfois dans un rapport inverse.
Après la mort de son premier enfant, Pieter Frans Thomése écrit son Schaduwkind (L'Enfant ombre, de 2003), un livre par lequel il ne veut explicitement pas émouvoir le lecteur, mais plutôt explorer l'effet que peut produire sur lui le langage. Lodewijk-Henri Wiener (nom de plume de Lodewijk Willem Henri) écrit dans son roman Nestor : « Le seul résultat reconnaissable que mon travail littéraire a eu, pour moi, c'est que ma vie s'est largement déroulée selon le scénario que j'avais inventé auparavant dans mon travail. »
Aussi existe-t-il un groupe d'écrivains qui prennent leur vie comme sujet de leurs livres d'une façon plus directe que les précédents. Sous l'influence de la nature publique des expériences personnelles exposées à la télévision et sur Internet, leurs livres acquièrent sans doute un caractère plus intime par rapport à ce qui a été usuel dans la littérature jusque-là. Connie Palmen est sans doute le plus célèbre de ces auteurs. Dans IM, elle décrit sans gêne sa relation amoureuse avec le célèbre journaliste redouté Ischa Meijer (1943-1995). La publication de IM, en 1998, conduit à beaucoup d'indignation et à une discussion sur la frontière entre autobiographie et fiction.
On reproche aux auteurs de ce genre d'ouvrages qu'ils répondent trop aux exigences du grand public, de telle façon que la lecture devient davantage une question d'identification, d'empathie et de voyeurisme, plutôt qu'une de confrontation avec l'autre ; et, selon les critiques, cela facilite la commercialisation de la littérature.
Enfin, il existe un groupe considérable de littérateurs qui se risquent à écrire des œuvres de fiction, mais qui ne cachent pas à quel point leur vie et leurs œuvres s'enchevêtrent. Cependant, ils ne jugent pas nécessaire que chaque fait relaté dans leurs livres soit réductible à la réalité. À ce groupe appartiennent le Néerlandais Arnon Grünberg et le Flamand Dimitri Verhulst. Charlotte Mutsaers, elle aussi, écrit le plus souvent des textes, foncièrement proches de son vécu, dont elle souligne qu'ils ne se rapportent pas à des événements, mais à des sentiments. Selon elle, la nécessité de la connaissance de soi est une condition préalable à l'écriture de fiction.

### Tendances récentes

#### La prose des années 1990 et 2000: le retour au monde
Dans les romans de cette période, le monde extérieur joue à nouveau un rôle. En raison de la multitude des points de vue, une morale sans équivoque ne nous est pas donnée, qu'il s'agisse des thèmes du terrorisme (Arnon Grünberg), de la souffrance animale (Charlotte Mutsaerts), de la problématique de la deuxième génération issue de l'immigration (Hafid Bouazza) ou de la guerre. En même temps, il s'agit de la question de savoir ce que cela signifie d'écrire un roman sur ces questions.
Certaines caractéristiques de ces romans sont héritées du postmodernisme. On en décèle cinq.
1. Tout d'abord, les romanciers n'établissent pas toujours une distinction stricte entre le narrateur, l'auteur et les personnages. Dans les romans d'Arnon Grünberg, les personnages principaux, par exemple, sont souvent des écrivains, vivant à New York, comme Grünberg lui-même, et ils sont juifs. De plus, les personnages sont préoccupés des mêmes problèmes qu'aborde Grünberg dans ses billets d'humeur, ce qui ne veut pas dire que les prosateurs contemporains confèrent toujours une identité bien définie à leurs caractères : souvent, ceux-ci ne savent pas exactement qui ils sont.
2. Une deuxième caractéristique est que la distinction entre les genres s'estompe. Ainsi, la différence entre fiction et non-fiction n'est plus aussi pertinente.
3. Ce qui constitue la troisième caractéristique, fréquemment observée dans cette littérature, c'est que plusieurs voix s'y font entendre ; celles-ci représentent les différentes opinions souvent contradictoires sur une question dépassant l'actualité. Cette prose est souvent engagée, mais rarement moralisante.
4. Quatrième trait : une œuvre littéraire n'émane pas de l'écriture d'un seul génie et, en appliquant le procédé que l'on désigne par le terme d'intertextualité, la littérature se constitue désormais aussi de collages de nombreux textes existants, qui peuvent être des citations hautement estimées, tirées des auteurs classiques, mais tout aussi bien des chansons, des proverbes ou des articles de journaux.
5. Un cinquième trait caractéristique concerne plutôt les aspects formels : peu de romans connaissent encore un développement narratif linéaire. Des récits chronologiques, comprenant un début et une fin, cèdent la place à des histoires qui remontent parfois dans le temps à travers des retours en arrière ou des souvenirs ; cet effet est parfois encore renforcé lorsque le lecteur peut suivre la narration sous l'angle de différents personnages. Un roman qui contient plusieurs de ces caractéristiques est De wandelaar (Le Promeneur, de 2007) d'Adriaan van Dis.

#### La littérature d'immigration et d'immigrés
Si une littérature caractéristique issue de l'immigration semble inexistante aux Pays-Bas, ce concept fourre-tout nous aide néanmoins à déceler des traits communs : par exemple, les thèmes de l'identité et du lieu, parce que ce sont avant tout les nouveaux auteurs néerlandais d'origine étrangère qui se posent des questions importantes sur leur identité.
Dans ses poèmes, un poète comme Mustafa Stitou s'auto-analyse et examine comment il se rapporte à la culture marocaine de son père.
Kader Abdolah est le nom de plume de Hossein Sadjadi Ghaemmaghami, un Iranien qui s'est enfui de son pays natal en 1985 ; dans ses livres apparaissent plusieurs éléments qui jouent un rôle dans de nombreux ouvrages littéraires d'immigrés : par exemple, la question du rôle de l'identité et du lieu, car la confrontation avec la culture d'adoption soulève la question de savoir ce que signifie cette identité, tout bien considéré.
Dans la littérature de l'immigration, l'aspect du lieu apparaît, entre autres, dans Paravion (Par avion, de 2003), un roman de Hafid Bouazza dont l'histoire se passe dans un pays lointain, probablement au Maroc, et à Amsterdam, deux endroits dont l'un prend des caractéristiques de l'autre : ainsi, le café d'Amsterdam devient un bastion islamique, le village du Maroc, une retraite de débauche sexuelle. Bouazza écrit dans un style baroque dont les Néerlandais de souche ont oublié l'existence depuis belle lurette.
Le langage et les thèmes des romans sensuels de Bouazza sont incomparables avec ceux d'Abdolah, qui traite de la politique et de l'exil dans un langage sobre.

#### La littérature et la culture de masse
Beaucoup d'écrivains emblématiques de la fin du XXe et du début du XXIe siècle essaient de contribuer à la démocratisation de la littérature. Des écrivains, affirment-ils, doivent chercher à se rapprocher du public. Mais, à force d'apparaître dans les médias dans le but de promouvoir leurs livres, les auteurs deviennent des personnages publics. Pour faire vendre leurs livres, des écrivains comme Kluun (nom de plume de Raymond van de Klundert) et Heleen van Royen, ainsi que leurs éditeurs, optent pour des campagnes publicitaires qui se focalisent sur la personne de l'écrivain.
Un autre symptôme du rapprochement entre la culture de masse et la littérature est l'essor des festivals littéraires. Ainsi, 4 000 personnes par an visitent la Nuit de la poésie (Nacht van de Poëzie) à Utrecht, ce qui représente un nombre de visiteurs beaucoup plus élevé que la moyenne des ventes d'un recueil de poésie. La littérature, en particulier la poésie, devient un événement et fait désormais partie intégrante de tout programme de divertissement d'une soirée entière, comprenant parfois des entractes musicaux. Lors d'une telle soirée se peuvent établir des contacts personnels avec les vedettes, par exemple pour demander un autographe aux poètes présents.
Paru en 1992, le premier roman de Ronald Giphart, l'ouvrage autobiographique Ik ook van jou (Moi aussi je t'aime), doit rivaliser avec la musique pop, la télévision, le cinéma, les clips, les jeux vidéo et la culture numérique. Les formes d'art qualifiées de culture populaire, qui utilisent ces médias, sont de plus en plus prises au sérieux, autant qu'auparavant la littérature. Le début littéraire de Giphart se lit comme une description de la culture des jeunes de l'époque. Les personnages sont jeunes et appartiennent entièrement au monde contemporain, dont la sexualité, les beuveries, l'esprit de lucre et la culture de masse constituent les principaux ingrédients. Ce roman décrit un univers où l'ambition littéraire du protagoniste ne trouve plus de place car, pour son entourage, la littérature ne compte plus pour rien.
Dans son roman, l'auteur aborde à sa façon une problématique typique de la littérature du XXe siècle : les écrivains doivent s'interroger sur le rôle et la position de la littérature. Sans équivoque, Giphart choisit de ne pas se renfermer dans les cénacles habituels de la littérature mais, en revanche, se produit sans gêne dans des lieux peu conventionnels pour un littérateur : ainsi, il apparaît régulièrement à la télévision (même dans des émissions moins sérieuses) et il écrit pour des magazines de luxe. Ses romans s'adressent explicitement à un public jeune, qui ne dispose souvent pas d'un diplôme universitaire, et non pas à l'élite littéraire.

### Le rôle des revues littéraires
Du côté de certaines revues, tirées à seulement quelques centaines d'exemplaires, on voit naître de nombreuses et importantes innovations littéraires. Toutes sortes de modestes revues indépendantes, voire presque insignifiantes, s'avèrent toutefois des pépinières de talents, où presque tous les grands écrivains des XIXe et XXe siècle se manifestent pour la première fois, ne serait-ce que pour atteindre un public restreint. Les revues littéraires sont des lieux consacrés aux expériences récalcitrantes, des endroits où l'esprit d'innovation peut se manifester librement, de façon subjective et sans compromis. Des revues telles que De Nieuwe Gids (Le Nouveau Guide), Het Getij (La Marée), Het Overzicht (Le Panorama), De Stijl (Le Style), Forum (Forum), Podium (Scène), Braak (En friche), Blurb (Blurb) et Barbarber (Barbarber) servent de vitrines de l'avant-garde et de pivots du développement littéraire.
Vers 1960, l'innovation technologique (la simplification des procédés de reproduction de textes) permet à une petite bande de jeunes sans ressources de faire paraître une revue comme Barbarber par leurs propres moyens. Lorsqu'un demi-siècle plus tard, tout le monde a accès aux ordinateurs et aux imprimantes laser, la diversité du paysage médiatique s'accroît encore, comme en témoignent des périodiques tels que Nymph (Nymphe), Lava (Lave), Liter (Litre), Krakatau (Krakatoa), Tortuca (Tortue), De zingende zaag (La Scie musicale), Opus 0 (Opus zéro), Jijjajij (Toi, oui toi !), Mondzeer en de Reuzenkreeft (Aphte et le Homard géant), Passionate (Passionné) ou Woordwerk (Labeur verbal). Il semble que le nombre de périodiques, de vitrines et de forums littéraires augmente constamment depuis l'introduction d'Internet ; il ne s'agit pas en premier lieu de webzines, mais plutôt de bulletins d'information (ou de magazines électroniques), de blogues proposant des nouvelles littéraires et de sites personnels publiant des œuvres littéraires.

## Ressources